# Championnat du monde de Formule 1 2022
Navigation
2021 2023
Le championnat du monde de Formule 1 2022 est la 73e édition du championnat du monde de Formule 1.
Ce championnat voit une révision majeure du règlement technique portant notamment sur l'évolution du design des monoplaces, désormais basé sur l'effet de sol. Retardée d'une année en raison de la pandémie de Covid-19, la nouvelle réglementation a pour objectif de réduire les perturbations aérodynamiques générées par les monoplaces (ce qui modifie considérablement leur aspect notamment au niveau du nez, des pontons, des ailerons et des roues qui passent de 13 à 18 pouces) pour permettre davantage de dépassements afin d'accroître le spectacle proposé.
Le plateau reste relativement stable du côté des pilotes, le seul mouvement étant créé par la retraite de Kimi Räikkönen et la reprise de son volant Alfa Romeo par Valtteri Bottas, ce qui entraîne l'arrivée aux côtés de Lewis Hamilton chez Mercedes de George Russell qui laisse sa place chez Williams à Alexander Albon, lequel effectue son retour en Formule 1. Chez Alfa Romeo, Zhou Guanyu devient le premier Chinois à participer au championnat du monde de Formule 1. Le 5 mars, Haas F1 Team rompt ses contrats avec son sponsor-titre Uralkali et Nikita Mazepin. Kevin Magnussen, qui a piloté pour cette écurie de 2017 à 2020, le remplace.
Contrairement à Lewis Hamilton qui avait gardé son no 44 les années suivant ses six titres avec Mercedes, Max Verstappen, champion en titre, arbore le no 1. Des courses sprint, disputées le samedi et attribuant des points aux huit premiers, organisées à Imola, Spielberg et Interlagos, remplacent les qualifications sprint.
Cette saison, avec initialement vingt-trois manches, devait être la plus longue de l'histoire. Elle voit l'introduction du Grand Prix de Miami, seconde course aux États-Unis, qui s'ajoute à celle disputée à Austin sur le circuit des Amériques. Les Grands Prix du Canada, d'Australie, du Japon et de Singapour, annulés deux années consécutives dans le contexte de la pandémie de Covid-19, font leur retour. À la suite de l'invasion de l'Ukraine par la Russie, le Grand Prix programmé à Sotchi, en dix-septième manche le 25 septembre, est annulé, comme ceux prévus les années suivantes ; la saison compte donc vingt-deux manches.
Après des débuts prometteurs pour Charles Leclerc et la Scuderia Ferrari, Max Verstappen prend le dessus au volant de sa Red Bull RB18 et aligne les victoires, franchissant quinze fois le drapeau à damier en tête, ce qui constitue le record de victoires sur une saison. Il est ainsi sacré pour la deuxième fois à quatre courses du terme et creuse finalement un écart de 146 points sur son dauphin monégasque, pour sa part auteur de trois victoires, monté onze fois sur le podium et qui s'est montré le meilleur dans l'exercice des qualifications avec neuf pole positions - dont seulement deux converties en victoire -. L'année de la mort de son fondateur Dietrich Mateschitz, Red Bull Racing dispute la meilleure saison de son histoire avec dix-sept victoires (Sergio Pérez qui termine troisième, trois points derrière Leclerc, s'impose à Monaco et à Singapour), cinq doublés et un total de 759 points, mais n'est encore jamais parvenue à placer ses deux pilotes au deux premières places du championnat. Son sacre chez les constructeurs est le cinquième, mais le premier depuis 2013 et interrompt une série de huit titres consécutifs de Mercedes.
Carlos Sainz Jr. à Silverstone est le 112e pilote vainqueur d'un Grand Prix de Formule 1, George Russell à São Paulo, le 113e, alors que Lewis Hamilton achève l'exercice sans pole position et sans victoire, interrompant une série qui durait depuis quinze saisons, mais il monte neuf fois sur le podium et établit un nouveau record de seize saisons consécutives en terminant au moins une course parmi les trois premiers. Red Bull, Ferrari et Mercedes qui terminent le championnat constructeurs dans cet ordre, s'adjugent toutes les victoires, et la presque totalité des podiums, l'exception étant la troisième place de Lando Norris à Imola avec sa McLaren, mais c'est Alpine qui arrache la quatrième place du classement final.
La saison est la dernière de Sebastian Vettel qui dispute son 299e Grand Prix à Abou Dabi au cours d'une vingt-deuxième et dernière manche où l'ensemble du paddock lui rend hommage. Le quadruple champion du monde allemand, auteur de 53 victoires et de 57 pole positions, 122 podiums et 38 meilleurs tours, achève son ultime course avec le point de la dixième place et une série de donuts dans la ligne droite des stands.
Il s'agit d'une saison record pour le promoteur de la Formule 1, tant sur le plan populaire que commercial.

## Repères en début de saison

### Pilotes
- Lewis Hamilton en 2008, 2014, 2015, 2017, 2018, 2019 et 2020, Sebastian Vettel en 2010, 2011, 2012 et 2013, Fernando Alonso en 2005 et 2006 et Max Verstappen en 2021 sont les quatre champions du monde en activité ;
- Fernando Alonso, avec 334 départs en Grand Prix à l'entame de la saison, est le pilote ayant le plus d'expérience devant Lewis Hamilton (288 départs) et Sebastian Vettel (279 départs) ; il dispute sa 19e saison en Formule 1, record partagé avec Rubens Barrichello et Kimi Räikkönen ;
- Lewis Hamilton est le pilote engagé en 2022 totalisant le plus de points (4 165,5 points), devant Sebastian Vettel (3 061 points) et Fernando Alonso (1 980 points) ;
- Dix des vingt pilotes engagés en 2022, ont déjà remporté au moins un Grand Prix : Lewis Hamilton (103 victoires, record), Sebastian Vettel (53 victoires), Fernando Alonso (32 victoires), Max Verstappen (20 victoires), Valtteri Bottas (10 victoires), Daniel Ricciardo (8 victoires), Charles Leclerc (2 victoires), Sergio Pérez (2 victoires), Pierre Gasly (1 victoire) et Esteban Ocon (1 victoire) ;
- Lewis Hamilton est le seul pilote en activité à compter des pole positions et des victoires dans toutes les saisons qu'il a disputées, soit quinze années consécutives, de 2007 à 2021.

Débuts en tant que pilote titulaire :
- Zhou Guanyu rejoint Alfa Romeo[1] ;

- Nyck de Vries chez Williams où il remplace Alexander Albon au Grand Prix d'Italie[2].

Départs :
- Kimi Räikkönen (21 victoires, 18 pole positions, champion du monde 2007, record de participation avec 350 Grands Prix disputés depuis 2001) prend sa retraite après 19 saisons de Formule 1[3] ;
- Antonio Giovinazzi non conservé par Alfa Romeo, s'engage en championnat du monde de Formule E FIA au sein de Dragon-Penske Autosport[4] ;
- Nikita Mazepin, limogé le 5 mars 2022 par Haas à la suite de la rupture du contrat de sponsoring avec Uralkali en lien avec l'invasion de l'Ukraine par la Russie en 2022[5],[6].

Transferts : 
- Valtteri Bottas quitte Mercedes-AMG Petronas et rejoint Alfa Romeo Racing[7] ;
- George Russell quitte Williams Racing pour Mercedes-AMG Petronas[8].

Retours :
- Alexander Albon, 38 Grands Prix entre 2019 et 2020, rejoint Williams Racing après une année comme pilote de réserve pour Red Bull et comme pilote en DTM[9].
- Kevin Magnussen, 118 Grands Prix en sept saisons entre 2014 et 2020, fait son retour chez Haas F1 Team après une année en endurance IMSA ; il remplace Nikita Mazepin, limogé avant le début de la saison[10].

Duos de pilotes reconduits :
- Sergio Pérez et Max Verstappen chez Red Bull Racing ;
- Daniel Ricciardo et Lando Norris chez McLaren Racing ;
- Fernando Alonso et Esteban Ocon chez Alpine F1 Team ;
- Charles Leclerc et Carlos Sainz Jr. chez Scuderia Ferrari ;
- Pierre Gasly et Yuki Tsunoda chez Scuderia AlphaTauri ;
- Sebastian Vettel et Lance Stroll chez Aston Martin F1 Team.

### Écuries
Honda, motoriste de Red Bull Racing et de la Scuderia AlphaTauri, se retire, sept ans après son retour en 2015. La propriété intellectuelle et technologie des moteurs est reprise par Red Bull Racing qui, à travers une nouvelle entité nommée Red Bull Powertrains, va développer ses propres unités de puissances à partir de 2023. Le motoriste japonais doit initialement fournir des moteurs aux deux écuries sous le giron de Red Bull pour permettre à l'écurie autrichienne d'intégrer la technologie de moteur au sein de son usine de Milton Keynes et concevoir et développer en autonomie ses moteurs à compter de 2023. Toutefois, fin janvier, Honda annonce continuer à concevoir et fournir des blocs moteurs à Red Bull et AlphaTauri, depuis le Japon, jusqu'en 2025, la dernière année avant la nouvelle réglementation moteur.

### Essais hivernaux
De courts essais, du 13 au 15 décembre, destinés à tester les nouvelles jantes de 18 pouces (contre 13 pouces jusque là) ont eu lieu à Yas Marina juste après le dernier Grand Prix de la saison 2021. Les pilotes utilisaient d'anciens modèles de monoplaces ; leurs impressions sont positives. Si les voitures se montrent plus lentes que celles qui ont disputé la course quelques jours auparavant, il n'y a encore aucune conclusion à tirer puisque le comportement des châssis 2022 est encore inconnu.
Après la présentation de leurs nouvelles monoplaces par les différentes écuries, les essais hivernaux de la saison 2022 se dérouleront durant six jours, sur deux circuits, pour accompagner la grande évolution de la règlementation technique. Les premiers essais se tiendront sur le circuit de Barcelone du 23 février au 25 février 2022 puis, deux semaines plus tard, les essais continueront sur le circuit international de Sakhir du 10 mars au 12 mars 2022. Par ailleurs, la Formule 1 annonce que les essais de Barcelone, sans public, ne seront pas télévisés et ne donneront pas lieu à un chronométrage en direct, et que les tests de pré-saison officiels, avec tous les éléments absents en Catalogne, se tiendront à Sakhir deux semaines plus tard.

#### Barcelone, du 23 au 25 février
À Barcelone, différentes écuries font face à un phénomène d'oscillation (marsouinage ou porpoising) consécutif au concept d'effet de sol des nouvelles monoplaces. Ce phénomène, qui touche plus ou moins les monoplaces selon leurs configurations, provoque un effet de tangage à vitesse élevée en ligne droite ce qui génère une perte d'appui. Ce phénomène n'était pas apparu en Formule 1 depuis plus de quarante ans, à l'époque des précédentes monoplaces à effet de sol.
Après la deuxième journée de test, les pilotes se montrent optimistes quant au nouveau concept des F1 établi dans le but de permettre aux voitures de se suivre sans subir la trainée aérodynamique de la monoplace qui précède. Max Verstappen explique : « J'ai suivi quelques voitures. Cela semble un peu plus facile de rester derrière. Pour le moins, nous n'avons plus ces étranges virages où vous avez subitement du sous-virage, ou un massif survirage. » Charles Leclerc remarque : « Je ne m'attends pas à ce que cela soit complètement parti quant vous suivez une voiture collé dans son diffuseur arrière, au moins à la vitesse à nous allons toujours en Formule 1, mais tout semble un peu plus sous contrôle. J'ai essayé, je sentais que cela allait un peu mieux avant que vous ne soyez vraiment, vraiment proche. Là, évidemment, vous sentez un peu la perte d'appui, mais je dois encore faire quelques tours de plus derrière une voiture. » Pour son coéquipier Carlos Sainz Jr., « J'ai fait ça à dessein (roulant proche de Verstappen, Gasly et Alonso) et je peux vous dire que vous sentez déjà des différences. C'est assez évident et je suis relativement positif à ce propos. » De son côté, Mattia Binotto est « fasciné » par le fait que les dix voitures soient toutes très différentes, malgré ce règlement contraignant qui laissait craindre l'inverse.
Dans la soirée de la deuxième journée des essais, Haas F1 Team annonce qu'elle dispute la dernière journée d'essais sans le nom ni les couleurs de son sponsor-titre Uralkali ; cette décision est prise à la suite de l'invasion de l'Ukraine par la Russie. L'après-midi du dernier jour, la piste est arrosée pour tester les monoplaces dans les conditions de pluie. Les trois meilleurs temps de l'ensemble des essais sont réalisés sur le sec le dernier jour : au volant de la Mercedes W13, Lewis Hamilton (1 min 19 s 138) devance son coéquipier George Russell (1 min 19 s 233), tous deux avec les pneus les plus tendres (type C5), puis Sergio Pérez sur la Red Bull RB18 en gommes type C4 (1 min 19 s 556). Lando Norris avec la McLaren MCL36 avait réalisé le meilleur temps de la première journée d'essais en 1 min 19 s 568 et Charles Leclerc celui de la deuxième journée en 1 min 19 s 589 sur la Ferrari F1-75. En matière de fiabilité, Ferrari a bouclé le plus grand nombre de tours (439), devant Mercedes (393) et Red Bull Racing (358).
Du fait de l'augmentation de leur masse de 43 kilogrammes par rapport à 2021, les monoplaces apparaissent moins maniables et moins rapides dans les virages lents mais vont plus vite dans les lignes droites et les virages rapides. Si l'appui aérodynamique par effet de sol réduit l'aspiration, les pilotes notent que l'aileron arrière plus large permet, lors de l'activation du système de réduction de la traînée, de compenser cette perte.

#### Sakhir, du 10 mars au 12 mars 2022
Pietro Fittipaldi roule dans la Haas VF-22 après le limogeage de Nikita Mazepin ; il officie en tant que pilote de réserve puisque Kevin Magnussen est titularisé pour remplacer le pilote russe. Malade à cause de la Covid-19, Daniel Ricciardo ne participe pas à ces essais ; en cas de forfait pour le premier Grand Prix, McLaren pourrait faire appel à Stoffel Vandoorne, Nyck de Vries ou Paul di Resta,. Du coup, Lando Norris tourne seul lors de ces trois journées sur la McLaren MCL36 et boucle un total de 200 tours.
La Mercedes W13 apparait avec de considérables évolutions au matin de ces tests officiels de pré-saison. En effet, ses pontons ont quasiment disparu. À hauteur du cockpit, le flanc présente de larges et fines ouïes ; toujours sur le flanc et la partie capot moteur prennent place deux importantes grilles d'aération. La partie apparente du plancher est aussi considérablement modifiée par rapport aux essais de Barcelone et les rétroviseurs sont placés au bout de deux ailettes des deux côtés du cockpit.
Au volant de la Ferrari F1-75, Charles Leclerc est le plus rapide de la première session matinale du 10 mars avec un temps de 1 min 34 s 531. Il est l'un des deux pilotes qui ont le plus tourné (64 tours), derrière Sergio Pérez (70 tours). Ce temps est amélioré (1 min 33 s 902) dans l'après-midi par Pierre Gasly, qui a effectué 104 tours avec l'AlphaTauri AT03, devant Carlos Sainz Jr., qui a pris le relais de Leclerc, en 1 min 34 s 359. Pérez est à nouveau le plus assidu en piste avec 138 tours.
Lors de la deuxième journée, Kevin Magnussen, de retour après une saison d'absence, est autorisé à rouler une heure de plus que les autres en fin d'après midi et couvre une distance totale de soixante tours. Seul en piste au volant de la Haas VF-22, il profite d'une température plus fraîche que durant la journée pour réaliser le meilleur temps absolu, en 1 min 33 s 207. Auparavant, Sainz détenait le meilleur temps (1 min 31 s 532) devant Max Verstappen sur la Red Bull RB18 (1 min 34 s 011). Les plus assidus en piste le vendredi sont Yuki Tsunoda (AlphaTauri AT03, 120 tours) et Esteban Ocon (Alpine A522, 111 tours).
Le dernier jour, une semaine avant la séance de qualifications du premier Grand Prix de la saison sur le même circuit, Max Verstappen établit le meilleur temps des trois journées d'essais en 1 min 31 s 720, devant Mick Schumacher dont l'écurie parait faire un bond en avant avec la Haas VF-22 (1 min 32 s 241), Charles Leclerc (1 min 32 s 415) et Fernando Alonso (1 min 32 s 698) qui a bouclé 122 tours. Ces temps de tests de pré-saison ne permettent toutefois pas de juger les forces en présence car les écuries, libres de choisir la quantité de carburant emportée ou le type de pneus chaussés, suivent leur propre programme de développement où la recherche de performance n'est pas forcément la priorité.
Mercedes Grand Prix, l'octuple tenant du titre constructeurs, semble avoir des problèmes avec la W13 évoluée, Lewis Hamilton annonçant : « Pour le moment, je ne crois pas que nous allons nous battre pour des victoires » et George Russell ajoutant à propos de leurs monoplaces : « Elle rebondit, ce n'est pas la plus confortable à l'intérieur, en toute honnêteté, mais je ne me soucie pas vraiment du confort si la performance est là. Mais pour le moment, la performance n'est pas là. » Max Verstappen se moque de ces déclarations : « C'est toujours la même histoire avec eux. Lewis ne se voit pas gagner. Et quand une équipe fait un peu mieux, ils ne sont plus les favoris. Avance rapide, dans une semaine : "Oh, on a réussi à tout régler, ce n'est pas normal, bravo à tout le monde à l'usine pour ce travail incroyable." L'an dernier ils nous ont fait le même coup et ils ont gagné le premier Grand Prix. Bref je n'y crois pas. » Il conclut en déclarant : « Personne n'a montré sa vraie performance, pas même nous. Je n'étais pas à fond. »

### Nomination de nouveaux directeurs de course
Michael Masi, directeur de course de la F1 depuis la mort brutale de Charlie Whiting en mars 2019, et dont les décisions lors de la saison 2021 ont entraîné des polémiques, et plus particulièrement lors de la dernière manche à Abou Dabi, est démis de ses fonctions le 17 février et remplacé par le duo Eduardo Freitas, directeur de course du WEC et Niels Wittich, ancien directeur de course du DTM ; ils occuperont le poste de directeur de course en alternance avec l'appui d'Herbie Blash, l'ancien bras droit de Whiting, nommé en tant que conseiller principal permanent.

## Évolution des règlements

### Règlement technique

#### Aérodynamique

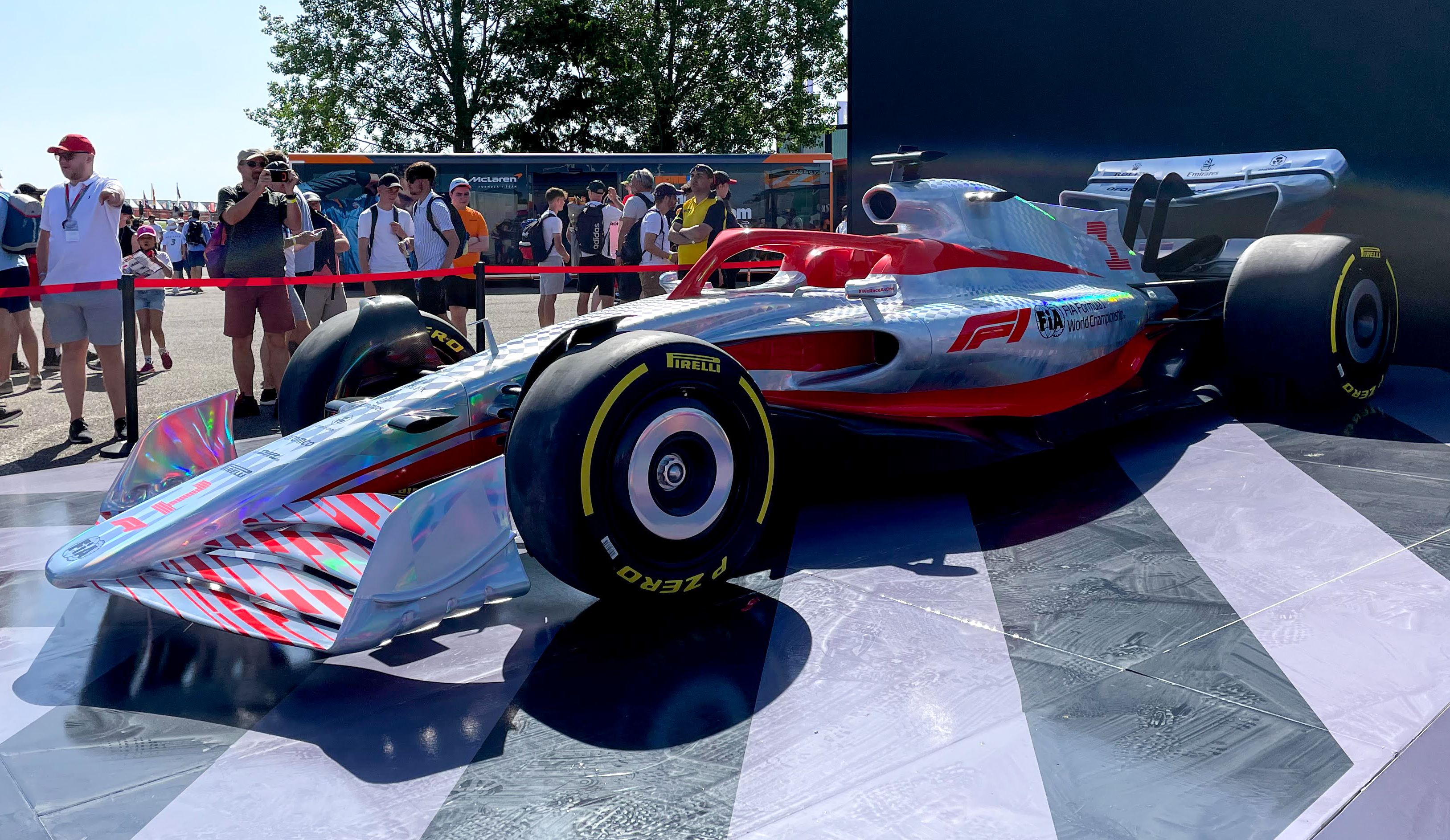
Maquette d'une monoplace 2022 présentée lors du Grand Prix de Grande Bretagne 2021.

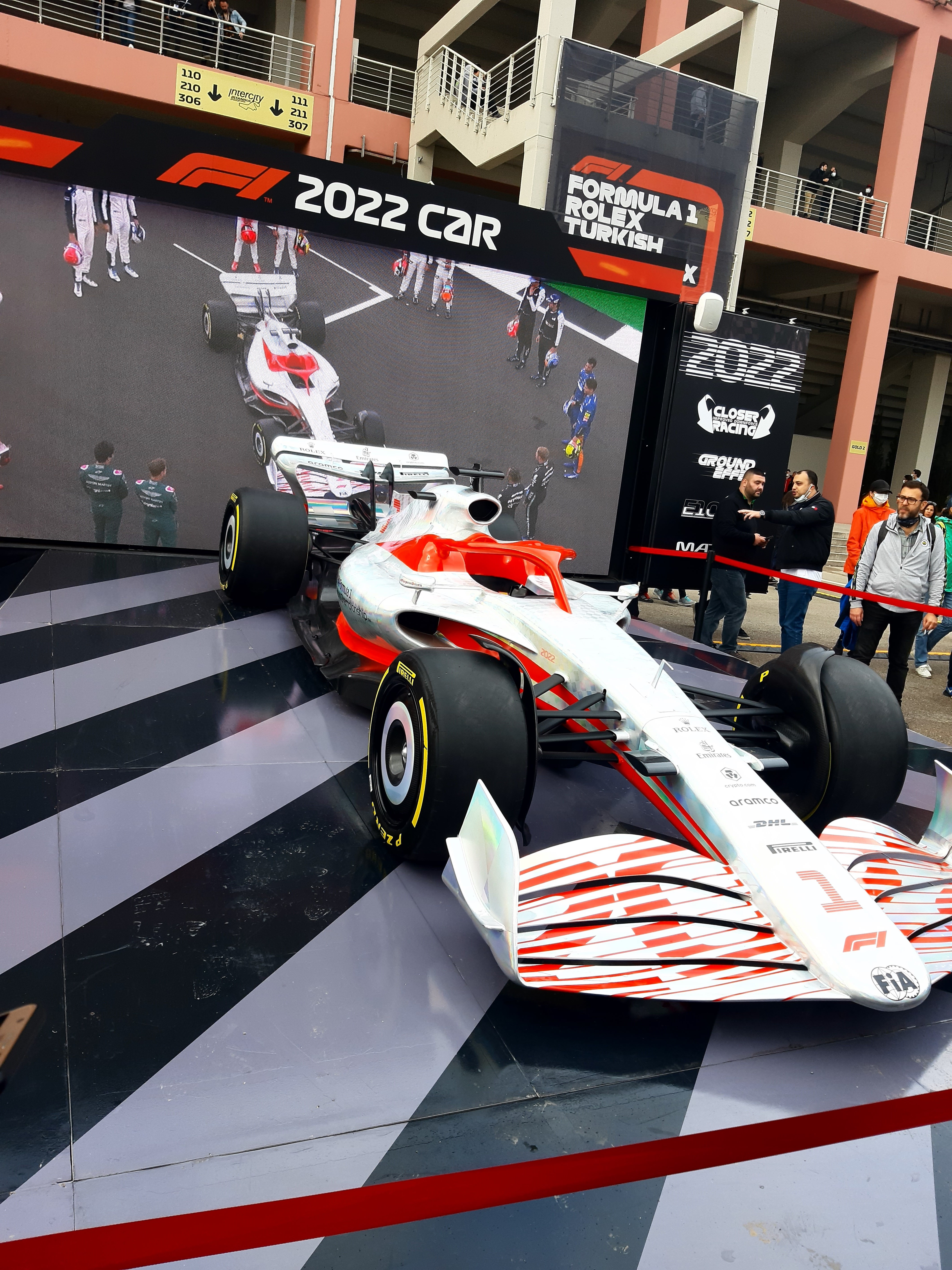
Présentation de la monoplace aux spécifications 2022 au Grand Prix de Turquie 2021.

Le but de cette nouvelle réglementation est de limiter les perturbations aérodynamiques générées par les monoplaces. Les différents éléments d'une monoplace tels que les ailerons avant et arrière utilisent les flux d'air pour augmenter l'appui global de la voiture, améliorant sa stabilité à haute vitesse. Ce flux d'air perturbé ne permet pas à une monoplace poursuivante d'avoir un appui optimal, ce qui la déstabilise et engendre des pertes de temps par rapport à son concurrent, limitant de fait les dépassements en piste. En 2018, le responsable monoplace de la FIA Nikolas Tombazis estimait à 30 % la perte d'appui dans l'air sale. Sont ainsi nées les notions d'« air propre » (un pilote roule sans voiture devant la sienne) et d'« air sale » (dans la trainée aérodynamique d'une monoplace), générant notamment une usure excessive des pneumatiques.
Le travail, pour les monoplaces de 2022, a donc été porté sur la limitation des générations de perturbations aérodynamiques sur les différents éléments d'une monoplace. L'appui sera majoritairement produit par le fond plat avec un concept d'effet de sol et des ailerons simplifiés. Des monoplaces à effet de sol ont roulé en Grand Prix à la fin des années 1970, après son introduction par l'écurie Lotus (on parlait alors de Formules 1 à jupes) puis cet effet a été banni dans les années 1980. Ici, l'effet de sol est généré par un tunnel à effet Venturi sous le fond plat et sous les pontons de l'avant à l'arrière.
Les autres modifications notables de l'aspect des Formule 1, qui évolue donc considérablement, sont un aileron avant plus large et connecté directement au museau plus effilé (sans laisser d'espace comme c'est le cas pour les monoplaces depuis de nombreuses années), des pontons plus arrondis sans appendice aérodynamique (barge board) et munis de larges ouvertures, des ailettes au-dessus des roues avant de 18 pouces équipées d'enjoliveurs et un nouvel aileron arrière.
Par ailleurs, la nouvelle monoplace, avec 795 kg, est plus lourde de 100 kg que celle du début de l'ère hybride (en 2014) et de 43 kg qu'en 2021 soit près d'une tonne avec le pilote et le plein d'essence,. De plus, devant les difficultés des écuries à respecter ce poids minimum compte tenu des renforcements induits par la sévérité des crash-tests, la FIA décide, le 10 mars, de l'augmenter de trois kilogrammes.
Ces évolutions ont pour but de favoriser les duels en piste, les voitures pouvant se suivre de plus près sans perte significative d'appui et permettre davantage de dépassement. Alors que l'on croyait, en raison d'une réglementation technique bien balisée, que toutes les voitures 2022 se ressembleraient, avec un aspect semblable au modèle présenté par la FIA, il s'avère au contraire qu'elles sont toutes très différentes les unes des autres, et que la créativité des ingénieurs a joué à plein pour tenter de trouver les meilleures solutions, des larges pontons incurvés de la Ferrari F1-75 à la quasi absence de ces pontons sur la Mercedes W13.

#### Moteur

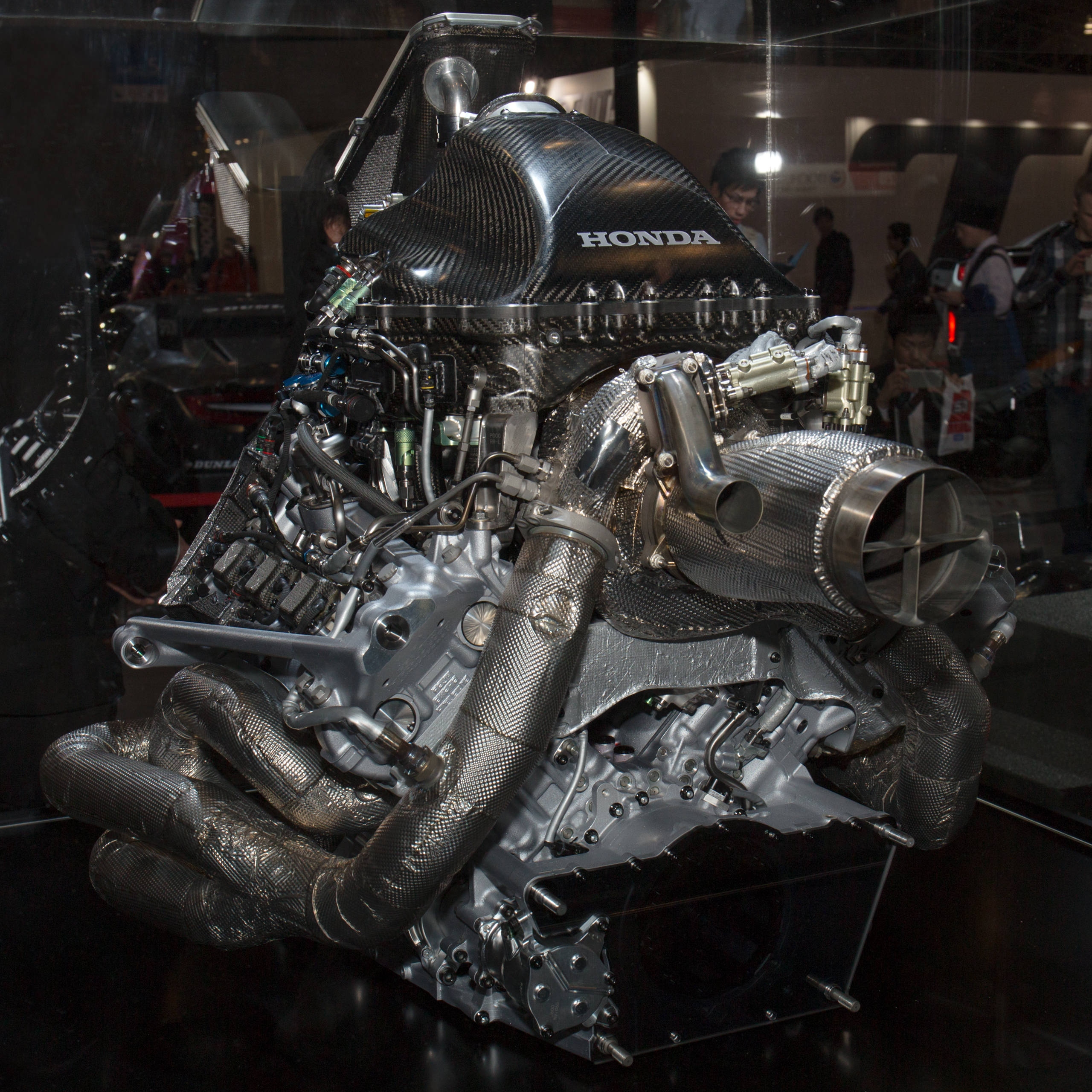
Le moteur V6 actuel restera en vigueur jusqu'en 2025-2026. Ici le moteur Honda RA616H ayant équipé la McLaren MP4-31 en 2016.

Les spécifications du moteur V6 turbocompressé, en vigueur depuis la saison 2014, devaient évoluer en 2022 ; différents groupes de travail avaient défini plusieurs mesures pour les nouveaux groupes propulseurs, dont la disparition du système de récupération de l'énergie cinétique MGU-H, l'augmentation du régime moteur de 15 000 à 18 000 tr/min ou encore la suppression de la limite du débit d'essence maximum de 100 kg/h,. Ces modifications devaient aussi modifier le bruit des moteurs, décrié depuis le passage du V8 au V6.
En raison des incertitudes liées au départ de Honda et au contexte économique perturbé par la pandémie de Covid-19, la commission F1 approuve, le 11 février 2021, le gel du développement des unités de puissances à partir de 2022. Ce gel est effectif jusqu'à la prochaine règlementation moteur, à l'horizon 2025-2026.
Après l'utilisation d'un carburant E5 en 2021, les écuries devront utiliser du carburant E10 à partir de la saison 2022. L'introduction de ce carburant, composé à 10 % de bioéthanol, est une étape de transition pour la Formule 1 avant de passer à un carburant 100 % durable à l'horizon 2025 puis d'atteindre la neutralité carbone d'ici 2030.

#### Composants standardisés
Pour favoriser l'équité sportive et limiter les coûts, plusieurs composants des monoplaces sont standardisés. Ils sont classés en cinq catégories dont deux nouvelles : les composants imposés et open source,.
| Catégorie    | Description                                             | Conception / Fournisseur                     | Design      | Exemples                        |
| ------------ | ------------------------------------------------------- | -------------------------------------------- | ----------- | ------------------------------- |
| Listé        | Pièce au design libre                                   | Écurie                                       | Libre       | Éléments aérodynamiques         |
| Standard     | Composant commun fournis à toutes les écuries           | Fournisseur unique choisi par appel d'offres | Standardisé | Pompe à carburant, halo, jantes |
| Imposé       | Pièce au design réglementé conçu par les écuries        | Écurie                                       | Réglementé  | Écrou de roue                   |
| Transférable | Peut être vendu à d'autres écuries                      | Écurie                                       | Libre       | Embrayage, boîte de vitesses    |
| Open source  | Composant aux données partagés entre toutes les écuries | Écurie                                       | Libre       | Aileron arrière mobile          |

#### Pneumatiques
|                                                                                         |  |  |
| Comparaison des roues et jantes des réglementations 2021 (à gauche) et 2022 (à droite). |  |  |

Le diamètre des jantes passe de 13 à 18 pouces. Ces jantes, qui font partie des composants standard, sont fournies par l'entreprise allemande BBS.
Bannies depuis 2010, les flasques de roue, fournies en tant que composant standard, sont réintroduites dans la règlementation technique ; elles s'inscrivent dans la lutte contre les perturbations aérodynamiques.
Pirelli, fournisseur unique de pneumatiques depuis 2011, s'adapte à la nouvelle taille des jantes en augmentant ses gommes de 60 mm en hauteur. Le manufacturier italien a travaillé sur la dégradation de ses divers composés de gommes en fonction de l'augmentation de la température ; en effet, les pilotes se plaignent depuis plusieurs années de la complexité de gestion des pneumatiques qui, par leur tendance à la surchauffe, brident les velléités d'attaque.
Les couvertures chauffantes des pneumatiques, qui devaient être interdites dès 2021 puis en 2022 avec le passage aux jantes de 18 pouces, sont conservées pour faciliter la transition vers le nouveau règlement technique. Leur température maximale de chauffe diminue de 100 à 70 °C ; leur suppression est envisagée à partir du championnat 2024.

### Règlement sportif

#### La Qualification Sprint devient le Sprint
Le patron de la Formule 1, Stefano Domenicali, annonce dans un premier temps son intention de mettre en place le système de la Qualification Sprint, testé lors de trois Grands Prix en 2021, sur un tiers de la saison, soit sept ou huit week-ends, « avec une manière différente de donner des récompenses et des points, sur des circuits spécifiques où cela ferait la différence »,. Toutefois, début novembre 2021, le directeur sportif de la F1 Ross Brawn, tout en affirmant que « Tous les promoteurs veulent une course sprint en 2022. » annonce que l'accord avec les équipes porte sur un maximum de six courses tandis que le choix des circuits où elles auront lieu ne se fera que lorsque le comportement des nouvelles monoplaces sera connu.
La formule exacte reste à ce point en débat. Il est ainsi question que les qualifications Q1, Q2, Q3 du vendredi restent celles qui déterminent la grille de départ de la course sprint et du Grand Prix dominical ; la Qualification Sprint serait alors un événement indépendant, attribuant des points au-delà des trois premiers. Cela soulève cependant la question de savoir, dans le cas où les dix premiers de la Qualification sprint marqueraient des points, ce que feraient les dix suivants n'ayant rien à gagner (par exemple abandonner pour préserver leur matériel pour la course du lendemain).
En novembre 2021, Ross Brawn précise : « Nous aimons tous l'idée d'une lutte jusqu'au dernier Grand Prix de la saison. Nous en aurons peut-être une cette année, ce qui serait fantastique. Mais si un pilote était amené à remporter le titre le samedi lors de la course sprint, ça pourrait être très intéressant car ça lui donnerait un énorme enjeu. Nous aimons tous voir le championnat se jouer lors du dernier dimanche de la saison, mais après tout ça n'arrive pas si souvent. Les épreuves que nous choisirons pour les courses sprints auront donc un impact important sur la saison et aucun scénario n'est à exclure. »
Début février 2022, les discussions entamées autour de ces épreuves sprint se heurtent à la résistance de certaines écuries, avec pour sujet central les compensations financières. L'idée de hausser le plafond budgétaire pour compenser le passage à six Qualifications Sprints n'est soutenue que par les trois écuries de pointe, ce qui conduit les négociations dans une impasse puisqu'un changement du règlement nécessite l'approbation d'au moins huit écuries. Liberty Media fait alors une offre de compromis en ramenant à trois le nombre d'épreuves sprint organisées en 2022, comme en 2021 ; l'accord signé à l'époque sur ce nombre restant valide, Liberty Media peut en effet se passer d'un nouveau,.
Finalement, le 14 février 2022, la FIA annonce une série de décisions concernant ce format de course : d'une part, les trois lieux choisis en 2022 sont les Grands Prix d'Émilie-Romagne à Imola, d'Autriche à Spielberg et du Brésil à Interlagos. D'autre part, la nouvelle dénomination est « Sprint » et non plus « Qualification Sprint », dans la mesure où la pole position du Grand Prix reste déterminée statistiquement par les qualifications du vendredi et ce même si le détenteur de la pole position perd sa position lors du sprint qui définit la grille du dimanche. Enfin, des points (de huit à un) sont attribués aux huit premiers. La commission F1 de la FIA annonce avoir pris ces décisions après les retours « des fans, des médias et des équipes ».

#### Libre choix des pneumatiques au départ de la course
La règle en place depuis 2014 qui concernait l'utilisation des pneumatiques entre les qualifications et la course est abolie. Les dix pilotes atteignant la phase Q3 des qualifications devaient prendre le départ du Grand Prix avec le train de pneus utilisé pour établir leur meilleur temps en phase Q2. L'objectif était de créer des stratégies de course différentes en encourageant certains à se qualifier avec des pneus durs,.
À partir de cette saison, les pilotes ont toute liberté de choisir les pneus utilisés en qualifications comme au départ de la course. Cette nouvelle règle permet d'éviter qu'un pilote choisisse sciemment de ne pas accéder à la phase Q3 pour garder le libre choix de ses pneus de course plutôt qu'être dixième et contraint,.
Le suspense est également préservé jusqu'aux dernières minutes avant le départ puisque les choix de pneus ne seront connus qu'au lancement du tour de formation,.

#### Attribution des points en cas de Grand Prix écourté
À la suite des événements du Grand Prix de Belgique 2021, où la moitié des points a été attribuée en comptabilisant un seul tour (trois tours derrière la voiture de sécurité), la commission F1 de la FIA annonce le 14 février 2022 : « Si la course fait moins de deux tours, aucun point n'est attribué. Si elle fait deux tours (et qu'ils ne se disputent pas derrière la voiture de sécurité) et/ou moins de 25 % de la distance prévue, seuls les cinq premiers auront des points (6 points pour le premier, 4 pour le deuxième, 3 pour le troisième, 2 pour le quatrième et 1 pour le cinquième). Si l'épreuve se termine de 25 % à 50 % de la distance prévue, les neuf premiers marqueront (13, 10, 8, 6, 5, 4, 3, 2 et 1 point). Entre 50 % et 75 % de la distance prévue les dix premiers marqueront mais le vainqueur obtiendra 19 points (14 au deuxième, 12 au troisième, 10 au quatrième, 8 au cinquième, 6 au sixième, 5 au septième, 3 au huitième, 2 au neuvième et 1 au dixième). Enfin, à plus de 75 %, l'intégralité des points sera distribuée. » Ces changements doivent être avalisés par le Conseil Mondial de l'Automobile avant le premier Grand Prix de la saison,.

#### Autres décisions de la FIA pour le championnat 2022
Le 17 février 2022, Mohammed Ben Sulayem, président de la FIA, dévoile les résultats du groupe de travail lancé durant l'intersaison, faisant notamment suite aux polémiques du Grand Prix automobile d'Abou Dabi 2021. Une cellule de « race control » virtuelle est mise en place dans les bureaux de la FIA à Genève, afin d'aider le directeur de course dans ses décisions. Par ailleurs, la nouveauté du championnat 2021, l'ouverture au public du canal de discussion entre le directeur de course et les patrons d'écuries, est annulée. Les discussions pourront avoir lieu, mais hors des oreilles du public, et d'une « manière non intrusive ». Enfin, les procédures concernant les voitures retardataires derrière la voiture de sécurité vont être revues et précisées par la Commission F1, dont les décisions seront annoncées en mars 2022 avant la première manche à Bahreïn.

### Règlement financier
Pour réduire l'écart entre les écuries, un plafond budgétaire des écuries, qui concerne toutes les dépenses hormis les salaires des pilotes et les opérations de marketing, est établi,,.
Le directeur sportif de la Formule 1 Ross Brawn explique en octobre 2021 : « Il n'y a aucun doute dans mon esprit que le budget plafonné et le changement de règlement ont eu un impact positif sur l'intensité du championnat. Une équipe ne peut plus investir sans limite, les ressources sont désormais limitées et les écuries sont également concentrées sur la voiture de la saison 2022, ce qui nécessite beaucoup de temps et de moyens. Nous voulons toujours que la méritocratie dirige la F1, que la meilleure équipe gagne mais nous ne voulons pas qu'elle gagne simplement parce qu'elle possède le plus gros budget. C'est agréable de voir comment les choses sont en train de changer. »
Établi initialement à hauteur de 175 millions de dollars par an (pour une saison de 21 Grands Prix) la crise économique liée à la pandémie de Covid-19 a relancé les débats sur son montant définitif. Ainsi, le plafond de la saison 2021 (145 millions de dollars) est abaissé à 140 millions en 2022 puis 135 millions de 2023 à 2025,.

## Pilotes et monoplaces
Le plateau évolue peu puisque six duos de pilotes 2021 sont reconduits. Le seul mouvement notable, après l'annonce de la retraite de Kimi Räikkönen, concerne son remplacement par Valtteri Bottas chez Alfa Romeo, lequel laisse sa place à George Russell chez Mercedes. Le volant Williams est repris par Alexander Albon qui effectue son retour en Formule 1.
Le 16 novembre 2021 est annoncée l'arrivée de Zhou Guanyu chez Alfa Romeo, aux côtés de Valtteri Bottas. Zhou est le premier pilote chinois à accéder au championnat du monde de Formule 1.
Le champion du monde en titre, Max Verstappen, choisit de courir avec le no 1 plutôt qu'avec son numéro permanent (33) qu'il arborait depuis ses débuts, en 2015. Il faut remonter à 2014 pour retrouver le no 1 en Formule 1, avec Sebastian Vettel.
Nikita Mazepin, comme tous les pilotes russes et biélorusses, a fait l'objet d'une réunion du Conseil mondial du sport automobile, le 1er mars, celui-ci devant statuer sur son devenir dans le contexte de l'invasion de l'Ukraine par la Russie et de l'exclusion de sportifs et équipes russes et biélorusses dans de nombreux sports. Ces pilotes pourront courir par principe dans les différents championnats disputés sous l'égide de la FIA « sous statut neutre et sous le drapeau de la FIA, sous réserve d'un engagement spécifique et du respect des principes de paix et de neutralité politique de la FIA ». Ceci ne préjuge pas de son maintien au sein de l'équipe Haas. Toutefois, le lendemain de la décision de la FIA autorisant les pilotes russes et biélorusses à participer à ses compétitions sous une bannière neutre, la fédération anglaise choisit de s'en tenir aux recommandations du Comité international olympique ce qui, de fait, cela empêchera Nikita Mazepin de participer au Grand Prix de Grande-Bretagne. Le 5 mars, Haas rompt les contrats liant l'équipe avec son sponsor-titre Uralkali et son pilote russe Nikita Mazepin. Dans un communiqué, l'écurie déclare : « Haas F1 Team a choisi de mettre fin, avec effet immédiat, au partenariat titre d'Uralkali et au contrat du pilote Nikita Mazepin. Comme le reste de la communauté de la Formule 1, l'équipe est choquée et attristée par l'invasion de l'Ukraine et espère une fin rapide et en douceur à ce conflit »,. Le choix de Haas pour prendre son volant se porte sur Kevin Magnussen, qui avait piloté pour l'écurie de 2017 à 2020 et qui effectue son retour en F1.
| Écuries                                      | Constructeurs | Châssis                           | Moteurs  | Pneus | Directeurs d'équipe | no | Pilotes          | Pilotes de réserve et de développement                |
| -------------------------------------------- | ------------- | --------------------------------- | -------- | ----- | ------------------- | -- | ---------------- | ----------------------------------------------------- |
| Oracle Red Bull Racing                       | Red Bull      | Red Bull RB18                     | Red Bull | P     | Christian Horner    | 1  | Max Verstappen   | Sébastien Buemi Jüri Vips Liam Lawson                 |
| Oracle Red Bull Racing                       | Red Bull      | Red Bull RB18                     | Red Bull | P     | Christian Horner    | 11 | Sergio Pérez     | Sébastien Buemi Jüri Vips Liam Lawson                 |
| Mercedes-AMG Petronas Formula One Team       | Mercedes      | Mercedes-AMG F1 W13 E Performance | Mercedes | P     | Toto Wolff          | 44 | Lewis Hamilton   | Stoffel Vandoorne Nyck de Vries                       |
| Mercedes-AMG Petronas Formula One Team       | Mercedes      | Mercedes-AMG F1 W13 E Performance | Mercedes | P     | Toto Wolff          | 63 | George Russell   | Stoffel Vandoorne Nyck de Vries                       |
| Scuderia Ferrari                             | Ferrari       | Ferrari F1-75                     | Ferrari  | P     | Mattia Binotto      | 16 | Charles Leclerc  | Mick Schumacher Antonio Giovinazzi Robert Shwartzman  |
| Scuderia Ferrari                             | Ferrari       | Ferrari F1-75                     | Ferrari  | P     | Mattia Binotto      | 55 | Carlos Sainz Jr. | Mick Schumacher Antonio Giovinazzi Robert Shwartzman  |
| McLaren F1 Team                              | McLaren       | McLaren MCL36                     | Mercedes | P     | Andreas Seidl       | 3  | Daniel Ricciardo | Oscar Piastri Colton Herta Álex Palou Patricio O'Ward |
| McLaren F1 Team                              | McLaren       | McLaren MCL36                     | Mercedes | P     | Andreas Seidl       | 4  | Lando Norris     | Oscar Piastri Colton Herta Álex Palou Patricio O'Ward |
| BWT Alpine F1 Team                           | Alpine        | Alpine A522                       | Renault  | P     | Otmar Szafnauer     | 14 | Fernando Alonso  | Oscar Piastri Jack Doohan                             |
| BWT Alpine F1 Team                           | Alpine        | Alpine A522                       | Renault  | P     | Otmar Szafnauer     | 31 | Esteban Ocon     | Oscar Piastri Jack Doohan                             |
| Scuderia AlphaTauri                          | AlphaTauri    | AlphaTauri AT03                   | Red Bull | P     | Franz Tost          | 10 | Pierre Gasly     | Jüri Vips Liam Lawson                                 |
| Scuderia AlphaTauri                          | AlphaTauri    | AlphaTauri AT03                   | Red Bull | P     | Franz Tost          | 22 | Yuki Tsunoda     | Jüri Vips Liam Lawson                                 |
| Aston Martin Aramco Cognizant Formula 1 Team | Aston Martin  | Aston Martin AMR22                | Mercedes | P     | Mike Krack          | 5  | Sebastian Vettel | Nico Hülkenberg Nyck de Vries Felipe Drugovich        |
| Aston Martin Aramco Cognizant Formula 1 Team | Aston Martin  | Aston Martin AMR22                | Mercedes | P     | Mike Krack          | 18 | Lance Stroll     | Nico Hülkenberg Nyck de Vries Felipe Drugovich        |
| Aston Martin Aramco Cognizant Formula 1 Team | Aston Martin  | Aston Martin AMR22                | Mercedes | P     | Mike Krack          | 27 | Nico Hülkenberg  | Nico Hülkenberg Nyck de Vries Felipe Drugovich        |
| Williams Racing                              | Williams      | Williams FW44                     | Mercedes | P     | Jost Capito         | 6  | Nicholas Latifi  | Jack Aitken Roy Nissany Nyck de Vries Logan Sargeant  |
| Williams Racing                              | Williams      | Williams FW44                     | Mercedes | P     | Jost Capito         | 23 | Alexander Albon  | Jack Aitken Roy Nissany Nyck de Vries Logan Sargeant  |
| Williams Racing                              | Williams      | Williams FW44                     | Mercedes | P     | Jost Capito         | 45 | Nyck de Vries    | Jack Aitken Roy Nissany Nyck de Vries Logan Sargeant  |
| Alfa Romeo F1 Team ORLEN                     | Sauber        | Alfa Romeo C42                    | Ferrari  | P     | Frédéric Vasseur    | 24 | Zhou Guanyu      | Robert Kubica Théo Pourchaire                         |
| Alfa Romeo F1 Team ORLEN                     | Sauber        | Alfa Romeo C42                    | Ferrari  | P     | Frédéric Vasseur    | 77 | Valtteri Bottas  | Robert Kubica Théo Pourchaire                         |
| Haas F1 Team                                 | Haas          | Haas VF-22                        | Ferrari  | P     | Günther Steiner     | 20 | Kevin Magnussen  | Pietro Fittipaldi Antonio Giovinazzi                  |
| Haas F1 Team                                 | Haas          | Haas VF-22                        | Ferrari  | P     | Günther Steiner     | 47 | Mick Schumacher  | Pietro Fittipaldi Antonio Giovinazzi                  |

Monoplace du championnat 2022
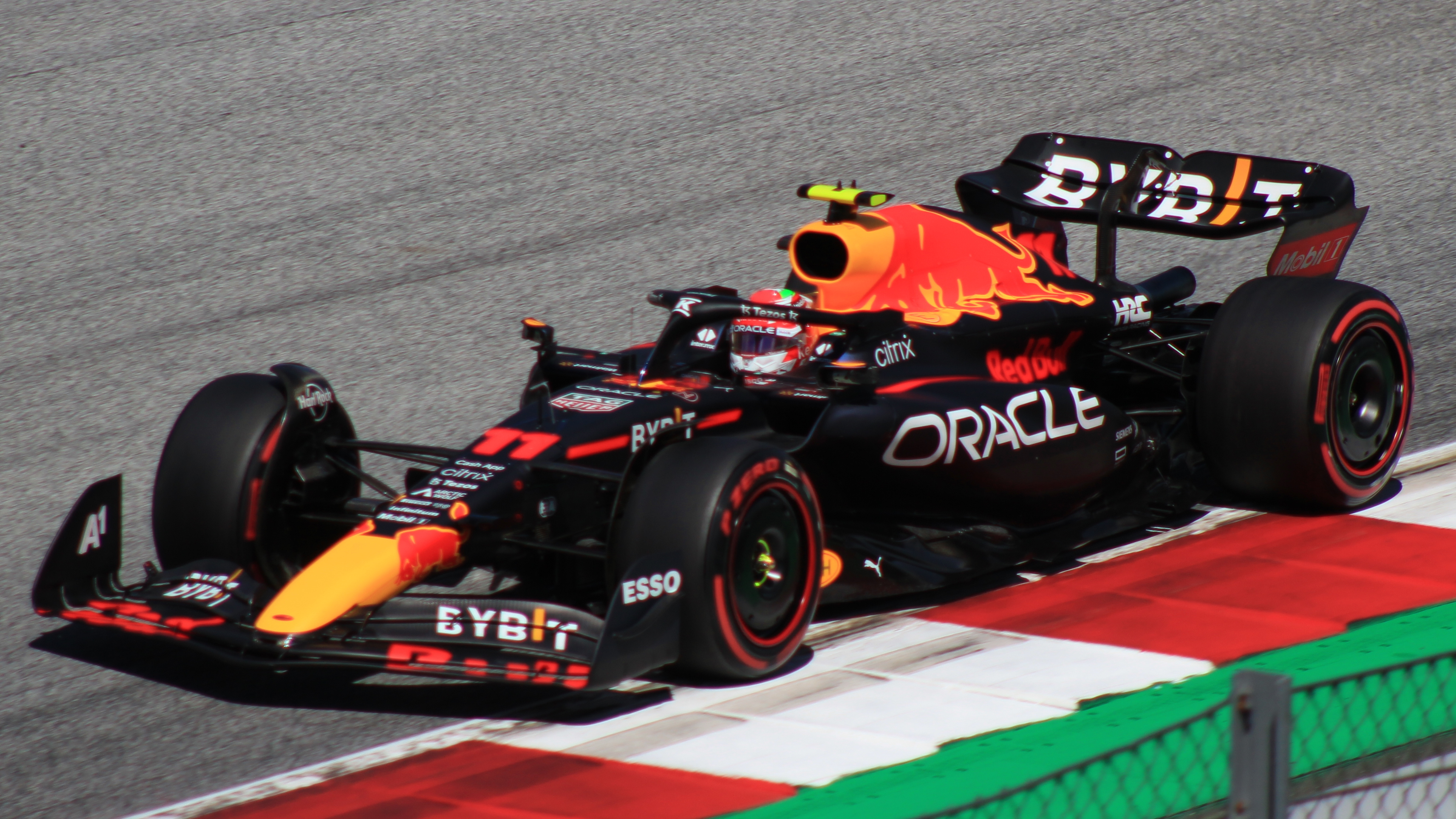
Red Bull RB18
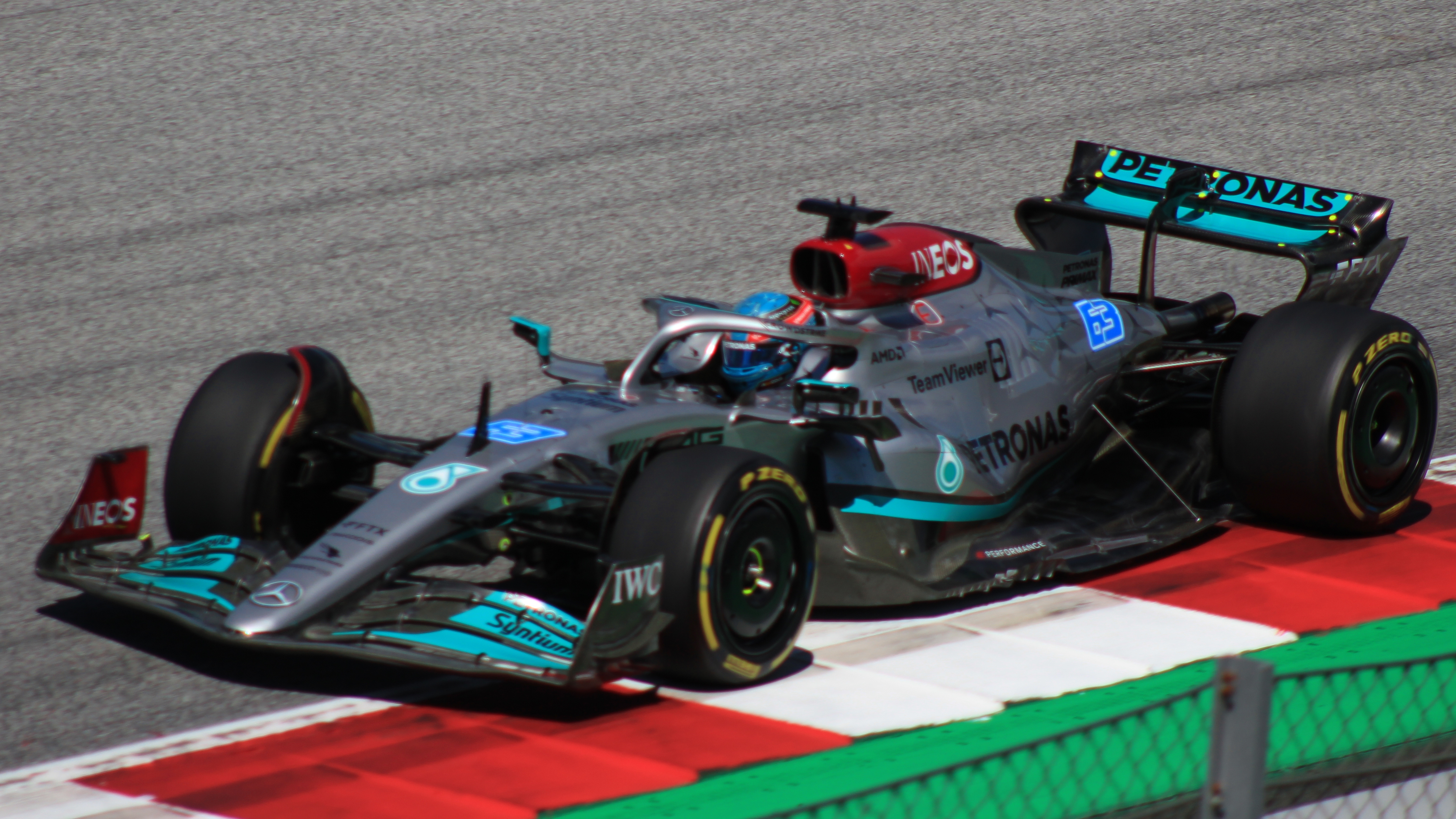
Mercedes-AMG F1 W13 E Performance
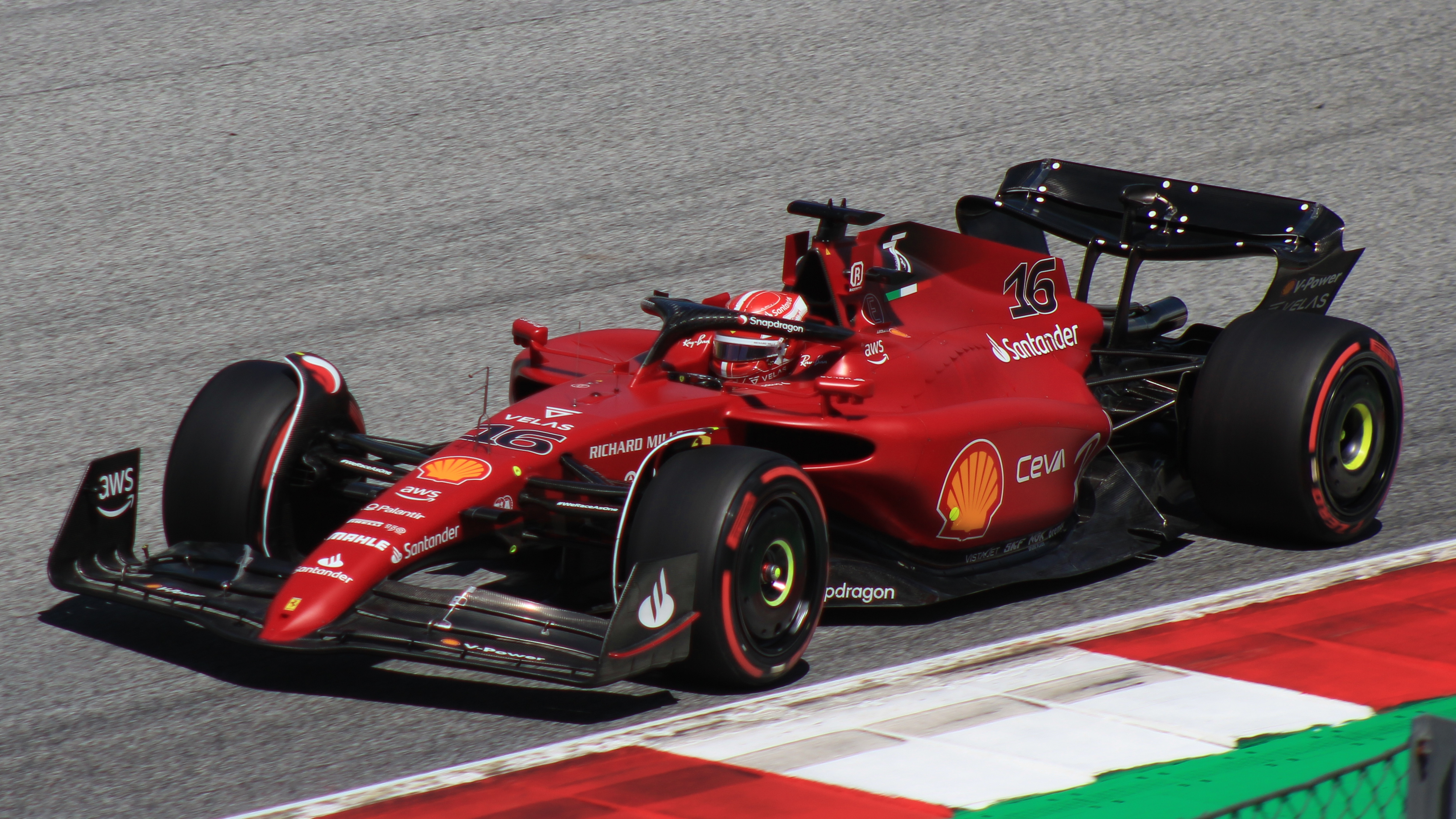
Ferrari F1-75
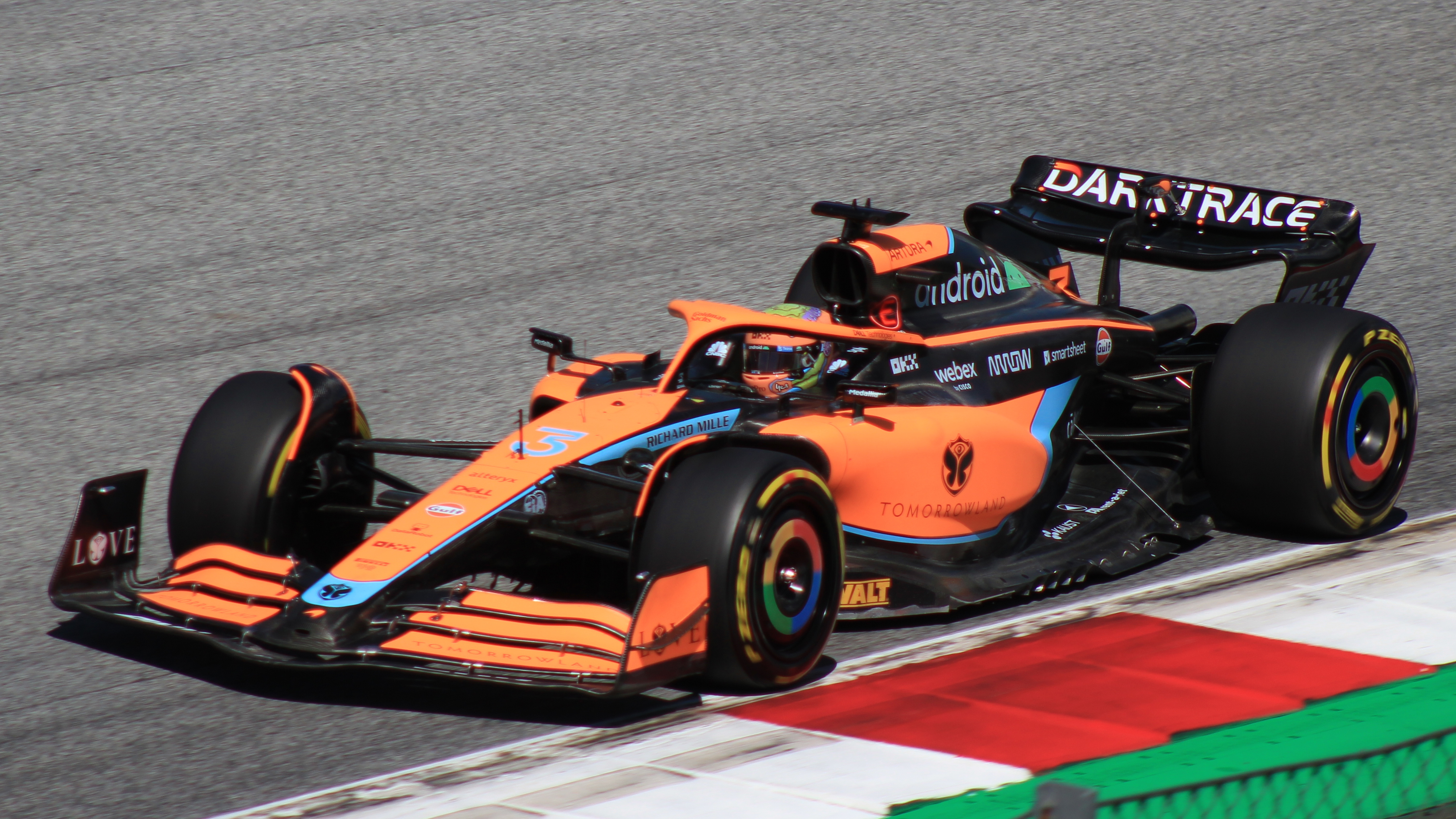
McLaren MCL36
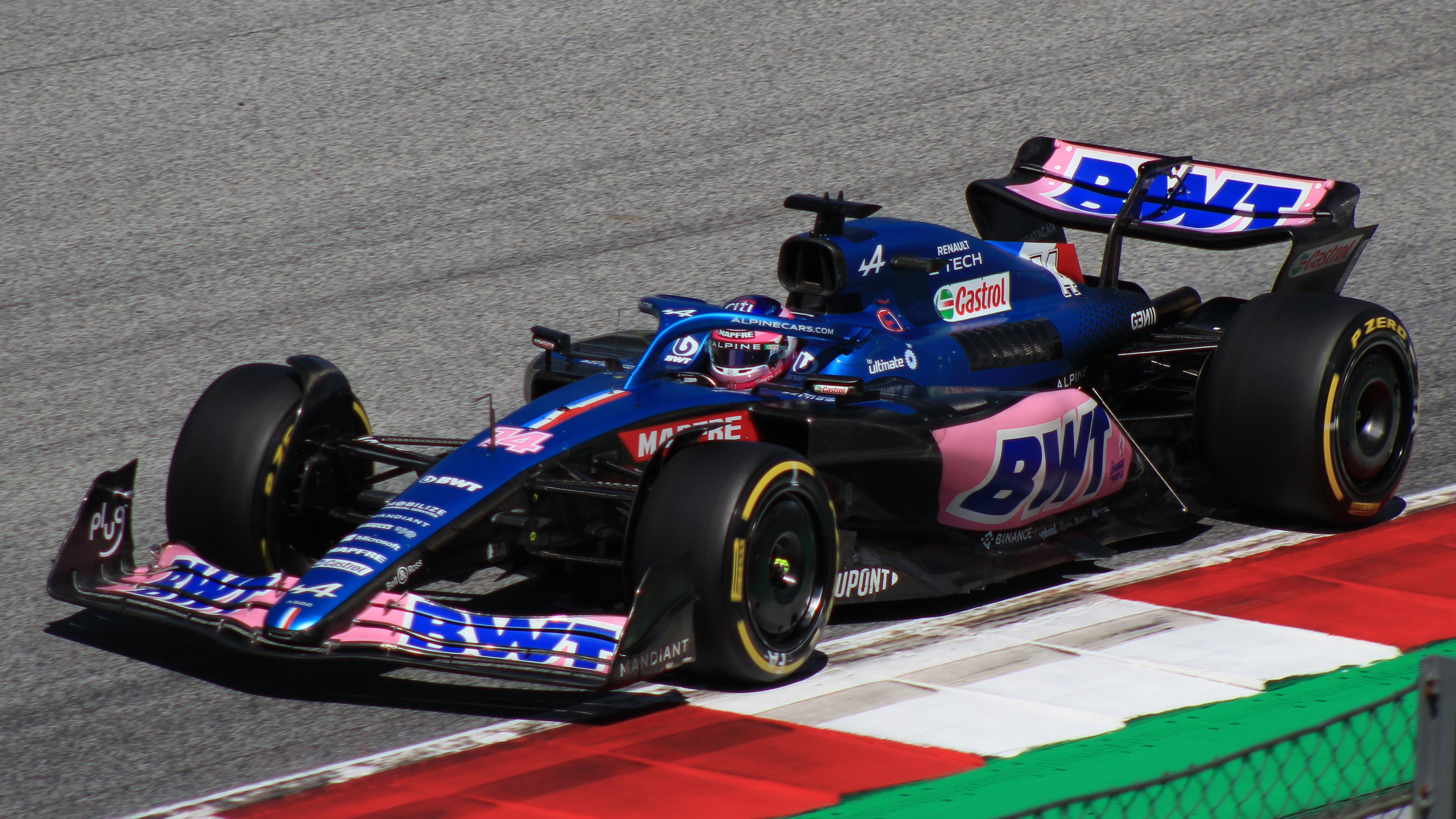
Alpine A522
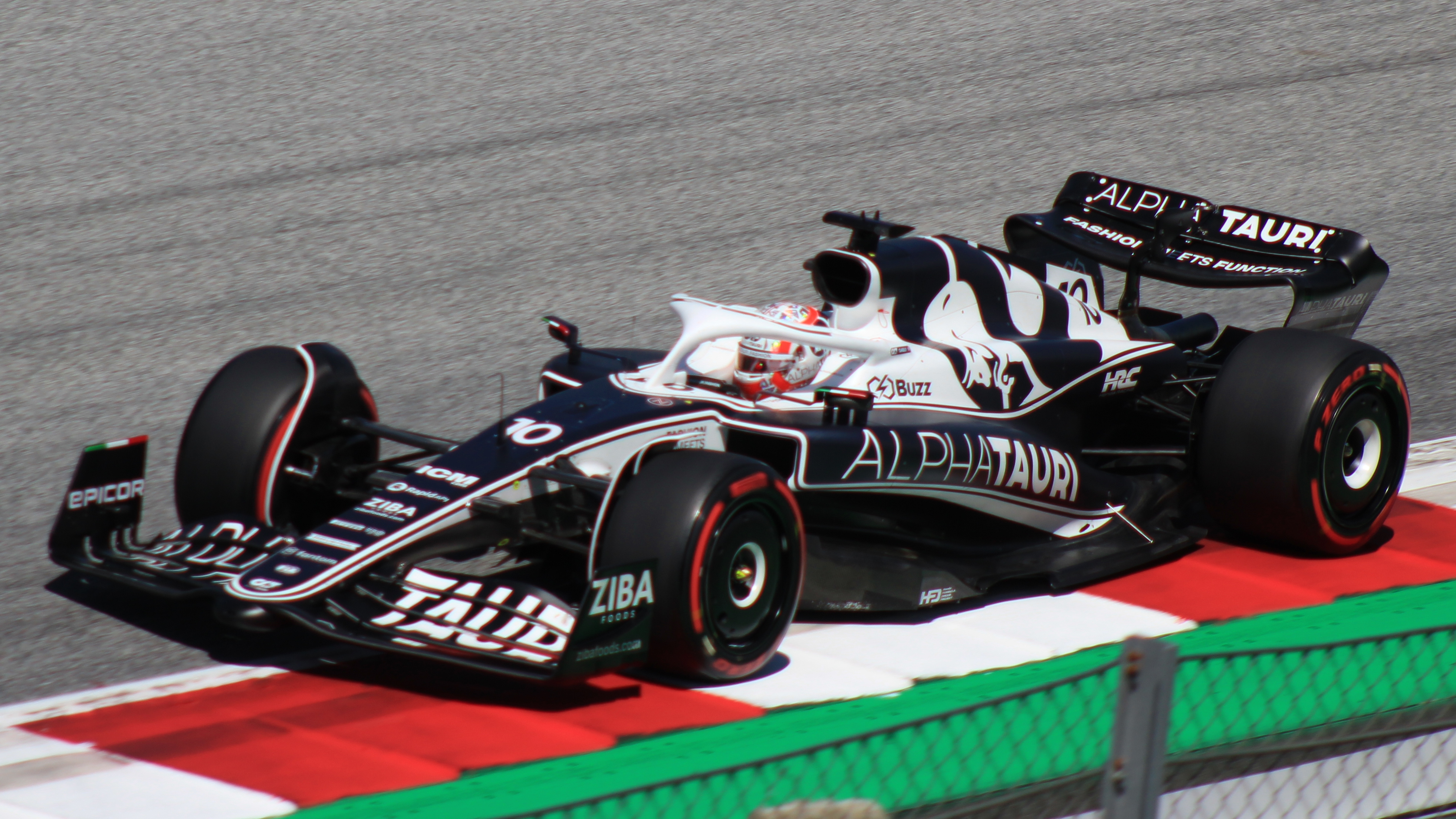
AlphaTauri AT03
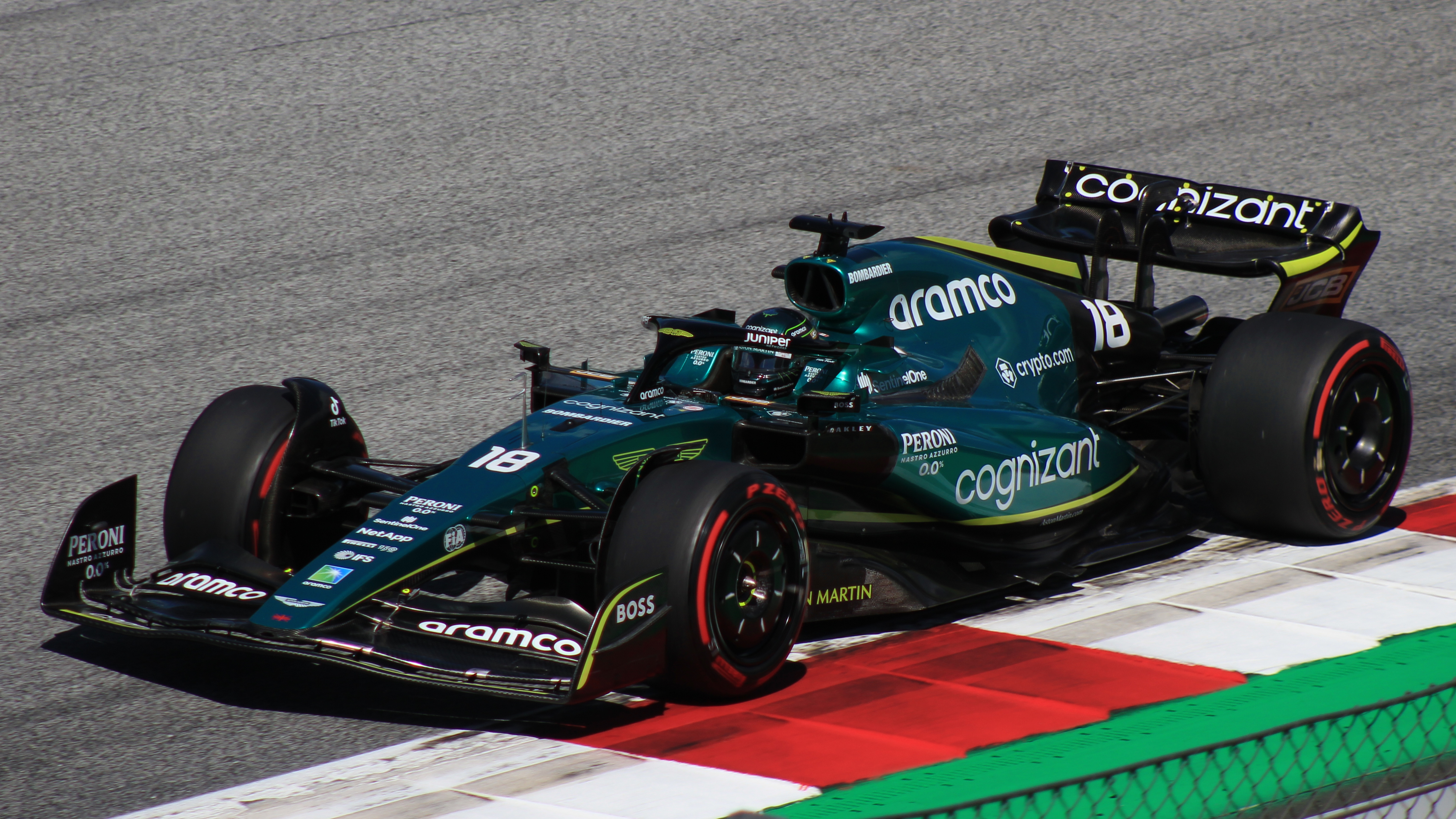
Aston Martin AMR22
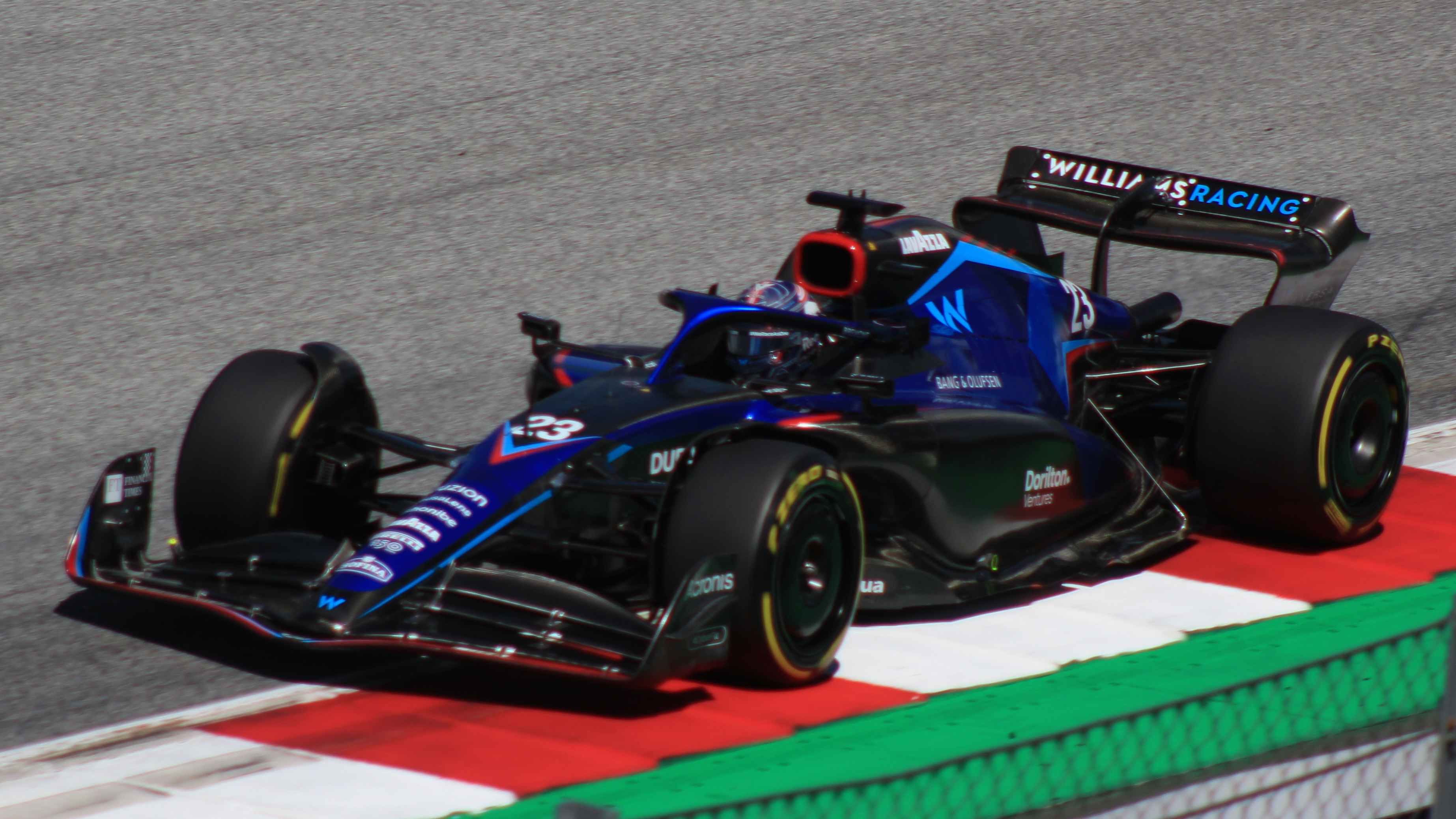
Williams FW44
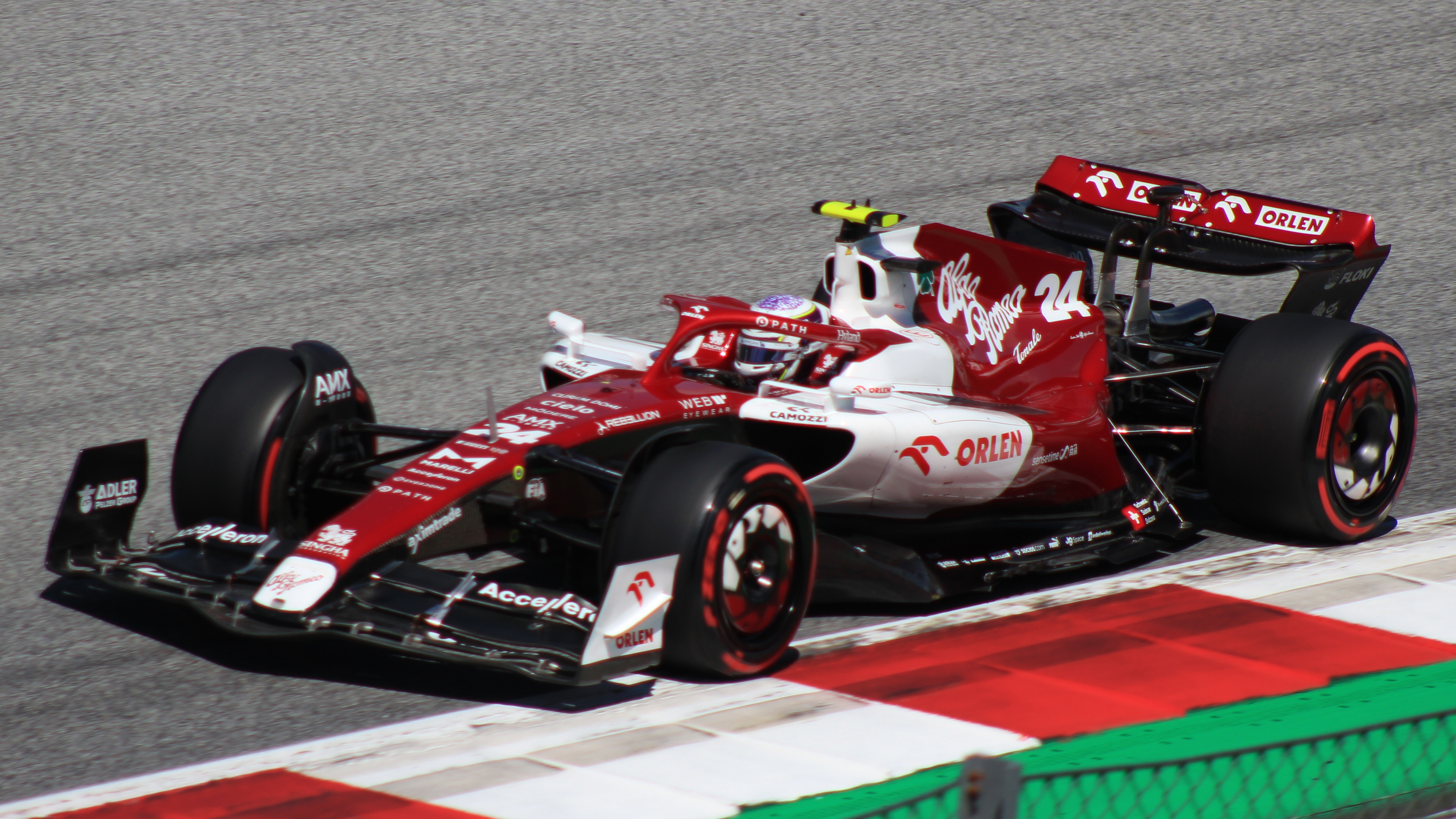
Alfa Romeo C42
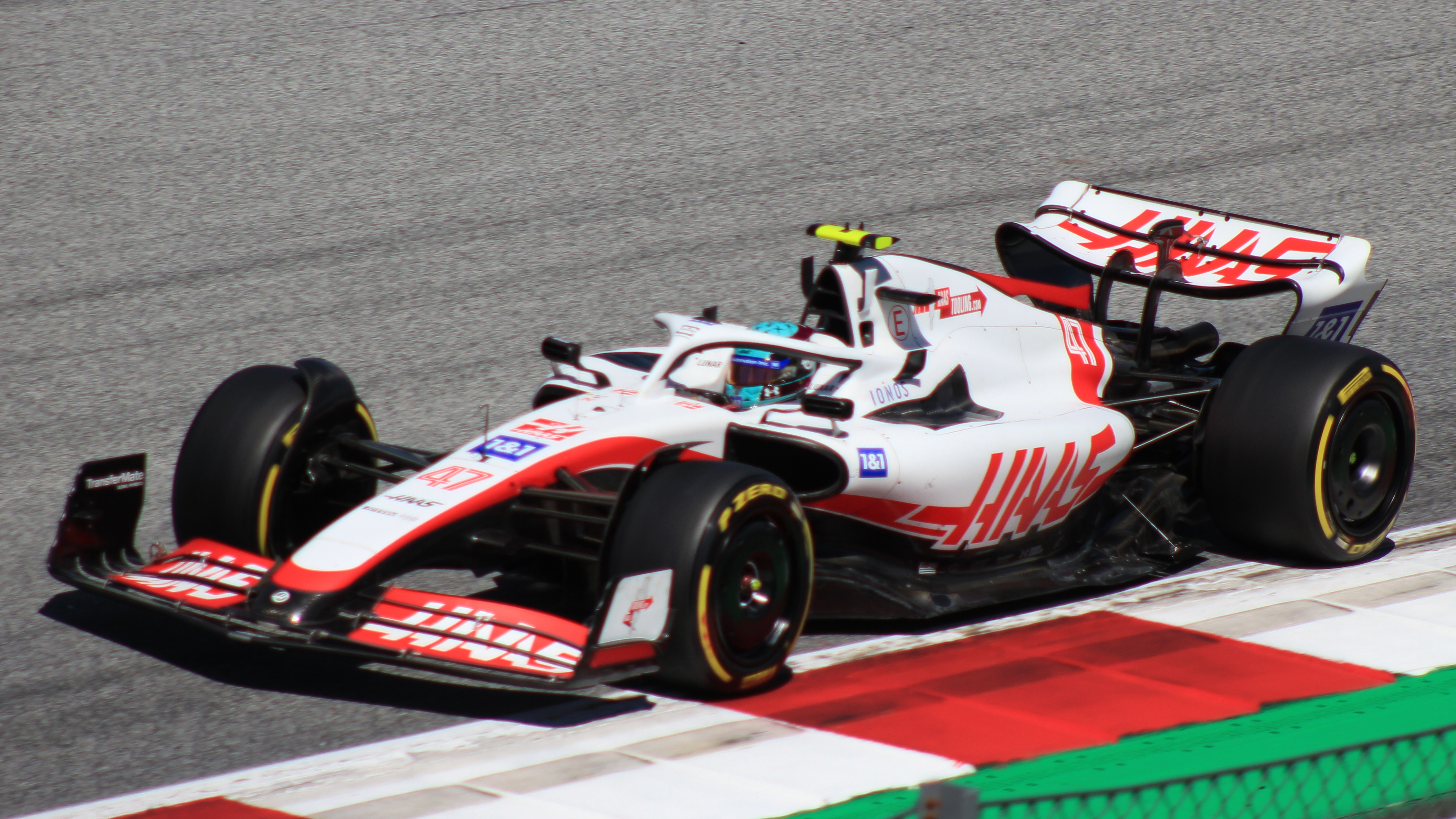
Haas VF-22

## Grands Prix de la saison 2022

Planisphère représentant les pays accueillant un Grand Prix en 2022.

Le trophée pilote.

Le conseil mondial de la FIA officialise, le 15 octobre 2021, le calendrier de vingt-trois courses (la saison comptant le plus grand nombre de courses dans l'histoire du championnat) conçu par le Formula One Group. L'exercice est resserré puisqu'il débute à la mi-mars à Bahreïn et s'achève à la mi-novembre à Abou Dabi. Les Grands Prix d'Australie (qui perd son statut de manche d'ouverture), du Canada, de Singapour et du Japon font leur retour après deux années d'annulation dans le contexte de la pandémie de Covid-19.
Le Grand Prix de Miami fait son apparition, sur un circuit urbain dessiné autour du Hard Rock Stadium. Le Grand Prix de Monaco se déroule désormais, comme les autres courses, sur trois jours du vendredi au dimanche (auparavant, les premiers essais libres se tenaient le jeudi, le vendredi restant libre).
Le 12 octobre 2021, le Grand Prix de Chine est annulé pour la troisième année consécutive en raison des mesures sanitaires très strictes liées à la pandémie de Covid-19 en Chine. Il est remplacé par le Grand Prix d'Émilie-Romagne, sur l'Autodromo Enzo e Dino Ferrari à Imola, en Italie. Par ailleurs, le Grand Prix de France passe du 17 au 24 juillet pour éviter un enchaînement de trois courses en trois semaines avec les Grands Prix d'Autriche et de Grande-Bretagne.
À la suite de l'invasion de l'Ukraine par la Russie le 24 février 2022 et de l'ensemble des sanctions et contre-sanctions gouvernementales, notamment l'interdiction par le pouvoir russe de survol de son territoire par tout appareil lié au Royaume-Uni où sont basées la plupart des écuries, le Grand Prix de Russie programmé à Sotchi en dix-septième manche le 25 septembre, est annulé. Sebastian Vettel et Max Verstappen avaient déjà annoncé leur intention de ne pas s'y rendre. Au lendemain de l'attaque, Liberty Media explique dans un communiqué : « Le championnat du monde de Formule 1 de la FIA se rend dans tous les pays du monde avec une vision positive pour unir les peuples et rassembler les nations. Nous observons les événements en Ukraine avec tristesse et choc, en espérant une résolution menant à la paix par rapport à la situation actuelle. » Le 25 février au soir, la Formule 1, la FIA et les équipes concluent, en tenant compte également de l'avis des parties prenantes concernées, qu'il est impossible d'organiser le Grand Prix de Russie dans ces circonstances. Par ailleurs, la Formule 1 rompt son contrat avec le promoteur du Grand Prix de Russie, qui aurait dû avoir lieu à Igora Drive à partir de 2023, signifiant qu'elle n'ira plus courir dans ce pays.
Alors que les rumeurs de remplacement de la manche russe se portent sur un  Grand Prix de Turquie, comme en 2020 et en 2021,, puis compte tenu de la difficulté engendrée par la guerre en Ukraine concernant le transport du fret aérien et maritime à travers les continents, sur la tenue de deux courses au même endroit, en l'occurence le circuit urbain de Marina Bay à Singapour, la FOM annonce finalement le 18 mai que le Grand Prix de Russie ne sera pas remplacé, et que la saison comptera donc vingt-deux épreuves,.
| no   | Date         | Grand Prix                    | Lieu              | Vainqueur        | Écurie   | Pole position    | Record du tour   | Pilote du jour   | Résumé |
| ---- | ------------ | ----------------------------- | ----------------- | ---------------- | -------- | ---------------- | ---------------- | ---------------- | ------ |
| 1058 | 20 mars      | Grand Prix de Bahreïn         | Sakhir            | Charles Leclerc  | Ferrari  | Charles Leclerc  | Charles Leclerc  | Charles Leclerc  | Résumé |
| 1059 | 27 mars      | Grand Prix d'Arabie saoudite  | Djeddah           | Max Verstappen   | Red Bull | Sergio Pérez     | Charles Leclerc  | Charles Leclerc  | Résumé |
| 1060 | 10 avril     | Grand Prix d'Australie        | Melbourne         | Charles Leclerc  | Ferrari  | Charles Leclerc  | Charles Leclerc  | Charles Leclerc  | Résumé |
| 1061 | 24 avril     | Grand Prix d'Émilie-Romagne   | Imola             | Max Verstappen   | Red Bull | Max Verstappen   | Max Verstappen   | Max Verstappen   | Résumé |
| 1062 | 8 mai        | Grand Prix de Miami           | Miami Gardens     | Max Verstappen   | Red Bull | Charles Leclerc  | Max Verstappen   | Max Verstappen   | Résumé |
| 1063 | 22 mai       | Grand Prix d'Espagne          | Barcelone         | Max Verstappen   | Red Bull | Charles Leclerc  | Sergio Pérez     | Lewis Hamilton   | Résumé |
| 1064 | 29 mai       | Grand Prix de Monaco          | Monaco            | Sergio Pérez     | Red Bull | Charles Leclerc  | Lando Norris     | Sergio Pérez     | Résumé |
| 1065 | 12 juin      | Grand Prix d'Azerbaïdjan      | Bakou             | Max Verstappen   | Red Bull | Charles Leclerc  | Sergio Pérez     | Lewis Hamilton   | Résumé |
| 1066 | 19 juin      | Grand Prix du Canada          | Montréal          | Max Verstappen   | Red Bull | Max Verstappen   | Carlos Sainz Jr. | Charles Leclerc  | Résumé |
| 1067 | 3 juillet    | Grand Prix de Grande-Bretagne | Silverstone       | Carlos Sainz Jr. | Ferrari  | Carlos Sainz Jr. | Lewis Hamilton   | Sergio Pérez     | Résumé |
| 1068 | 10 juillet   | Grand Prix d'Autriche         | Spielberg         | Charles Leclerc  | Ferrari  | Max Verstappen   | Max Verstappen   | Mick Schumacher  | Résumé |
| 1069 | 24 juillet   | Grand Prix de France          | Le Castellet      | Max Verstappen   | Red Bull | Charles Leclerc  | Carlos Sainz Jr. | Carlos Sainz Jr. | Résumé |
| 1070 | 31 juillet   | Grand Prix de Hongrie         | Budapest          | Max Verstappen   | Red Bull | George Russell   | Lewis Hamilton   | Max Verstappen   | Résumé |
| 1071 | 28 août      | Grand Prix de Belgique        | Spa-Francorchamps | Max Verstappen   | Red Bull | Carlos Sainz Jr. | Max Verstappen   | Max Verstappen   | Résumé |
| 1072 | 4 septembre  | Grand Prix des Pays-Bas       | Zandvoort         | Max Verstappen   | Red Bull | Max Verstappen   | Max Verstappen   | Max Verstappen   | Résumé |
| 1073 | 11 septembre | Grand Prix d'Italie           | Monza             | Max Verstappen   | Red Bull | Charles Leclerc  | Sergio Pérez     | Nyck de Vries    | Résumé |
| 1074 | 2 octobre    | Grand Prix de Singapour       | Marina Bay        | Sergio Pérez     | Red Bull | Charles Leclerc  | George Russell   | Sergio Pérez     | Résumé |
| 1075 | 9 octobre    | Grand Prix du Japon           | Suzuka            | Max Verstappen   | Red Bull | Max Verstappen   | Zhou Guanyu      | Sebastian Vettel | Résumé |
| 1076 | 23 octobre   | Grand Prix des États-Unis     | Austin            | Max Verstappen   | Red Bull | Carlos Sainz Jr. | George Russell   | Sebastian Vettel | Résumé |
| 1077 | 30 octobre   | Grand Prix de Mexico          | Mexico            | Max Verstappen   | Red Bull | Max Verstappen   | George Russell   | Daniel Ricciardo | Résumé |
| 1078 | 13 novembre  | Grand Prix de São Paulo       | São Paulo         | George Russell   | Mercedes | Kevin Magnussen  | George Russell   | Lewis Hamilton   | Résumé |
| 1079 | 20 novembre  | Grand Prix d'Abou Dabi        | Yas Marina        | Max Verstappen   | Red Bull | Max Verstappen   | Lando Norris     | Sebastian Vettel | Résumé |

## Déroulement de la saison et faits marquants du championnat

### Grand Prix de Bahreïn

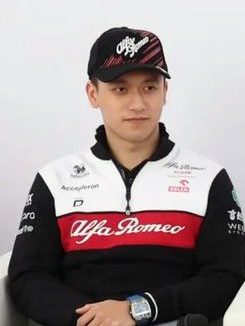
Seul rookie du championnat 2022, Zhou Guanyu marque son premier point dès le Grand Prix inaugural. Il est le premier pilote chinois à marquer en Formule 1.

Sur le circuit où il était pour la première fois parti en tête en 2019, Charles Leclerc réalise la première pole position de cette nouvelle ère de la Formule 1, et la dixième de sa carrière, en devançant la Red Bull RB18 de Max Verstappen de 123 millièmes de seconde lors de leurs deuxièmes tentatives en Q3. Le Néerlandais s'intercale entre les Ferrari F1-75 en battant Carlos Sainz Jr. de six millièmes. Sergio Pérez est en deuxième ligne tandis que Lewis Hamilton, cinquième à près de sept dixièmes de seconde, devance l'Alfa Romeo C42 de Valtteri Bottas sur la troisième ligne. Kevin Magnussen hisse sa Haas VF-22 en quatrième ligne (quatre voitures motorisées par Ferrari sont parmi les sept premières) accompagné par l'Alpine A522 de Fernando Alonso. George Russell, au volant de l'autre Mercedes W13, est en cinquième ligne, devant Pierre Gasly sur l'AlphaTauri AT03.
Charles Leclerc remporte la troisième victoire de sa carrière, sa première depuis le Grand Prix d'Italie 2019, tandis que la Scuderia Ferrari, grâce la deuxième place de Carlos Sainz Jr., obtient son 85e doublé, le premier depuis 2019 à Singapour. Profitant du double abandon des Red Bull, Lewis Hamilton monte sur un podium inespéré et poursuit sa série en entamant une seizième année consécutive avec au moins une place parmi les trois premiers. Leclerc, qui réalise son premier Hat trick avec le meilleur tour dans sa 51e boucle, mène pratiquement l'intégralité de l'épreuve mais doit chèrement défendre sa position, face à Max Verstappen, après les premiers arrêts : par trois fois, aux 17e, 18e et 19e tours, la Red Bull utilise son aileron arrière mobile pour le dépasser au freinage du premier virage et deux fois, le Monégasque ouvre à son tour son DRS pour le repasser au virage no 4. La troisième fois, un blocage de roues de Verstappen permet à Leclerc de le reprendre immédiatement à l'intérieur de ce premier virage ; il se met ensuite hors de portée en augmentant sans cesse son avance.
Les Mercedes, toujours affectées par un problème de « marsouinage » en ligne droite, ne sont pas dans le rythme des quatre premiers, Leclerc, Verstappen, Sainz et Pérez, dans une course où ils procèdent tous à trois arrêts au stand. Mais, au quarante-quatrième tour, l'AlphaTauri de Pierre Gasly prend feu, ce qui provoque la sortie de la voiture de sécurité et un regroupement général. Alors que Leclerc gère parfaitement la relance et s'échappe, Verstappen, en deuxième position, ralentit, se fait déborder de toute part et abandonne à trois tours du terme, privé d'alimentation en carburant. Son coéquipier Sergio Pérez, alors troisième, est victime du même mal moteur et termine en tête-à- queue au milieu de la piste à l'attaque du dernier tour. Hamilton se retrouve dès lors sur le podium, devant son coéquipier George Russell. Pour son retour en Formule 1, Kevin Magnussen, cinquième, apporte 10 points à Haas F1 Team ; l'écurie américaine n'avait plus marqué depuis la neuvième place de Romain Grosjean au Grand Prix de l'Eifel 2020. La bonne performance du moteur Ferrari permet aussi à Valtteri Bottas d'emmener son Alfa Romeo en sixième position. Les deux Alpine sont septième (Esteban Ocon) et  neuvième (Fernando Alonso), Yuki Tsunoda s'intercalant entre eux. Enfin, Zhou Guanyu, coéquipier de Bottas, marque le point de la dixième place dès sa première course en Formule 1.
Charles Leclerc prend la tête du championnat du monde avec 26 points, la suite du classement étant identique à celui de la course. Ferrari s'installe aux commandes du championnat des constructeurs avec 44 points, devant Mercedes (27 points), Haas (10 points), Alfa Romeo (9 points), Alpine (8 points) et AlphaTauri (4 points) ; Red Bull Racing, McLaren, Aston Martin et Wiliams n'ont pas marqué.

### Grand Prix d'Arabie saoudite
À l'occasion de son 215e Grand Prix, Sergio Pérez réalise la première pole position de sa carrière. « Il m'a fallu quelques courses ! » plaisante-t-il en sortant de sa RB18, ajoutant : « Je peux faire 2 000 tours mais je ne crois pas pouvoir battre celui-là. » Alors que Charles Leclerc pensait avoir fait le nécessaire, lors de sa deuxième tentative, pour partir en tête, il est devancé de 25 millièmes de seconde par le Mexicain. Ces qualifications sont marquées par deux interruptions au drapeau rouge (accident de Nicholas Latifi en Q1 puis gros crash de Mick Schumacher en Q2, provoquant près d'une heure d'interruption et son forfait pour la course) et par la première élimination en Q1 et à la régulière depuis 2009 de Lewis Hamilton qui explique qu'il n'avait « pas de train arrière ». Carlos Sainz Jr., pilote le plus rapide en Q1 et en Q2, réalise finalement le troisième temps ; il est accompagné en deuxième ligne par Max Verstappen, victime d'un problème d'adhérence. Esteban Ocon devance George Russell sur la troisième ligne, alors que le coéquipier du Français, Fernando Alonso, part en quatrième ligne devant Valtteri Bottas. Avec le neuvième temps. Pierre Gasly forme la cinquième ligne en compagnie de Kevin Magnussen. Une seule voiture motorisée par Mercedes a atteint la troisième phase des qualifications.
Max Verstappen remporte la vingt-et-unième victoire de sa carrière et offre à son motoriste Red Bull Powertrains son premier succès. À l'issue d'un combat contre Charles Leclerc dans les huit derniers tours, il profite, à quatre tours de l'arrivée, d'un surcroît de puissance en ligne droite pour le dépasser définitivement. Le pilote Ferrari termine, aileron arrière mobile ouvert, à une demi-seconde du Néerlandais alors que Carlos Sainz Jr. les accompagne sur le podium.
Parti de la pole position, Sergio Pérez mène les débats sans être inquiété durant les quinze premiers tours, quand un bluff du muret de la Scuderia l'envoie procéder à son premier arrêt tandis que Leclerc reste en piste. Nicholas Latifi se crashe alors dans le mur et provoque la sortie de la voiture de sécurité, ce qui offre un arrêt gratuit à Leclerc et Verstappen qui ressortent aux deux premières places. Comme Carlos Sainz reprend la piste à la hauteur de Pérez, juste devant lui en passant la ligne du Safety Car, ce dernier est contraint de lui rendre la troisième place à la relance. Leclerc mène sans parvenir à creuser un écart important sur Verstappen mais en le maintenant à plus d'une seconde pour l'empêcher d'actionner son DRS. Ils s'échangent les records du tour jusqu'au trente-sixième tour quand, coup sur coup à proximité de la voie de stands, Daniel Ricciardo puis Fernando Alonso tombent en panne. Une procédure de voiture de sécurité virtuelle est déclenchée, le temps que les deux voitures soient évacuées vers la pitlane qui, en conséquence, est fermée ce qui ruine les plans de Lewis Hamilton qui évoluait en cinquième position en pneus durs depuis le début de la course.
L'avance de quatre secondes que Leclerc avait réussi à se ménager disparaît à la relance, à neuf tours de l'arrivée. Dès lors, la Red Bull et la Ferrari sont roue dans roue, se doublent, se dédoublent, et jouent à ne pas passer la ligne de détection du DRS en premier pour ne pas offrir au rival le gain apporté par l'aileron arrière mobile. Les configurations différentes des deux voitures avantagent la Ferrari dans les courbes puisqu'elle emmène plus d'appui, tandis que la Red Bull va plus vite en ligne droite. À quatre boucles de l'arrivée, Verstappen sort mieux du dernier virage, ouvre son aileron arrière et dépasse Leclerc par l'extérieur. Ce dernier tente de reprendre la tête en restant à moins d'une seconde, mais ne parvient pas à porter une ultime attaque, également empêché d'ouvrir son DRS au 49e tour en raison d'un drapeau jaune dans le premier secteur consécutif à un accrochage entre Alexander Albon et Lance Stroll.
Derrière Sainz, Sergio Pérez prend la quatrième place, George Russell emmène sa W13 en cinquième position, bien loin du « combat des chefs », Esteban Ocon termine sixième après avoir bataillé contre son coéquipier dans les quinze premiers tours puis profitant de son abandon et de celui de Valtteri Bottas, battant Lando Norris sur la ligne d'arrivée, ce dernier apportant ses premiers points à McLaren. Pierre Gasly, bien que soufrant de vives douleurs aux intestins, termine huitième, et ouvre le score d'AlphaTauri. Kevin Magnussen se joue de Lewis Hamilton pour prendre la neuvième place et lui laisser le dernier point en jeu.
Auteur du meilleur tour dans la quarante-huitième boucle, Leclerc reste en tête du classement avec 45 points, devant son coéquipier Sainz (33 points) et Verstappen (25 points). Russel, quatrième (22 points) est suivi par Hamilton (16 points), Ocon (14 points), Pérez et Magnussen (7 points), Bottas (8 points) et Norris, dixième avec 6 points. Au classement des constructeurs, la Scuderia Ferrari (78 points) prend de l'avance sur Mercedes (38 points), deuxième avec une unité d'avance sur Red Bull (37 points) ; Alpine pointe au quatrième rang (16 points), suivie par Haas (12 points), Alfa Romeo (9 points), AlphaTauri (8 points) et McLaren (6 points). Williams et Aston Martin n'ont pas encore marqué.
Auteur du meilleur tour dans la quarante-huitième boucle, Leclerc reste en tête du classement avec 45 points, devant son coéquipier Sainz (33 points) et Verstappen (25 points). Russel, quatrième (22 points) est suivi par Hamilton (16 points), Ocon (14 points), Pérez et Magnussen (7 points), Bottas (8 points) et Norris, dixième avec 6 points. Au classement des constructeurs, la Scuderia Ferrari (78 points) prend de l'avance sur Mercedes (38 points), deuxième avec une unité d'avance sur Red Bull (37 points) ; Alpine pointe au quatrième rang (16 points), suivie par Haas (12 points), Alfa Romeo (9 points), AlphaTauri (8 points) et McLaren (6 points). Williams et Aston Martin n'ont pas encore marqué.

### Grand Prix d'Australie

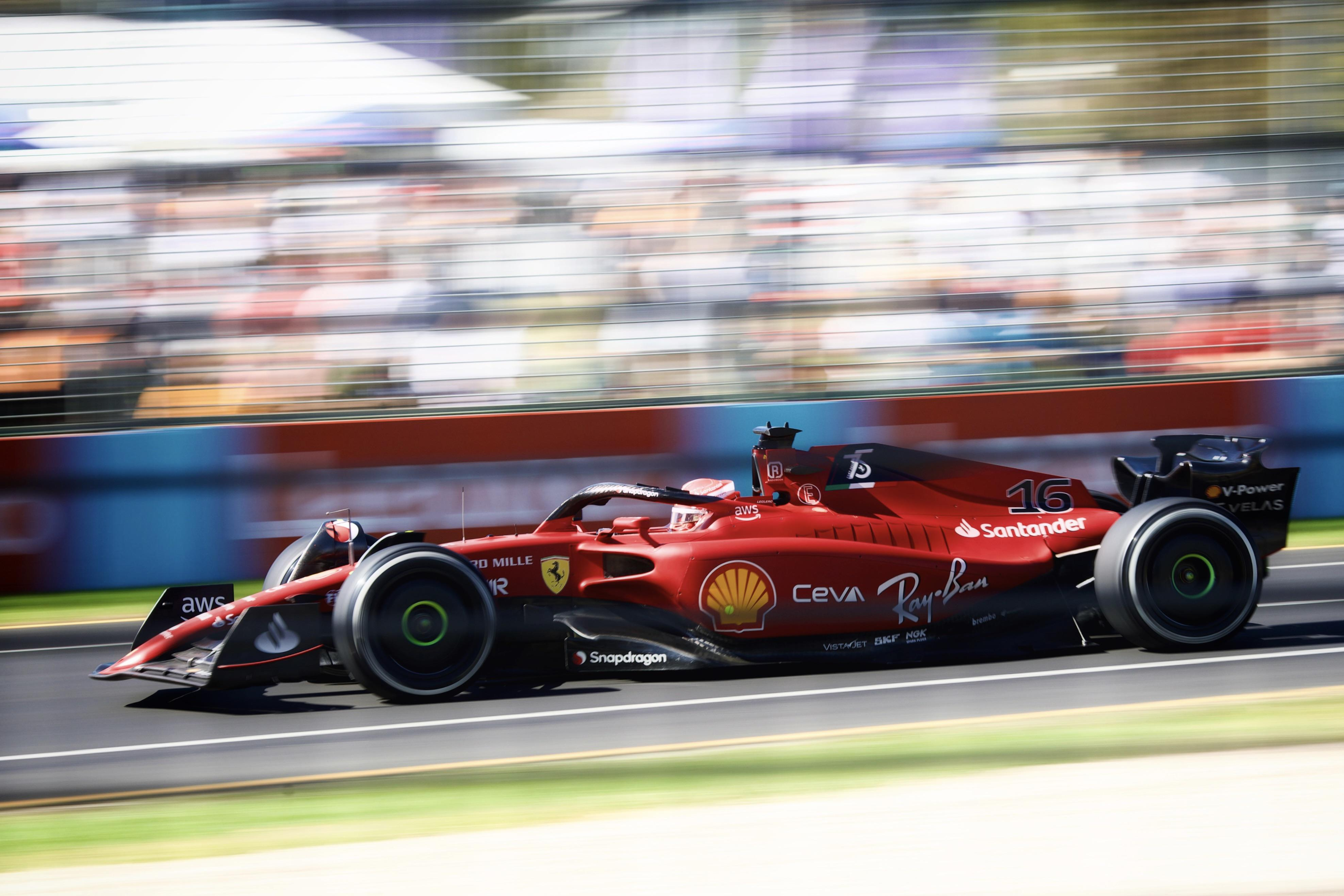
Charles Leclerc au volant de la Ferrari F1-75 en Australie.

Devancé par Max Verstappen et Sergio Pérez en Q1, puis à nouveau par Pérez en Q2, Charles Leclerc réussit, selon ses propos, à « tout mettre bout à bout » lors de la troisième phase des qualifications pour réaliser la onzième pole position de sa carrière, sa deuxième de la saison, au volant de la F1-75. En tête après sa première tentative, il enfonce le clou lors de son second tour rapide, pour repousser son rival néerlandais, qui l'accompagne en première ligne, à 286 millièmes de seconde. La Q1 est interrompue au drapeau rouge par un accrochage entre Nicholas Latifi et Lance Stroll qui ne réalise pas de temps. La Q3 est marquée par une sortie de piste de Fernando Alonso sur panne hydraulique, alors qu'il venait de réaliser le record du deuxième secteur. Cette interruption de la session ruine, à quelques mètres de la ligne de chronométrage dans son premier tour rapide, la performance de Carlos Sainz Jr. ; l'Espagnol, alors qu'il était en avance sur son coéquipier, rate ensuite son troisième secteur en fin de séance et n'obtient que le neuvième temps. Lando Norris, auteur du quatrième temps au volant de la McLaren MCL36, part en deuxième ligne, derrière Pérez. Lewis Hamilton et George Russell profitent d'un regain de forme des Mercedes W13 pour prendre les cinquième et sixième places, côte à côte en troisième ligne ; ils devancent Daniel Ricciardo et Esteban Ocon, alors que la cinquième ligne est occupée par les Espagnols Carlos Sainz et Fernando Alonso.
Charles Leclerc obtient son premier grand chelem  en dominant la course de bout en bout, et en réalisant le meilleur tour, l'améliorant dans la dernière boucle. Il s'agit de la quatrième victoire de sa carrière et de sa deuxième en trois courses en 2022. Sa F1-75, très performante sur le nouveau tracé de l'Albert Park en pneus medium puis durs, à son grand étonnement, et bien que sujette au marsouinage, lui permet de contrôler la course et de ne jamais être inquiété. Il ne rencontre qu'une seule alerte lorsque, après l'abandon de Sebastian Vettel et la sortie de la voiture de sécurité, il sous-vire au dernier virage, à la relance à l'attaque du 27e tour, et voit Max Verstappen se porter à sa hauteur dans la ligne droite ; il réussit néanmoins à le contenir et s'échappe à nouveau. Le champion du monde en titre néerlandais se bat avec une machine qui use excessivement ses pneus avant (graining) puis est victime d'une fuite d'essence au 38e tour ; quand son moteur coupe, il subit son deuxième abandon en trois courses et, furieux, déclare : « C'est inacceptable quand on veut se battre pour le championnat. Je n'accepte pas la situation. J'aurais facilement terminé deuxième. » Sergio Pérez sur l'autre Red Bull RB18, prend alors la deuxième place, à plus de vingt secondes du vainqueur, avouant qu'il était impossible pour son écurie de rivaliser avec la Ferrari. George Russell bénéficie d'un arrêt gratuit sous voiture de sécurité au 24e tour, ce qui lui permet de devancer son coéquipier mécontent Lewis Hamilton pour monter sur son premier podium avec Mercedes. Les Mercedes W13 ont bénéficié à la fois de l'abandon de Verstappen, et des mauvaises qualifications de Carlos Sainz qui n'a fait qu'un tour avant de sortir définitivement de piste, et de Fernando Alonso. Les McLaren MCL36 finissent derrière : Lando Norris, dépassé des deux côtés par les Flèches d'Argent à l'extinction des feux, se classe cinquième devant Daniel Ricciardo. Esteban Ocon mène une course solitaire au septième rang alors que, des bagarres dans le peloton, émergent Valtteri Bottas, Pierre Gasly et Alexander Albon qui ouvre le score de Williams en prenant le dernier point en jeu. Le Thaïlandais, remonté de la dernière position, a effectué 57 des 58 tours avec le même train de pneus. Les trois journées de ce Grand Prix à l'Albert Park ont réuni 419 000 spectateurs, un record pour un événement sportif en Australie.
Leclerc, qui a obtenu le point bonus du meilleur tour à chacune des trois courses disputées, totalise 71 points au classement du championnat du monde, loin devant Russell (37 points) et Sainz (33 points) qui n'a pas marqué en Australie. Pérez, quatrième (30 points) devance Hamilton (28 points) et Verstappen (25 points). Ocon, qui a marqué à chaque course, est septième (20 points) ; suivent Norris (16 points), Magnussen et Bottas, neuvième et dixième avec 12 points. Chez les constructeurs, Ferrari conserve la tête avec 104 points alors que Mercedes Grand Prix (65 points) prend de l'avance sur Red Bull Racing (55 points). McLaren, quatrième, compte 24 points deux de plus qu'Alpine (22 points) ; suivent Alfa Romeo (13 points), Haas (12 points), AlphaTauri (10 points) et Williams (1 point). Aston Martin n'a toujours pas marqué.

### Grand Prix d'Émilie-Romagne

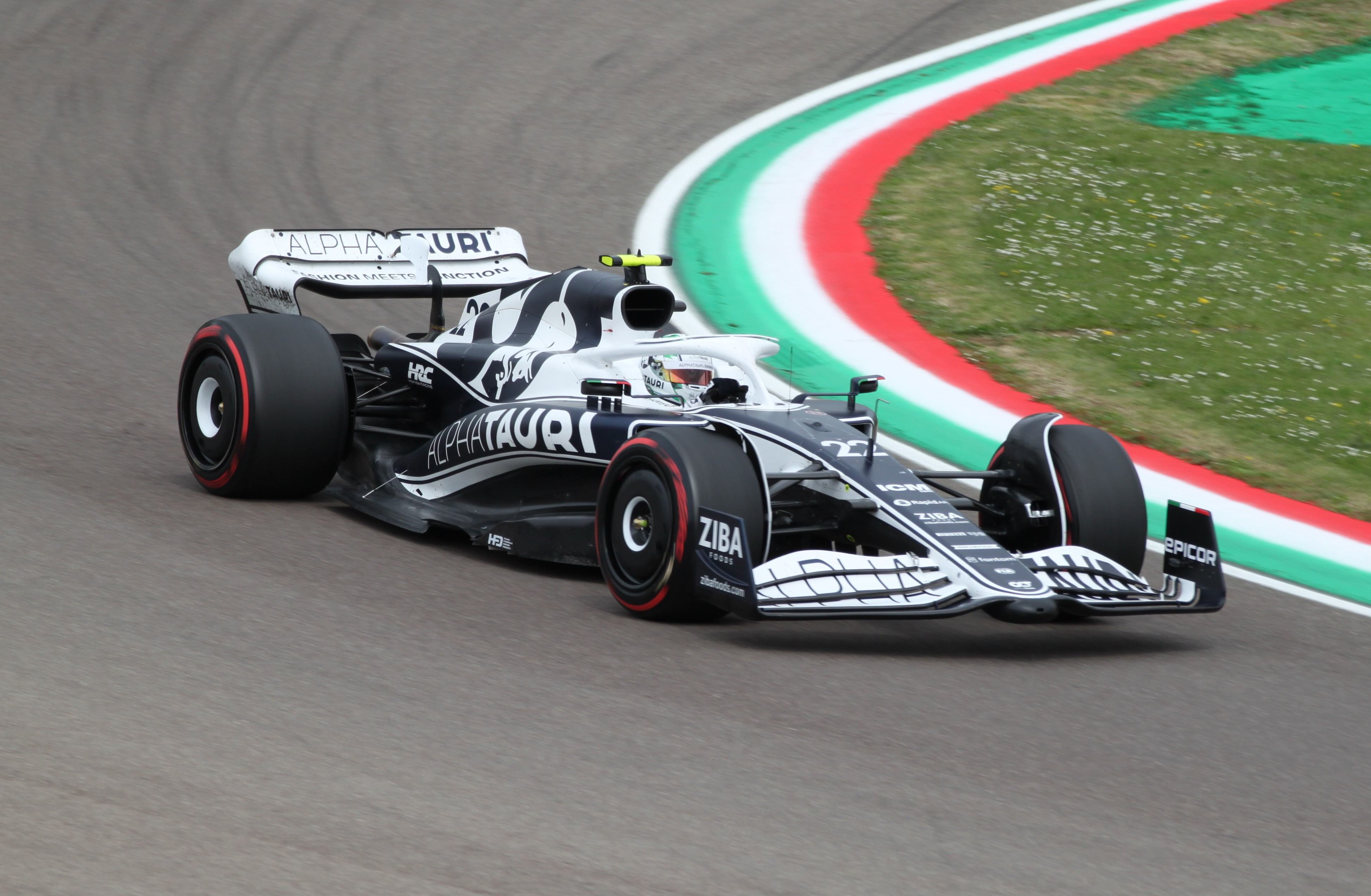
Yuki Tsunoda au volant de l'AlphaTauri AT03.

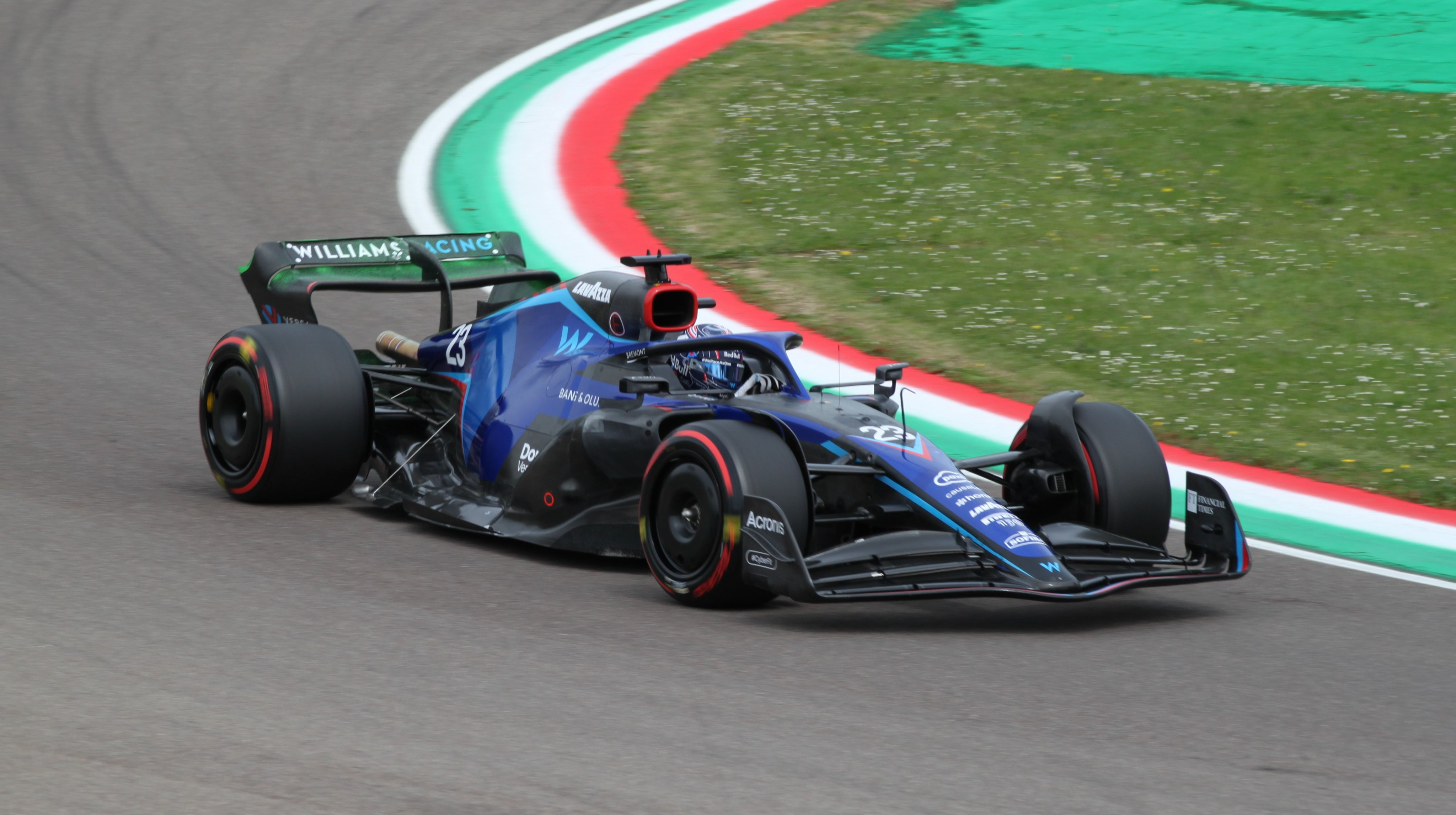
Alexander Albon au volant de la Williams FW44.

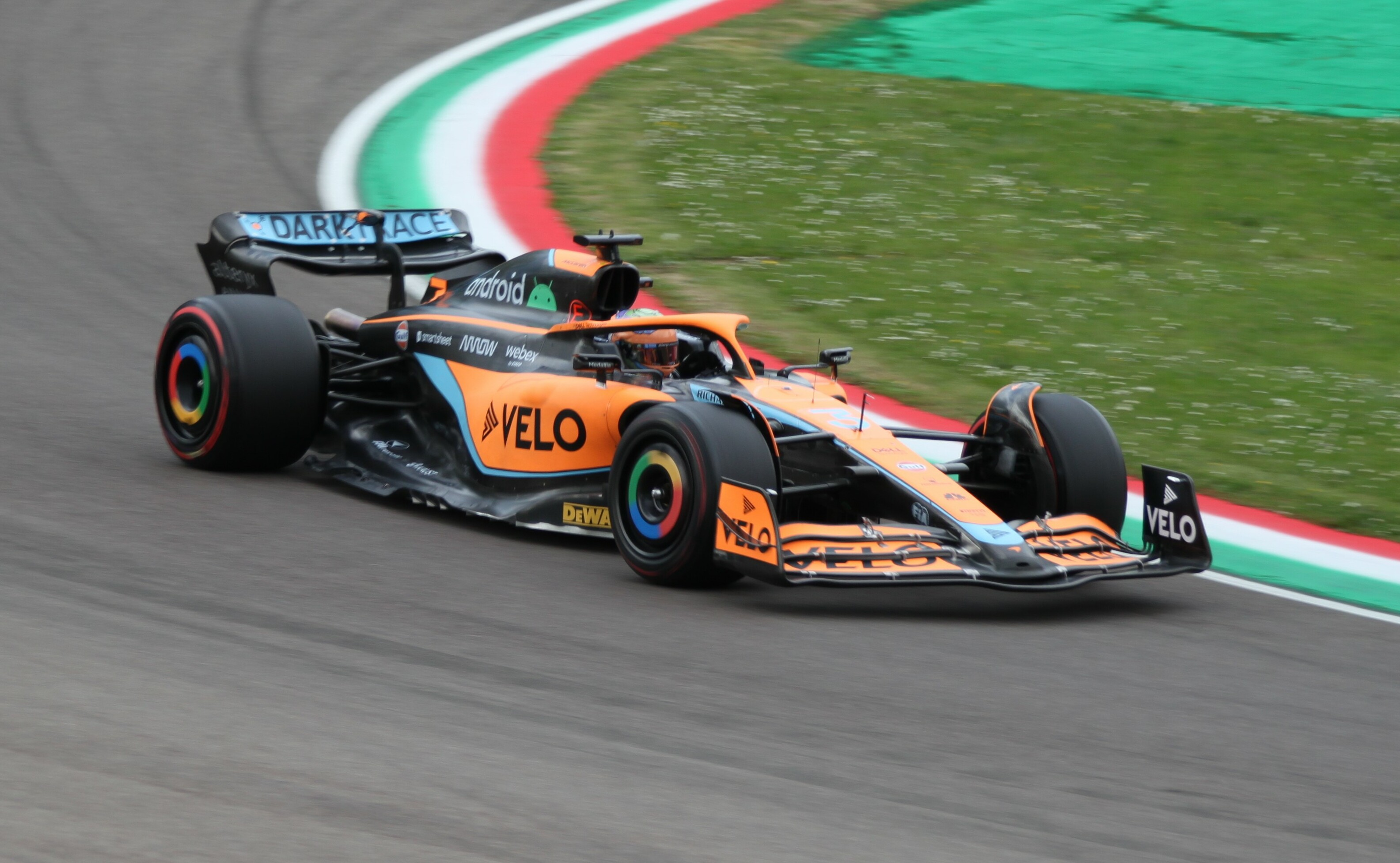
Daniel Ricciardo au volant de la McLaren MCL36.

Ce weekend est le premier à voir se dérouler la nouvelle formule du sprint, avec pour commencer le fait que la pole position est statistiquement accordée à l'auteur du meilleur temps en phase 3 des qualifications, avant une course de 21 tours le samedi où le barème de points va de huit pour le premier à un pour le huitième, l'ordre d'arrivée déterminant la grille de départ du Grand Prix disputé le lendemain.
Lors d'une séance de qualifications fortement perturbée par la pluie et interrompue cinq fois par un drapeau rouge, Max Verstappen obtient la quatorzième pole position de sa carrière et sa première de la saison ; il s'élance donc en tête du sprint le samedi, avec Charles Leclerc, battu de 779 millièmes de seconde en pneus intermédiaires, à ses côtés en première ligne. La deuxième ligne de cette première grille de départ est inédite avec Lando Norris, troisième, devant Kevin Magnussen qui réalise la meilleure qualification d'une Haas. Les Mercedes et Carlos Sainz Jr. sorti de la piste sur l'autre Ferrari, n'ont pas dépassé la Q2.
Devancé dès le départ du sprint par Charles Leclerc, qui roule en tête jusqu'à l'avant-dernier des 21 tours, Max Verstappen profite de la dégradation des pneus tendres de la F1-75 du Monégasque (graining à l'avant) et de son aileron arrière mobile pour se coller dans son échappement et le doubler, devenant le premier pilote à marquer huit points un samedi précédant la course. Comme pour ce sprint, il partage la première ligne du départ dominical avec Leclerc. Parti septième, Sergio Pérez se hisse en troisième position, en deuxième ligne devant Carlos Sainz, revenu du dixième rang. Dépassé par la Red Bull et la Ferrari, Lando Norris est en troisième ligne, aux côtés de son coéquipier Daniel Ricciardo. Valtteri Bottas, qui a gagné une place, et Kevin Magnussen, qui en a perdu quatre, s'élancent en quatrième ligne ; ces huit premiers marquent tous des points. La cinquième ligne est composée de Fernando Alonso et Mick Schumacher.
Max Verstappen fait carton plein : il marque le maximum possible dans la configuration d'un Grand Prix comprenant le sprint, soit 34 points (sa victoire du samedi, celle du dimanche et le meilleur tour en course). Il réalise de surcroît le deuxième Grand Chelem de sa carrière en menant la course de bout en bout sans jamais être inquiété, pour gagner sa vingt-deuxième victoire et sa deuxième cette saison. Le combat pour la deuxième place, entre Charles Leclerc (qui doit tout d'abord dépasser Lando Norris après avoir manqué son départ), et Sergio Pérez tourne à l'avantage du Mexicain quand le pilote Ferrari part à la faute à dix tours de l'arrivée, est contraint de retourner au stand pour changer de museau, repart neuvième, puis remontre jusqu'à la sixième place sous le drapeau à damiers, alors que Norris a les honneurs du podium derrière un doublé des Red Bull.
Une averse s'abat sur le circuit avant le départ, mais il ne pleut pas durant la course. Sur un tracé encore mouillé, les pilotes s'élancent en pneus intermédiaires. Alors que Max Verstappen s'élance sans problème, Charles Leclerc manque son impulsion et est débordé par Sergio Pérez et Lando Norris. Derrière eux, Daniel Ricciardo percute Carlos Sainz et l'expédie dans le gravier dont il ne peut s'extraire. L'Australien doit retourner aux stands et dispute toute la course au fond du peloton. La voiture de sécurité est de sortie le temps que la Ferrari de Sainz soit dégagée. Après la relance, au huitième tour, Leclerc se défait de Norris et part à la chasse de Pérez. À partir du dix-septième tour et à commencer par Ricciardo, la trajectoire s'asséchant, tous les pilotes s'en vont troquer leurs pneus sculptés à bandes vertes pour des montures tendres. Leclerc s'arrête après Pérez et ressort devant lui, mais les gommes du Mexicain sont déjà chauffées, et il le dépasse immédiatement. Loin de Verstappen qui caracole en tête, le combat pour la deuxième place se poursuit, Leclerc décidant de retourner au stand au quarante-neuvième tour pour se chausser de neuf. Il ressort pour être dépassé par Norris, alors que Pérez et Verstappen couvrent sa stratégie. Le Monégasque attaque fort, reprend la troisième place à Norris, se rapproche de Pérez, puis au cinquante-troisième tour, il escalade un vibreur dans la Variante Alta, perd sa voiture qui  part en tête-à-queue et tape légèrement les protections, ce qui l'oblige à regagner à nouveau son stand pour changer de museau. Il dépasse ensuite successivement Kevin Magnussen, Sebastian Vettel et Yuki Tsunoda pour grappiller les huit points de la sixième place. Il explique par la suite qu'étant en lutte pour le championnat, il n'aurait pas dû prendre autant de risques alors que la troisième place assurée était à Imola « le mieux que l'on pouvait faire ».
Lando Norris obtient le sixième podium de sa carrière, ayant roulé parmi les quatre premiers durant toute la course. Après avoir pris un excellent départ, George Russell résiste jusqu'au bout aux assauts de Valtteri Bottas pour prendre les douze points de la quatrième place en souffrant physiquement du marsouinage qui affecte sa voiture. Yuki Tsunoda emmène son AlphaTauri en septième position avec un rythme solide et quelques beaux dépassements, et Aston Martin ouvre son score avec la huitième place de Lance Stroll et la dixième de Sebastian Vettel, Kevin Magnussen s'intercalant entre les machines vertes, au neuvième rang, tandis que Lewis Hamilton mène une course anonyme, butant à partir du vingtième tour sur Pierre Gasly, et voyant s'agiter des drapeaux bleus pour se faire prendre un tour par Verstappen au quarante-et-unième passage, avant de passer sous le drapeau à damiers en quatorzième position, et de recevoir par radio les excuses de Toto Wolff pour une W13 « inconduisible ».
Leclerc conserve la tête du championnat (86 points), et c'est maintenant Max Verstappen qui occupe la deuxième place (59 points), alors que Pérez grimpe en troisième position (54 points) devant Russell (49 points) et Sainz, qui dégringole au cinquième rang (35 points). Suivent Norris (35 points), Hamilton (28 points), Bottas (24 points), Ocon (20 points) et Magnussen, dixième avec 15 points. Ferrari est toujours à la première place du classement constructeurs (124 points), mais Red Bull se rapproche (113 points), alors que Mercedes occupe la troisième place (77 points) devant McLaren (46 points). Alfa Romeo est cinquième, suivie par Alpine (22 points), AlphaTauri (16 points), Haas (15 points), Aston Martin (5 points) et Williams (1 point). Toutes les écuries ont désormais marqué.

### Grand Prix de Miami

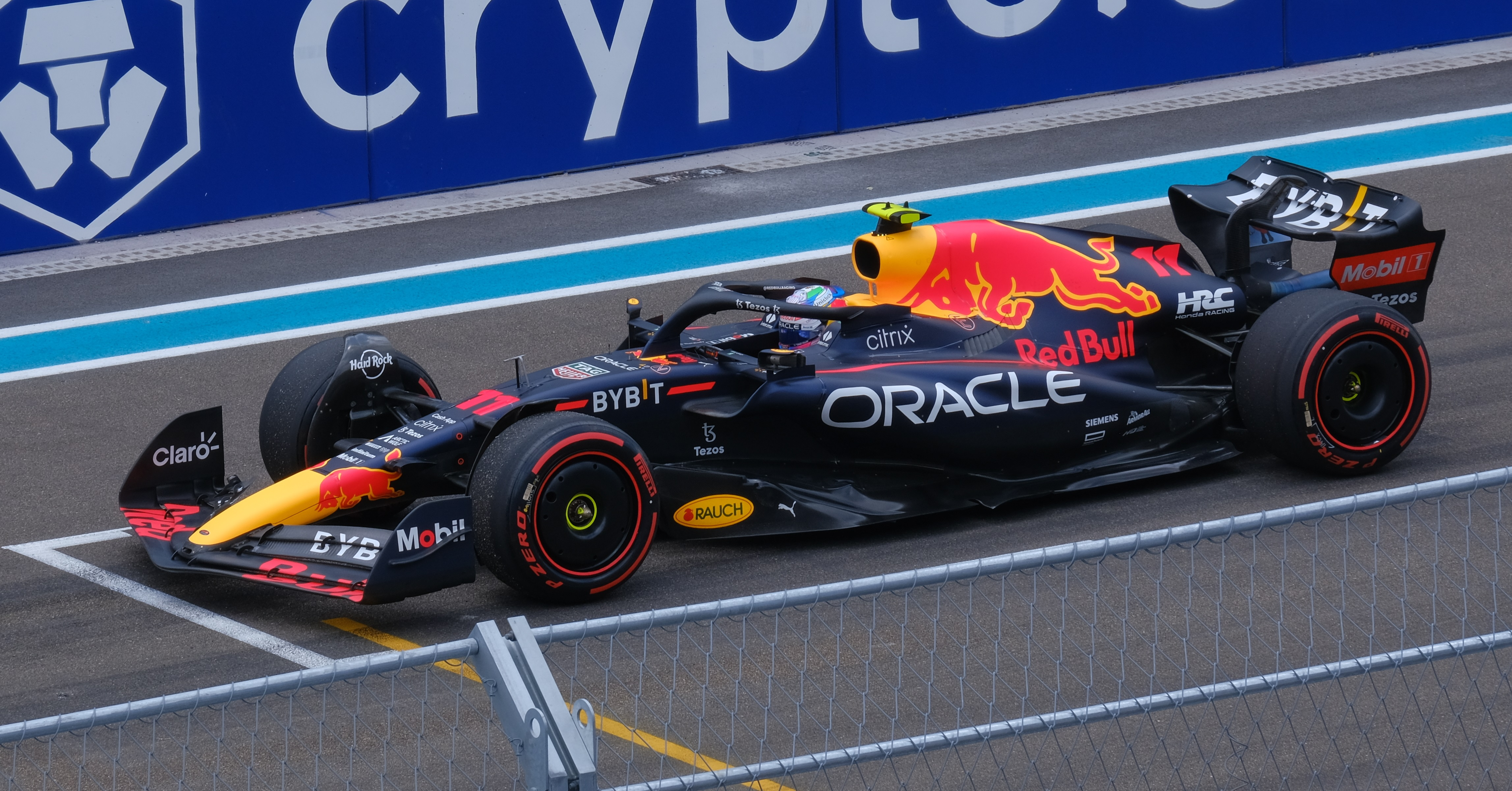
Sergio Pérez au volant de la Red Bull RB18 à Miami.

Charles Leclerc réalise sa troisième pole position de la saison, la douzième de sa carrière, lors de l'explication finale sous le drapeau à damier de la Q3, après avoir dominé les deux premières phases des qualifications. Deuxième, à 190 millièmes de seconde, Carlos Sainz Jr. permet à Ferrari de verrouiller la première ligne. Max Verstappen, en tête à l'issue de sa première tentative, doit se contenter de la troisième place après une erreur dans le virage no 4 ; la deuxième ligne est aux couleurs de Red Bull, Sergio Pérez réalisant le quatrième temps. Les anciens coéquipiers, Valtteri Bottas devant Lewis Hamilton, se partagent la troisième ligne. Pierre Gasly et Lando Norris occupent la quatrième ligne et précèdent Yuki Tsunoda et Lance Stroll.
Max Verstappen remporte sa troisième victoire de la saison, sa deuxième consécutive et la vingt-troisième de sa carrière, en exploitant la vitesse supérieure de sa RB18 en ligne droite, ce qui lui permet de dépasser de façon imparable Charles Leclerc dès le neuvième tour puis de mener le reste de la course en marquant le point du meilleur tour en prime, félicité par son stand pour sa gestion de la température de ses pneus avant. Son bon départ, où il prend le meilleur sur Carlos Sainz Jr. à l'extérieur du premier virage, lui permet de se caler derrière Leclerc et de ne pas lui laisser plus d'une seconde d'avance. Il utilise son aileron arrière mobile pour lui subtiliser la tête de la course à la première occasion alors que le Monégasque est aux prises avec ses pneus medium déjà dégradés.
La voiture de sécurité sort pour six tours après le quarante-et-unième passage, après l'accrochage entre Pierre Gasly et Lando Norris qui abandonne. À la relance, plus à l'aise avec un nouveau train de pneus durs, Leclerc se montre menaçant, notamment au 50e tour avec l'aide du DRS, mais ne parvient pas à porter d'attaque franche sur Verstappen. Sainz doit repousser plusieurs assauts de Sergio Pérez dans les dix derniers tours pour accompagner les deux leaders du championnat sur le podium. Parti douzième, George Russell profite pleinement de la voiture de sécurité : il attendait, en effet, une neutralisation de la course en roulant le plus longtemps possible avec son train de pneus durs du départ. Son vœu exaucé, il bénéfice d'un arrêt gratuit. Au quarante-neuvième tour, les Mercedes  dépassent Valtteri Bottas qui, sorti trop largement du dernier virage, a tapé latéralement les protections ; son Alfa Romeo C42 n'étant pas endommagée, il la conduit à la septième place finale tandis que Russell dépasse Lewis Hamilton en deux temps au cinquantième tour et termine cinquième, devant son coéquipier. Parti dernier, Esteban Ocon remonte jusqu'au huitième rang, Alexander Albon apporte deux points à Williams en effectuant une remontée depuis la dix-huitième place et en profitant des pénalités infligées à Fernando Alonso (neuvième à l'arrivée et qui recule de deux places). Lance Stroll, douzième sous le drapeau à damier après s'être élancé de la voie des stands, prend le dernier point en jeu en tirant parti de la pénalisation de Daniel Ricciardo, qui avait achevé la course devant lui.
Leclerc (104 points) conserve la tête du championnat devant Verstappen (85 points) qui réduit l'écart à 19 unités. Pérez reste troisième (66 points), devant Russell (59 points) qui, jamais plus loin que cinquième depuis le début de saison, marque à chaque course ; suivent Sainz (53 points), Hamilton (36 points) qui dépasse Norris (35 points), talonné par Bottas (30 points). Ocon (24 points) occupe le neuvième rang et Magnussen est dixième avec 15 points. Ferrari (157 points) qui mène toujours le championnat des constructeurs, ne compte plus que 6 points d'avance sur Red Bull (151 points) alors que Mercedes (95 points) reste troisième devant McLaren (46 points) qui n'a pas marqué. Alfa Romeo (31 points) est cinquième, suivie par Alpine (26 points), AlphaTauri (16 points), Haas (15 points), Aston Martin (5 points) et Williams (3 points).

### Grand Prix d'Espagne
Charles Leclerc réalise sa quatrième pole position de la saison, la treizième de sa carrière, après avoir dominé les trois sessions d'essais libres. Alors qu'il doit renoncer à sa première tentative en Q3, victime d'un tête-à-queue dans la dernière chicane après avoir réalisé le meilleur temps dans le secteur précédent, il ne laisse pas Max Verstappen, victime d'une perte de puissance, profiter longtemps de son meilleur temps, en le battant de 341 millièmes de seconde lors de sa seconde et ultime tentative. Le Néerlandais empêche toutefois Ferrari de monopoliser la première ligne, Carlos Sainz Jr. devant se contenter de la troisième place, devant George Russell. La troisième ligne est occupée par Sergio Pérez, qui devance Lewis Hamilton. Valtteri Bottas partage la quatrième ligne avec Kevin Magnussen tandis que Daniel Ricciardo prend place en cinquième ligne, en précédant Mick Schumacher qui atteint pour la première fois la phase Q3 des qualifications.
Au terme d'un Grand Prix d'Espagne plus animé qu'à l'habitude et qui restait sur cinq victoires de Lewis Hamilton, Max Verstappen remporte sa troisième victoire consécutive, sa quatrième de la saison et la vingt-quatrième de sa carrière, autant que Juan Manuel Fangio ; il prend les commandes du championnat avec six points d'avance sur Charles Leclerc qui a abandonné, trahi par un problème de turbo de sa F1-75, après vingt-sept tours alors qu'il menait confortablement. En obtenant le doublé avec son équipier Sergio Pérez, qui le laisse deux fois passer durant l'épreuve, le Néerlandais permet à Red Bull Racing de ravir la première place du classement des constructeurs à Ferrari, renouant avec la victoire sur le circuit où il a obtenu son premier succès, en 2016.
Charles Leclerc vire en tête au premier virage devant Verstappen, alors que Carlos Sainz, mal parti, est dépassé par George Russell et Sergio Pérez ; au septième tour, Sainz part à la faute dans le virage no 4 et s'extrait du bac à graviers en onzième position. Deux boucles plus tard, Verstappen commet la même erreur et ressort des graviers derrière Russell et Pérez. Son équipier s'écarte rapidement pour le laisser partir chasser la Mercedes. Pendant ce temps, Leclerc creuse un écart important ; dernier des leaders à s'arrêter au stand, au vingt-et-unième tour, il reprend la piste en tête. Russell, au volant d'une W13 enfin débarrassée de son marsouinage, résiste de façon musclée aux assauts de Verstappen gêné par un aileron arrière mobile au fonctionnement erratique, pour le gain de la deuxième place, et qui au vingt-quatrième tour, le dépasse au premier virage avant de se faire reprendre dans la courbe suivante. Alors que Leclerc possède plus de douze secondes d'avance sur ses poursuivants, son moteur casse brutalement (turbo et MGU-H), provoquant son premier abandon de la saison. Russell prend les commandes alors que le Néerlandais, qui n'arrive toujours pas à le dépasser, observe son deuxième arrêt, au vingt-septième tour, pour chausser des gommes tendres. Pérez dépasse, sans coup férir, Russell dans la trente-et-unième boucle et se retrouve dès lors en tête de l'épreuve jusqu'à son deuxième arrêt, laissant son coéquipier Verstappen aux commandes. Lorsque celui-ci chausse un nouveau train de pneus tendres, au quarante-quatrième tour, pour la deuxième fois de la course, Pérez doit respecter les consignes de son stand en s'écartant pour permettre à Verstappen de gagner le Grand Prix. Assuré de finir deuxième, le Mexicain change de pneumatiques aux cinquante-troisième tour pour s'assurer le point bonus du meilleur tour en course. Russell, qui ne peut rien face aux Red Bull, obtient son deuxième podium de la saison.
La remontée de Lewis Hamilton, victime d'une crevaison après un accrochage dans le premier tour, l'emmène jusqu'à la quatrième place après un dépassement de Carlos Sainz au soixantième tour ; ce dernier le repasse toutefois à deux boucles du terme, le Britannique devant ménager sa voiture dont le moteur surchauffe. Dans le combat pour les meilleures places durant toute la course, Valtteri Bottas passe la ligne d'arrivée en sixième position. Parti douzième, Esteban Ocon termine septième devant Lando Norris. Fernando Alonso, qui s'est élancé de la dernière place, multiplie les dépassements pour terminer neuvième, laissant le dernier point en jeu à Yuki Tsunoda.
Max Verstappen (110 points) prend la tête du championnat pour la première fois de la saison en remontant un déficit de 46 points sur Leclerc au soir du Grand Prix d'Australie ; le Monégasque (104 points) est désormais deuxième, à six unités. Sergio Pérez reste troisième (85 points) devant Russell (74 points), unique pilote à avoir marqué lors de chaque course. Sainz est cinquième (65 points), devant Hamilton (46 points), Norris (39 points), Bottas (38 points), Ocon (30 points) et Magnussen, dixième avec 15 points. Avec un deuxième doublé, Red Bull Racing (195 points) déloge la Ferrari (169 points) de la tête du championnat. Mercedes (120 points) devance McLaren (50 points), Alfa Romeo (39 points) et Alpine (34 points) ; suivent AlphaTauri (17 points), Haas (15 points), Aston Martin (6 points) et Williams (3 points).

### Grand Prix de Monaco
Dominateur des trois phases qualificatives, Charles Leclerc obtient, dès sa première tentative en Q3 et en battant les records des trois secteurs du circuit, sa cinquième pole position de la saison, la quatorzième de sa carrière et sa deuxième consécutive à domicile. Il semble parti pour faire encore mieux en fin de séance lorsque Sergio Pérez, qui roule 50 mètres derrière lui, part tête à-queue au virage du Portier, tape le rail et se retrouve en travers de la piste ; Carlos Sainz Jr., juste derrière, ne peut l'éviter ; les deux monoplaces à l'arrêt barrent totalement la trajectoire devant l'entrée du tunnel, provoquent le déploiement du drapeau rouge et la fin de la séance, ruinant de fait toutes les secondes tentatives des pilotes encore en piste dont Max Verstappen. Les F1-75 verrouillant la première ligne, Sainz le suivant à deux dixièmes de seconde, Leclerc salue une foule qui lui est totalement acquise ; les Red Bull RB18 occupent la deuxième ligne, Pérez devançant Verstappen. Lando Norris est en troisième ligne, devant George Russell. Fernando Alonso, auteur du septième temps, est accompagné par Lewis Hamilton sur la quatrième ligne, la cinquième étant composée de Sebastian Vettel et Esteban Ocon.
À l'issue d'un Grand Prix dont le départ a été donné avec plus d'une heure de retard, en raison d'une violente averse, et qui est allé au bout des deux heures réglementaires en étant raccourci de 14 tours, Sergio Pérez remporte la troisième victoire de sa carrière et offre à Red Bull Racing son quatrième succès consécutif de la saison. Il passe la ligne d'arrivée en tête d'une formation serrée, devant Carlos Sainz Jr., Max Verstappen et Charles Leclerc, mécontent de rater le podium de son Grand Prix national bien qu'il en rallie l'arrivée pour la première fois de sa carrière en monoplace (F2 comprise). Il a en effet subi les errements stratégiques de son écurie, lourdement battue par celle de Christian Horner dans la gestion des arrêts au stand. Ainsi, dès qu'un « petit train » se forme avec ces quatre pilotes au vingt-deuxième tour, les jeux sont faits, les tentatives de dépassement, notamment de Sainz sur Pérez étant vouées à l'échec. Le Mexicain, qui dans cette course, a réussi un undercut sur Leclerc puis un overcut sur Sainz, fête sa victoire en plongeant en combinaison, drapé de sa bannière nationale, dans la piscine de l'hospitalité Red Bull.
Comme la pluie s'abat sur le circuit au moment du départ, celui-ci est retardé de neuf minutes et, sur la grille, tous les pilotes passent les pneus intermédiaires. L'averse redoublant, les monoplaces, chaussées par la suite en gommes « maxi-pluie », s'élancent à 15 h 16 pour deux tours de formation derrière la voiture de sécurité avant de regagner la voie des stands pour une heure d'attente, le temps que le ciel se calme. Le départ est donné, lancé, à 16 h 5. Charles Leclerc prend les commandes devant son coéquipier, suivi de Pérez, et creuse peu à peu un écart tandis que la trajectoire s'assèche. Le premier coup stratégique de Red Bull consiste à arrêter Sergio Pérez dès le seizième tour pour qu'il passe en pneus intermédiaires alors que les Ferrari restent en piste. Ainsi équipé, il est largement plus rapide que les leaders, si bien que lorsque le Monégasque rentre au stand, deux tours plus tard, pour l'imiter, il ressort loin de la Red Bull. Sainz prend brièvement la tête lorsque Ferrari commet une nouvelle erreur stratégique, au vingt-et unième tour, en appelant Sainz, mais aussi  Leclerc pour passer des gommes dures. L'ingénieur du Monégasque lui lance : « Box, Box for hard now! » puis se ravise : « Stay out! » Il est toutefois trop tard puisque Leclerc qui s'est déjà engagé dans la pitlane doit patienter quelques précieuses secondes derrière son coéquipier, et tous deux ressortent dans le trafic. Ainsi, quand les Red Bull chaussent les pneus durs, une boucle plus tard, lors d'un double arrêt parfaitement exécuté, Perez reprend la piste devant Sainz et Verstappen s'engage dans la montée de Beaurivage, en mordant légèrement la ligne jaune, sous le nez de la F1-75 de Leclerc, furieux. L'ordre du quatuor est alors définitivement formé. Le violent crash de Mick Schumacher, au vingt-quatrième tour (sa Haas VF-22 est coupée en deux dans les TechPro de la Piscine) et le drapeau rouge consécutif, n'y changeront rien. Un nouveau départ est donné derrière la voiture de sécurité, l'épreuve se conclut au bout des deux heures maximales de course et 64 tours, ce qui permet l'attribution de la totalité des points. Charles Leclerc, très remonté, conclut : « On avait tout pour gagner et on l'a foutu à la poubelle. »
George Russell termine, comme depuis le début de la saison, parmi les cinq premiers, devant Lando Norris dont l'avance est telle sur Fernando Alonso qu'il se permet de chausser des gommes tendres, au cinquante-et-unième tour, pour obtenir le point bonus du meilleur tour en course. Alonso profite de la particularité du circuit monégasque pour empêcher Lewis Hamilton de le dépasser, le septuple champion du monde se contentant du huitième rang. Esteban Ocon passe sous le drapeau à damier en neuvième position mais, pénalisé de cinq secondes pour avoir accroché Hamilton en début de course, termine hors des points ; Valtteri Bottas et Sebastian Vettel récupèrent les points restants. Pierre Gasly, parti dix-septième, finit onzième en se signalant par quelques dépassements audacieux à des endroits inhabituels comme la descente de Mirabeau.
Au championnat du monde, Verstappen (125 points) augmente de trois unités son avance sur Leclerc (116 points) tandis que Pérez (110 points) se rapproche et conforte sa troisième place devant Russell (84 points) qui en compte un de plus que Sainz (83 points). Hamilton est sixième (50 points) suivi par Norris (48 points), Bottas (40 points), Ocon (30 points) et Magnussen, dixième avec 15 points. Chez les constructeurs Red Bull Racing (235 points) repousse un peu plus Ferrari (199 points) alors que Mercedes est confortablement installé à la troisième place (134 points), loin devant McLaren (59 points). Grâce à Bottas, Alfa Romeo est cinquième (41 points), un point devant Alpine (40 points) ; suivent AlphaTauri (17 points), Haas (15 points), Aston Martin (7 points) et Williams qui ferme la marche avec 3 points.

### Grand Prix d'Azerbaïdjan
Charles Leclerc obtient sa sixième pole position en huit épreuves disputées, sa quatrième consécutive et la quinzième de sa carrière. Il devance les deux Red Bull RB18 lors de sa deuxième tentative en Q3 ; Sergio Pérez l'accompagne sur la première ligne en se montrant plus rapide que Max Verstappen, comme à Monaco deux semaines plus tôt. Carlos Sainz Jr. est en deuxième ligne derrière le champion du monde en titre ; à une seconde, George Russell réalise le cinquième temps. Pierre Gasly se hisse à ses côtés en troisième ligne et devance Lewis Hamilton qui part devant Yuki Tsunoda. Six titres mondiaux garnissent la cinquième ligne avec Sebastian Vettel et Fernando Alonso.
Red Bull Racing obtient le vingtième doublé de son histoire, son troisième de la saison, et Max Verstappen remporte sa 25e victoire (autant que Jim Clark et Niki Lauda) en s'imposant pour la cinquième fois de l'année au terme des 51 tours de course ; aucune des Ferrari F1-75, victimes d'un manque de fiabilité, n'étant à l'arrivée, le champion du monde en titre et son écurie font le « break » dans les deux championnats, alors que Sergio Pérez ravit à Charles Leclerc la deuxième place du classement. George Russell monte sur son troisième podium en 2022, devant Lewis Hamilton qui a souffert le martyre en raison du talonnage incessant de sa monoplace, s'en extrayant avec de vives douleurs au dos.
Sergio Pérez prend un meilleur départ que Charles Leclerc et le devance au premier virage. La situation évolue après huit tours quand Carlos Sainz s'arrête dans l'échappatoire du virage no 4 sur panne hydraulique, ce qui déclenche une procédure de voiture de sécurité virtuelle. Son coéquipier comme plusieurs autres pilotes mais pas ceux de Red Bull, en profite pour effectuer un « arrêt gratuit » et reprendre la piste en pneus durs. Au quinzième tour, dans la grande ligne droite, Verstappen attaque Pérez qui ne défend pas sa position. Quand ils rentrent chausser leurs pneus durs, Leclerc prend la tête au dix-neuvième tour avec une douzaine de secondes d'avance mais son moteur part en fumée, ruinant pour la quatrième fois de la saison ses espoirs nés d'un départ en pole position.
Dès lors, Verstappen, tranquillement en tête, ne discute avec son ingénieur que des temps au tour à réaliser pour ménager sa monture, ce qui ne l'empêche pas de finir avec plus de vingt secondes d'avance sur son coéquipier. De même, George Russell roule isolé en troisième position, loin de Pérez et loin devant Lewis Hamilton. Ce dernier, qui se plaint de vives douleurs au dos, profite d'une deuxième voiture de sécurité virtuelle, au trente-troisième tour après l'abandon de Kevin Magnussen, pour se chausser de neuf et rattraper Pierre Gasly, qu'il dépasse à huit tours du but ; le Français, cinquième, obtient toutefois son meilleur résultat de la saison. Sebastian Vettel et Fernando Alonso finissent sixième et septième, Daniel Ricciardo et Lando Norris, qui ont beaucoup discuté d'un éventuel échange de positions pour chasser Alonso, se classent huitième et neuvième tandis qu'Esteban Ocon prend le dernier point en jeu.
Verstappen (150 points) et Pérez (129 points) occupent désormais les deux premières places du championnat, Leclerc restant à 116 points, devancé de 34 unités par le champion du monde en titre. Russell (99 points), seul pilote à avoir marqué à chaque course et toujours parmi les cinq premiers à l'arrivée, reste solidement installé au quatrième rang. Sainz qui n'a pas marqué (83 points) est cinquième devant Hamilton (62 points) ; suivent Norris (50 points), Bottas (40 points), Ocon (31 points), Gasly et Alonso avec 16 points chacun. Mick Schumacher et Nicholas Latifi sont les seuls àn'avoir pas encore marqué. Red Bull Racing (279 points) fait le trou au classement des constructeurs, devant Ferrari (199 points) qui voit Mercedes se rapprocher (161 points). Nettement plus loin, McLaren (65 points) occupe la quatrième place devant Alpine (47 points), Alfa Romeo (41 points), Alpha Tauri (27 points), Haas (15 points), Aston Martin (15 points également) et Williams (3 points).

### Grand Prix du Canada
Lors d'une séance de qualifications disputée sous la pluie et achevée en pneus intermédiaires, Max Verstappen obtient la quinzième pole position de sa carrière et sa seconde de la saison. Sans ses deux principaux rivaux de l'année dans cet exercice, Charles Leclerc, rejeté en fond de grille à cause du changement complet de son groupe propulseur, et Sergio Pérez qui se crashe en Q2, il survole les trois phases qualificatives. En Q3, il bat, de 645 millièmes de seconde, Fernando Alonso qui s'élance à ses côtés en première ligne, ce qui ne lui était plus arrivé depuis le Grand Prix d'Allemagne 2012. En deuxième ligne Carlos Sainz Jr., troisième, devance Lewis Hamilton. Les deux pilotes Haas réalisent une performance remarquée, Kevin Magnussen s'élançant cinquième devant Mick Schumacher qui réalise sa meilleure qualification depuis ses débuts. Esteban Ocon occupe la quatrième ligne avec George Russell qui tente le pari des pneus lisses en fin de séance et sort de la piste dès le virage no 2 dans son premier tour lancé. Daniel Ricciardo est en cinquième ligne, accompagné de Zhou Guanyu qui, lui aussi, réalise sa meilleure performance en qualifications dans la discipline.
Max Verstappen poursuit sa marche en avant en remportant la vingt-sixième victoire de sa carrière, sa sixième en neuf épreuves disputées cette saison, au terme d'une course globalement maîtrisée et achevée par quinze tours sous la pression de la Ferrari de Carlos Sainz. Lewis Hamilton les accompagne sur le podium, son coéquipier George Russell poursuit sa série de Grands Prix conclus parmi les cinq premiers et Charles Leclerc remonte quatorze places pour se classer cinquième.
Bien parti, Verstappen est rapidement poursuivi par Carlos Sainz qui a dépassé Fernando Alonso en trois tours. Après seulement huit boucles, Sergio Pérez abandonne sur casse de sa boîte de vitesses, ce qui entraîne une procédure de voiture de sécurité virtuelle. Verstappen en profite pour chausser un nouveau train de pneus durs et laisse les commandes à Sainz. Ce dernier s'arrête après vingt tours puis se rapproche tant de Verstappen, en mal d'adhérence, qu'il doit, à nouveau, chausser des nouvelles gommes dures au quarante-troisième tour ; le Néerlandais, furieux de ressortir derrière Lewis Hamilton, doit entreprendre de le dépasser. Yuki Tsunoda, en tapant les protections à la sortie de la voie des stands, provoque la sortie de la voiture de sécurité. Sainz procède alors à son deuxième arrêt au stand et reprend la piste derrière Verstappen. À la relance, Sainz légèrement plus rapide (il réalise le meilleur tour dans la soixante-troisième boucle), peut utiliser son aileron arrière mobile durant les quinze derniers tours mais ne parvient pas à attaquer franchement le Néerlandais qui ne commet pas la moindre erreur et s'impose avec moins d'une seconde d'écart. Auteur d'une course solide, Lewis Hamilton roule quasiment tout du long au troisième rang devant son coéquipier George Russell, ravi d'obtenir son 184e podium sur le circuit de sa première victoire, en 2007.
Parti dix-neuvième en pneus durs, Charles Leclerc est sixième après vingt-neuf tours puis bute longuement sur Esteban Ocon avant de procéder à son unique arrêt au stand au quarante-et-unième tour ; un mauvais choix qui le voit ressortir douzième derrière « un train de DRS ». Il reprend alors sa campagne de dépassements en plusieurs endroits du circuit, double les Alpine, et termine cinquième, à trois secondes de Russell, ce qui lui vaut d'être élu « pilote du jour ». Esteban Ocon, sixième, passe la ligne d'arrivée devant son coéquipier Fernando Alonso, qui, pénalisé pour avoir zigzagué devant Valtteri Bottas qui tentait de le dépasser, recule ensuite de deux places. Les Alfa Romeo sont dès lors septième et huitième, Zhou Guanyu obtenant le meilleur résultat de sa carrière. Lance Stroll prend, devant son public, le dernier point en jeu.
Verstappen (175 points) a désormais 46 unités d'avance sur Pérez qui n'a pas marqué (129 points) et voit revenir Leclerc (126 points). Russell reste quatrième (111 points) grâce à sa série ininterrompue de gros points marqués depuis le début de saison, mais Sainz revient (102 points). Les positions restent stables derrière avec Hamilton (77 points), Norris (50 points), Bottas (46 points), Ocon (39 points) et Alonso (18 points), qui sort Gasly (16 points) du top 10. Red Bull Racing totalise 235 points mais Ferrari (199 points) en marque plus à Montréal. Mercedes (134 points) est un solide troisième, devant McLaren (59 points), Alfa Romeo (41 points) et Alpine (40 points) ; suivent AlphaTauri (17 points), Haas (15 points), Aston Martin (7 points) et Williams (3 points).

### Grand Prix de Grande-Bretagne

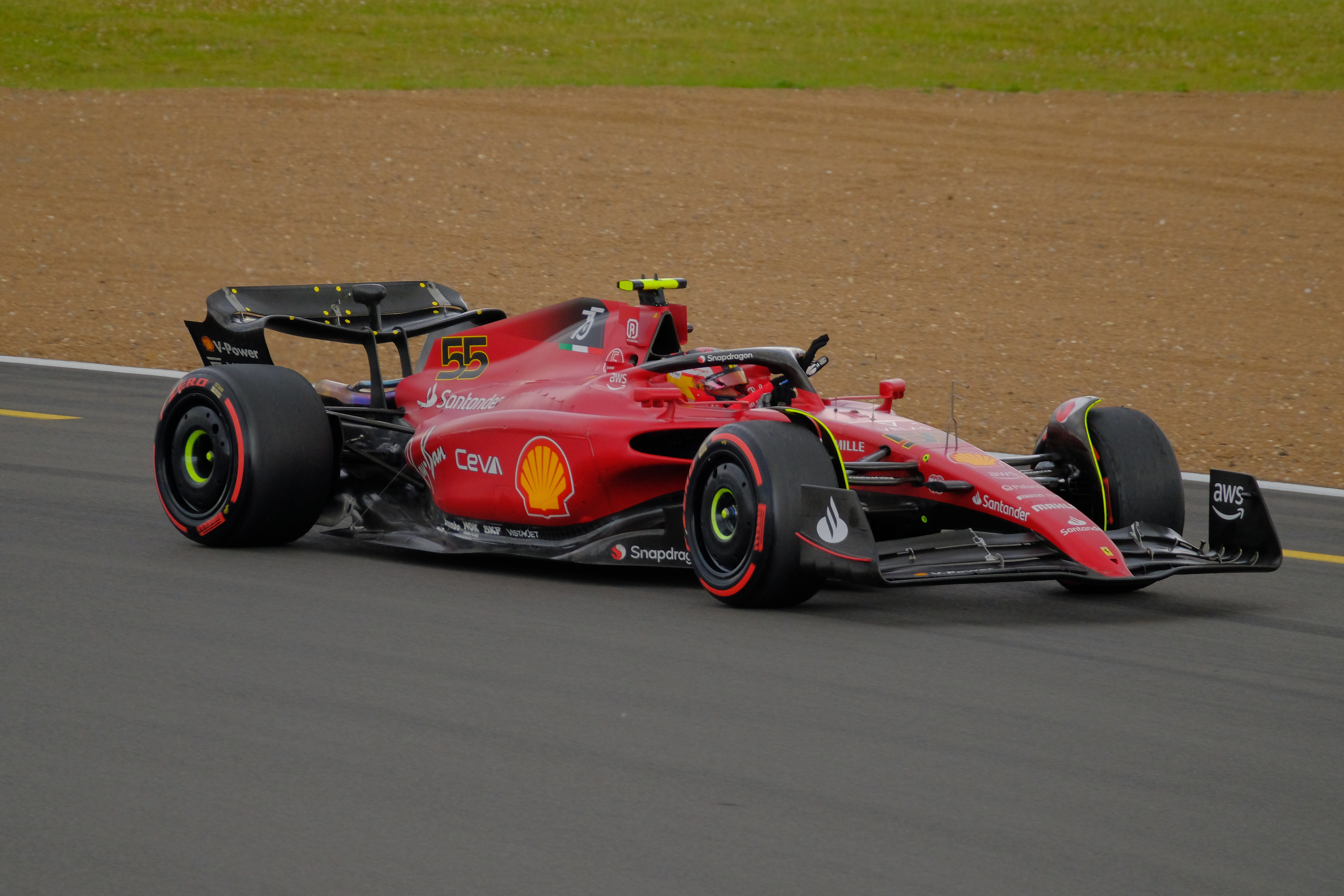
Carlos Sainz Jr. victorieux pour la première fois en Formule 1 à l'occasion de son Grand Prix.

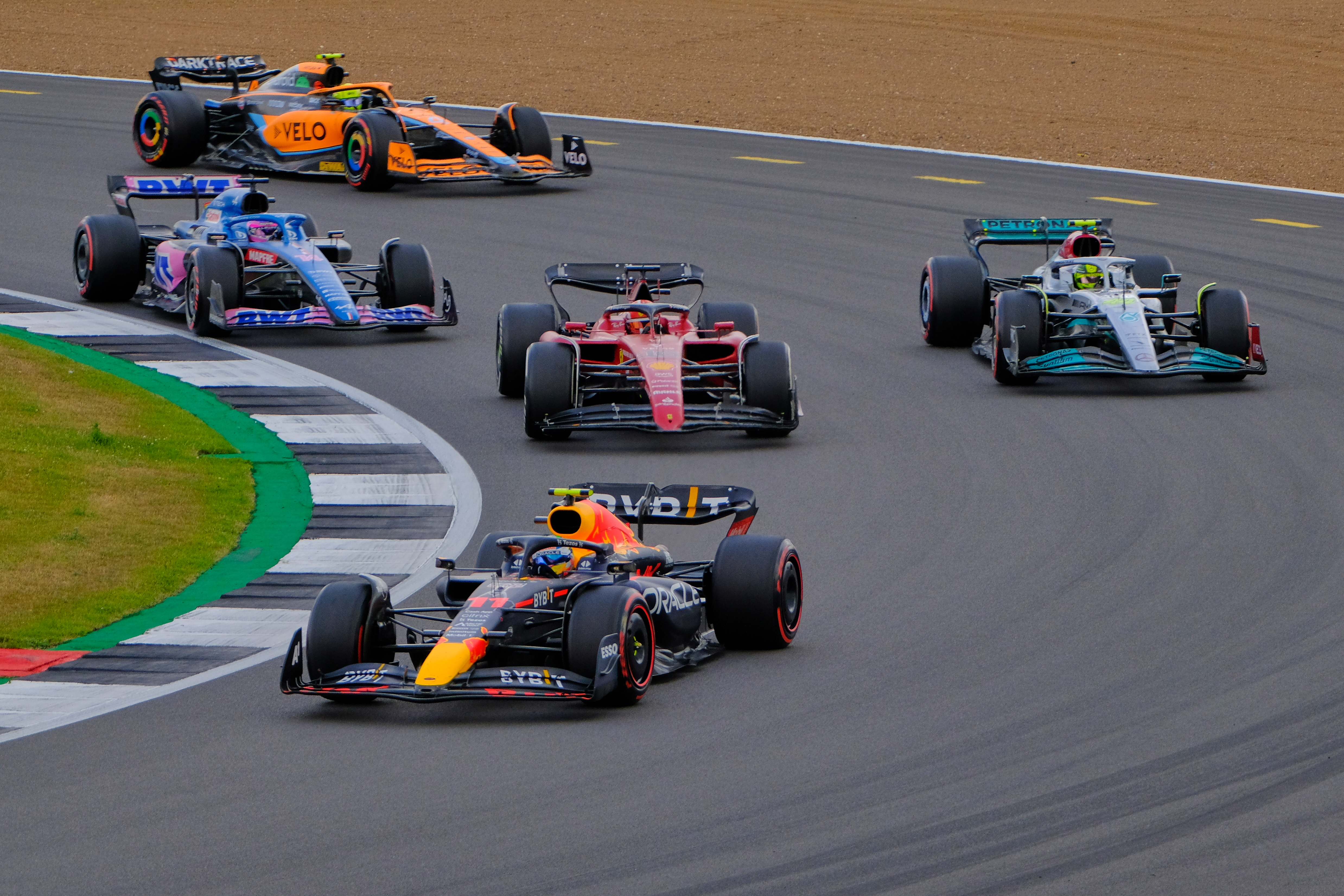
Pérez, Leclerc, Hamilton, Alonso et Norris en bataille pour le podium lors des derniers tours.

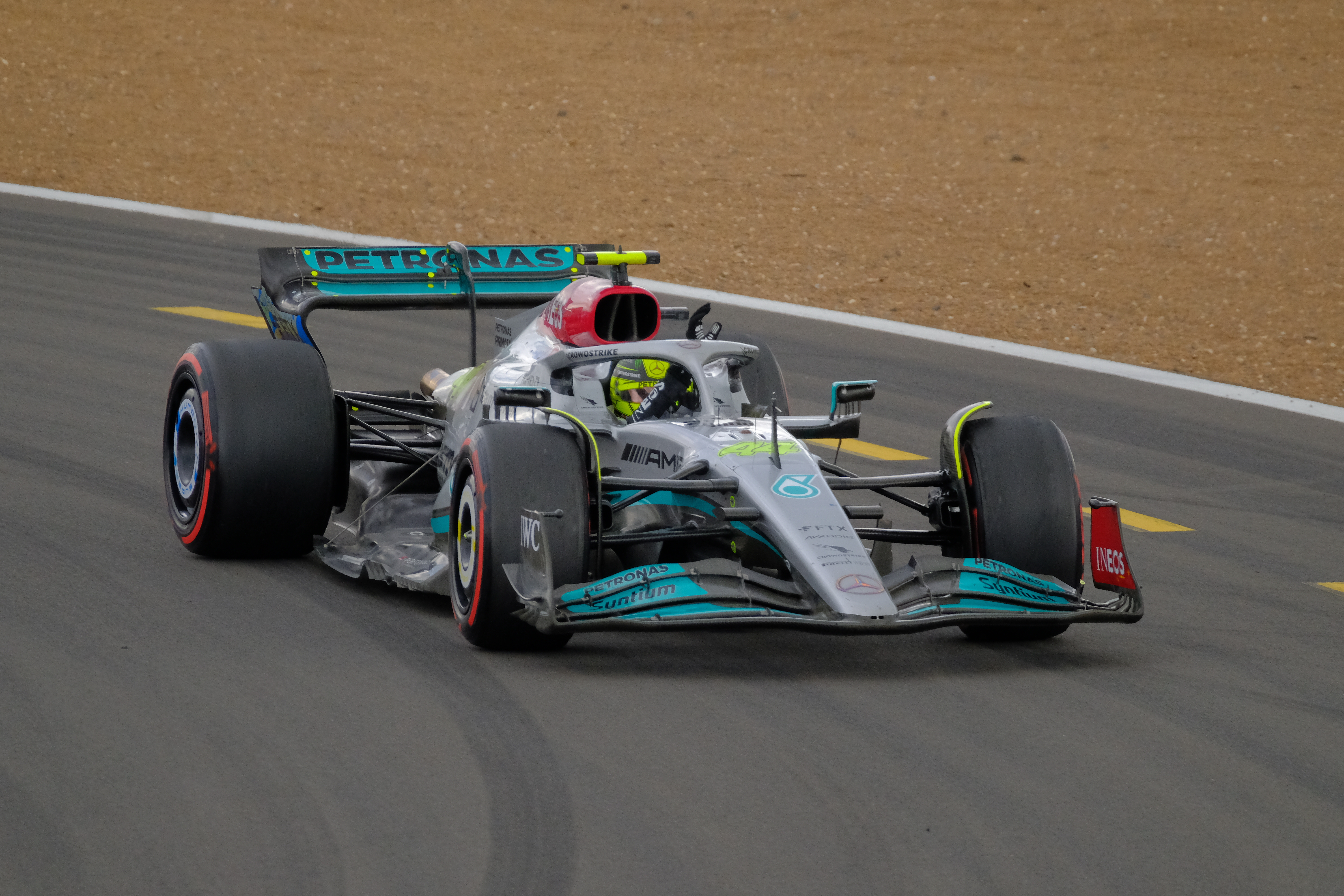
Lewis Hamilton saluant la foule à l'arrivée du Grand Prix, signant son dixième podium consécutif à Silverstone.

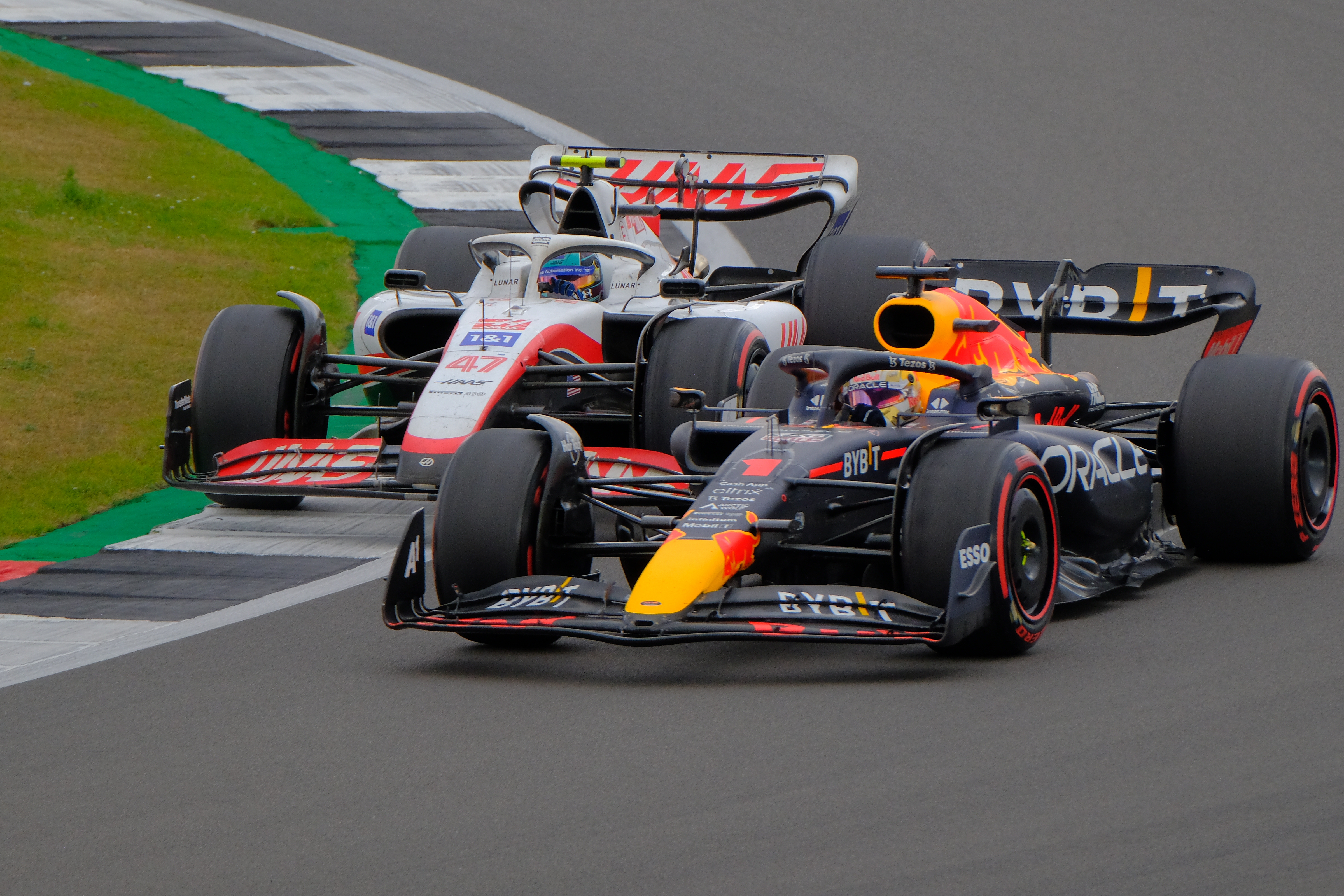
Max Verstappen et Mick Schumacher luttant pour la septième place. Premiers points inscrits en carrière de F1 pour l'Allemand.

Lors d'une séance de qualifications débutée sur une piste détrempée et disputée en pneus intermédiaires, Max Verstappen domine les deux premières phases qualificatives mais, en commettant une erreur dans chacun de ses tours lancés lors de la phase finale, ne peut empêcher Carlos Sainz Jr. d'obtenir sa première pole position en Formule 1 en cent-cinquante tentatives ; le Néerlandais échoue à 72 millièmes de seconde et accompagne son rival en première ligne. Leurs coéquipiers occupent la deuxième ligne, Charles Leclerc précédant Sergio Pérez. Lewis Hamilton, cinquième, s'élance devant son compatriote Lando Norris tandis que Fernando Alonso et George Russell sont en quatrième ligne. Zhou Guanyu, neuvième, réalise sa meilleure qualification depuis ses débuts et Nicholas Latifi, dixième, atteint, pour la première fois de sa carrière, la phase finale des qualifications.
La course est ponctuée dès le départ par un accident en cascade : en pleine accélération avant le premier virage, Pierre Gasly tente de s'infiltrer entre George Russell et Zhou Guanyu mais l'AlphaTauri AT03 touche la Mercedes W13 qui se met en travers et percute l'Alfa Romeo C42 qui se retourne. Glissant sur son arceau de sécurité, la machine traverse le bac à graviers sans ralentir, rebondit sur le mur de pneus et achève sa course contre les grillages qui protègent le public, retombant à l'envers, coincée entre ceux-ci et le rail qui protège la rangée de pneus. Dans le peloton, Valtteri Bottas lève le pied en apercevant le violent accident de son coéquipier et contraint Sebastian Vettel à monter sur ses freins. Alexander Albon, qui le suit, ne peut l'éviter : traversant la piste après avoir tapé le mur, la Williams FW44 accroche l'AlphaTauri de Yuki Tsunoda et l'Alpine A522 d'Esteban Ocon. Le drapeau rouge est instantanément brandi.
L'interruption dure près d'une heure, durant laquelle des nouvelles rassurantes de Zhou Guanyu et d'Alexander Albon sont données. Si Max Verstappen, en pneus tendres, a pris le meilleur sur Carlos Sainz en gommes medium à l'extinction des feux au premier départ, le pilote Ferrari lui résiste au deuxième départ et boucle les neuf premiers tours en tête mais il commet une petite erreur à la réaccélération dans Becketts, mettant deux roues dans le gazon ; Verstappen le dépasse dès lors dans Hangar Straight. Toutefois, peu de temps après, la Red Bull no 1 roule sur un débris de carbone et son comportement devient erratique ; contraint à rentrer au stand dans la douzième boucle, il ne jouera plus aucun rôle dans cette course et les Ferrari reprennent les commandes, devant Lewis Hamilton et Sergio Pérez. Après le ballet des arrêts au stand (Hamilton est en tête de la course du vingt-sixième au trente-troisième tour), Leclerc s'installe aux commandes à partir de la trente-quatrième boucle et augmente progressivement son avance sur son coéquipier. Les cartes sont rebattues quand Esteban Ocon gare son Alpine en panne en pleine ligne droite, ce qui provoque la sortie de la voiture de sécurité, au trente-neuvième tour. Sainz et Hamilton empruntent immédiatement la voie des stands pour se chausser en pneus tendres alors que Leclerc reste en piste.
Après la relance, au quarante-troisième tour, la course donne lieu à une série de passes d'armes spectaculaires notamment dues à la résistance acharnée de Leclerc face aux voitures chaussées de pneumatiques neufs et plus rapides que la sienne. Sainz le dépasse sans souci et file vers la première victoire de sa carrière après 150 départs. Pérez prend le meilleur sur Hamilton, se lance à l'attaque de Leclerc et, dans l'enchaînement Magotts-Becketts-Chapel alors qu'ils sont roue dans roue, Hamilton s'infiltre à l'intérieur pour un double dépassement qui fait hurler les tribunes de plaisir. Cette embellie pour la W13 est de courte durée : Pérez le reprend rapidement, de même que Leclerc. Au quarante-huitième tour, Hamilton repasse à l'attaque, déboîte, se porte devant, mais le Monégasque, resté pied au plancher dans Copse, lui résiste ; ils roulent un moment côte-à-côte puis le septuple champion du monde le dépasse. Ainsi, le podium est constitué à quatre tours de l'arrivée : victoire de Sainz, qui interrompt une série de six victoires consécutives de Red Bull, devant Pérez et Hamilton. Leclerc termine au pied du podium, furieux après son écurie. Fernando Alonso termine cinquième, juste devant Lando Norris. Verstappen ne peut pas faire mieux que septième en résistant aux assauts de Mick Schumacher dans les trois derniers tours. Huitième, il marque les premiers points de sa carrière. Sebastian Vettel et Kevin Magnussen prennent les points restants.
Au championnat du monde, Verstappen (181 points) conserve une avance de 34 unités sur son coéquipier Pérez, qui n'a que 9 points de plus que Leclerc (138 points). À la quatrième place, Sainz, désormais 112e vainqueur de Grand Prix, compte 127 points et dépasse Russell (111 points) qui n'a pas pu repartir après le crash du départ ; suivent Hamilton, sixième (93 points), Norris (58 points), Bottas (46 points) et les pilotes Alpine, Ocon (39 points) et Alonso (28 points). Chez les constructeurs, Red Bull (328 points) possède une large avance sur Ferrari (265 points) ; Mercedes est sur le podium avec 204 points et les trois écuries sont détachées par rapport à McLaren (73 points), Alpine (67 points), Alfa Romeo (51 points), AlphaTauri (27 points), Haas (20 points) et Aston Martin (18 points). Williams, avec 3 points, ferme la marche.

### Grand Prix d'Autriche

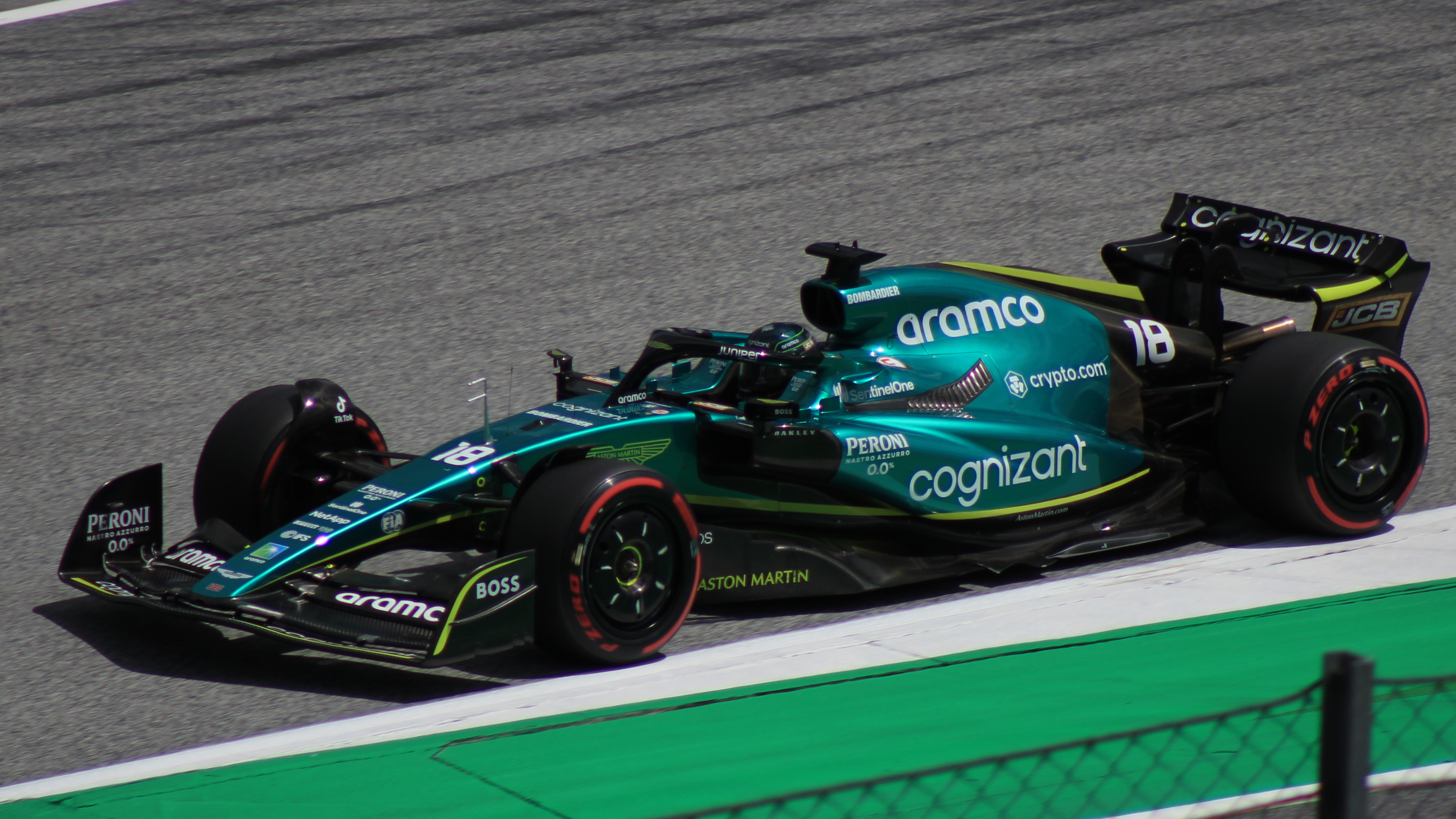
Lance Stroll au volant de la Aston Martin AMR22.

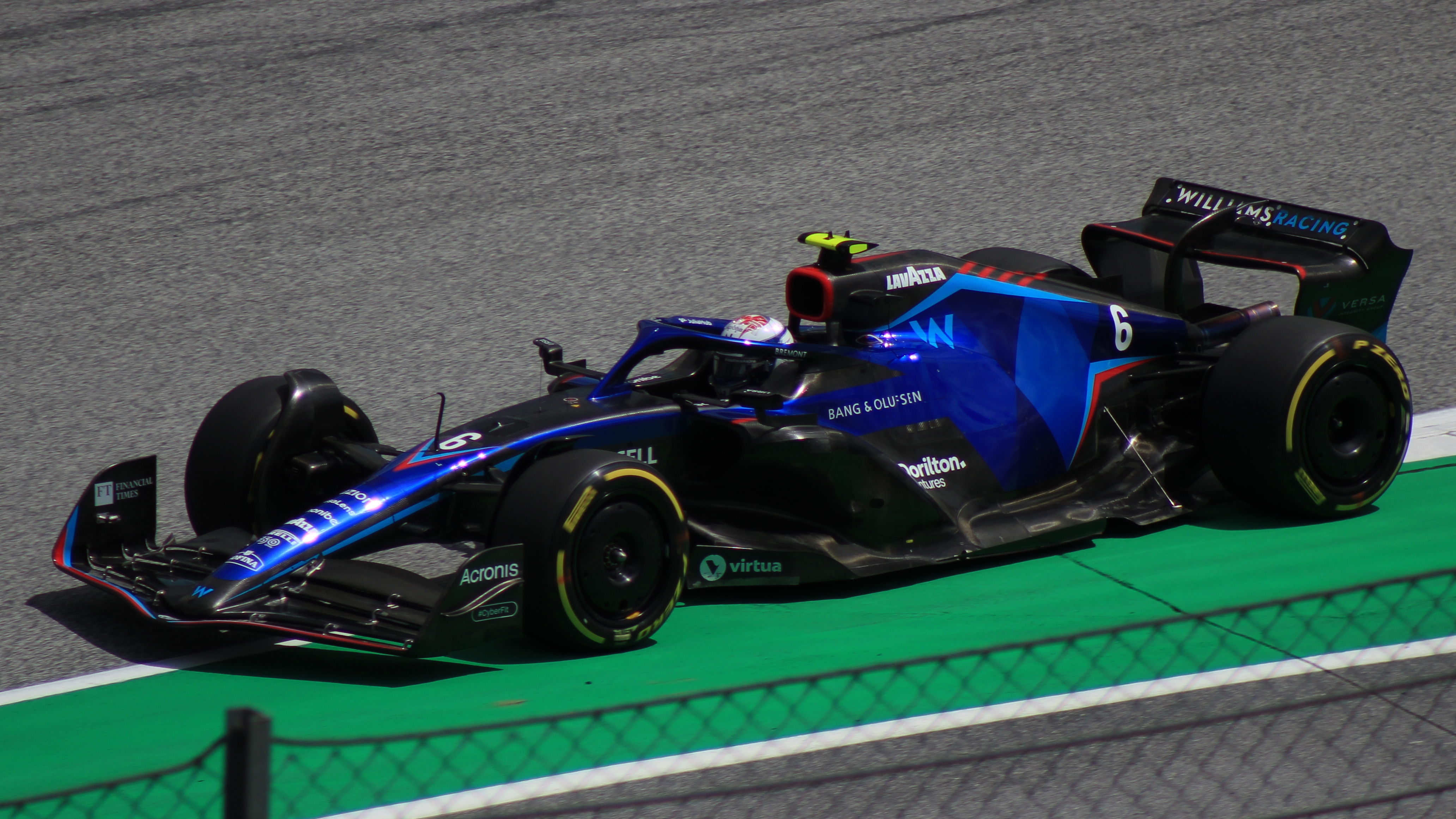
Nicholas Latifi au volant de la Williams FW44.

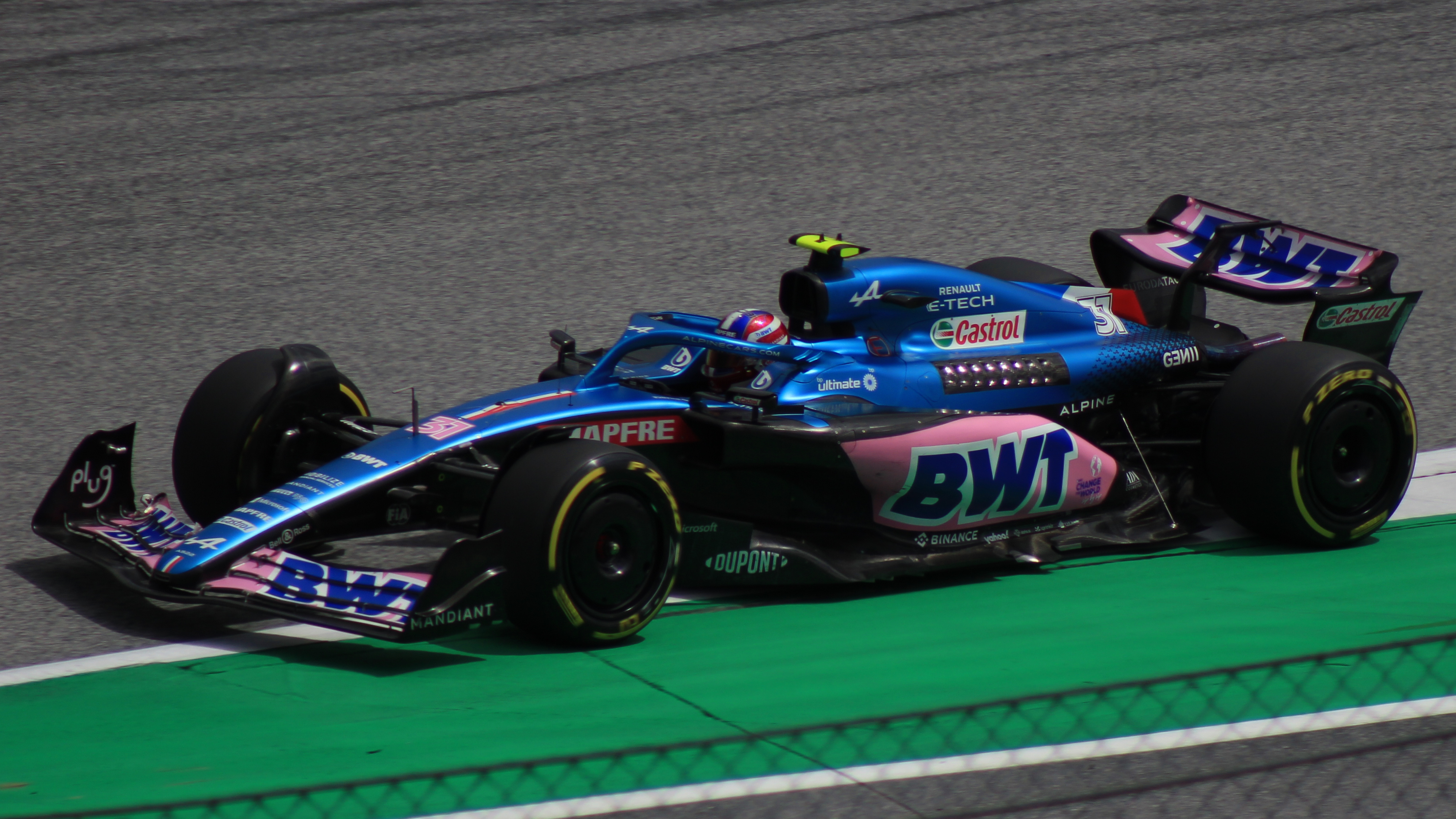
Esteban Ocon au volant de l'Alpine A522.

Alors que Charles Leclerc domine les deux premières phases de la séance de qualification, Max Verstappen, dans son ultime tour lancé, obtient sa troisième pole position de la saison, la seizième de sa carrière. Le Néerlandais devance Charles Leclerc de seulement 29 millièmes de seconde. Leurs coéquipiers occupent la deuxième ligne, Carlos Sainz Jr. précédant Sergio Pérez mais celui-ci voit tous ses temps réalisés en Q2 annulés, chute à la treizième place et cède sa position à George Russell. Esteban Ocon est en troisième ligne avec Kevin Magnussen tandis que Mick Schumacher, sur l'autre Haas, est en quatrième ligne devant Fernando Alonso. Lewis Hamilton et Pierre Gasly occupent la cinquième ligne. La séance a été interrompue à deux reprises en Q3, après les sorties de piste d'Hamilton dans le virage no 7 et de Russell dans le dernier virage.
La course sprint ne change rien à l'ordre de départ des deux premières lignes, Verstappen, Leclerc, Sainz et Russell conservant leurs positions. Pérez, parti treizième, tire son épingle du jeu en prenant la cinquième place, Ocon reculant d'une position. La quatrième ligne est constituée de Magnussen et Hamilton et la cinquième de Schumacher et Valtteri Bottas. Les grands perdants de l'exercice sont Alonso, qualifié huitième mais, non-partant, relégué en dernière position, et Gasly qui perd cinq places et s'élance quatorzième.
Grâce à une F1-75 supérieure à la RB18 tant en performance qu'en préservation des pneumatiques, et bien conseillé tactiquement par son équipe, Charles Leclerc dépasse trois fois Max Verstappen, aux douzième, trente-troisième et cinquante-troisième tours, pour remporter la cinquième victoire de sa carrière (sa première sans être parti de la pole position), sa troisième de la saison et ainsi obtenir son premier podium en cinq courses. S'il doit composer, dans les derniers tours, avec un accélérateur bloqué, il parvient à conserver un peu plus d'une seconde d'avance sur le Néerlandais en passant la ligne d'arrivée. Troisième à 41 secondes, Lewis Hamilton monte sur son troisième podium consécutif, le 186e de sa carrière.
Dans le premier tour, alors que Verstappen a pris les devants, Carlos Sainz redouble George Russell qui l'avait dépassé au départ ; le Britannique se retrouve aussitôt menacé par Sergio Pérez qui l'attaque à l'extérieur du virage no 3 mais se retrouve expédié en tête-à-queue après un contact. Le Mexicain, reparti dernier, abandonnera après 24 tours tandis que Russell est pénalisé d'un stop-and-go de cinq secondes. Très vite, les pneumatiques arrière de la RB18 du champion du monde se dégradent et Leclerc peut utiliser son aileron arrière mobile ; au dixième tour, il tente sa chance à l'intérieur au freinage de Remus mais son rival garde les commandes à la réaccélération ; il note toutefois à la radio : « Je ne vais pas pouvoir le tenir longtemps derrière moi ! » Deux tours plus tard, Leclerc, dans un trou de souris à l'intérieur du virage no 4, prend la tête de la course.
Verstappen s'arrête dès le treizième tour, laissant Sainz derrière son coéquipier ; il repart sixième mais ne met que quatre tours à revenir dans le trio de tête. Quand Leclerc, au vingt-sixième tour, puis Sainz une boucle plus tard, s'arrêtent, Verstappen reprend les commandes de la course. Leclerc, chaussé de neuf, comble rapidement l'écart de six secondes en améliorant plusieurs fois le record du tour et, au trente-troisième passage, dépasse facilement son rival au freinage du virage no 3. Verstappen procède à son deuxième arrêt au trente-septième tour et repart troisième.
Leclerc, mène confortablement l'épreuve lorsqu'il s'arrête, au cinquantième tour ; il est imité par son coéquipier au tour suivant. Il ne met que deux boucles à revenir sur Verstappen et, au cinquante-troisième passage, le dépasse pour la troisième fois, à l'intérieur du virage no 3 puis file vers la victoire. Sainz, victime d'une casse moteur, provoque une procédure de voiture de sécurité virtuelle au cinquante-huitième tour. En fin de course, le Monégasque est aux prises avec son accélérateur bloqué en position ouverte, mais conserve une seconde d'avance sur la ligne d'arrivée. Hamilton termine isolé à la troisième place, suivi par son coéquipier Russell à près d'une minute, puis par Ocon. Tous les autres pilotes sont relégués à un tour, à commencer par Mick Schumacher (dont la sixième place est son meilleur résultat) qui termine devant Norris, Magnussen, Ricciardo et Alonso qui prend le dernier point en jeu.
Au championnat du monde, Verstappen (208 points) a désormais 38 unités d'avance sur Leclerc (170 points). Pérez (151 points), devance  Sainz (133 points), Russell (128 points), Hamilton (109 points) et, plus loin, Norris septième (64 points) suivi par Ocon (52 points), Bottas (46 points) et Alonso, dixième avec 29 points. Red Bull Racing (359 points) est en tête du championnat des constructeurs, devant Ferrari (303 points) et Mercedes (237 points). Alpine (81 points) est quatrième à égalité de point avec McLaren ; suivent Alfa Romeo (51 points), Haas (34 points), AlphaTauri (27 points), Aston Martin (18 points) et Williams (3 points).

### Grand Prix de France

Pierre Gasly au volant de l'AlphaTauri AT03.

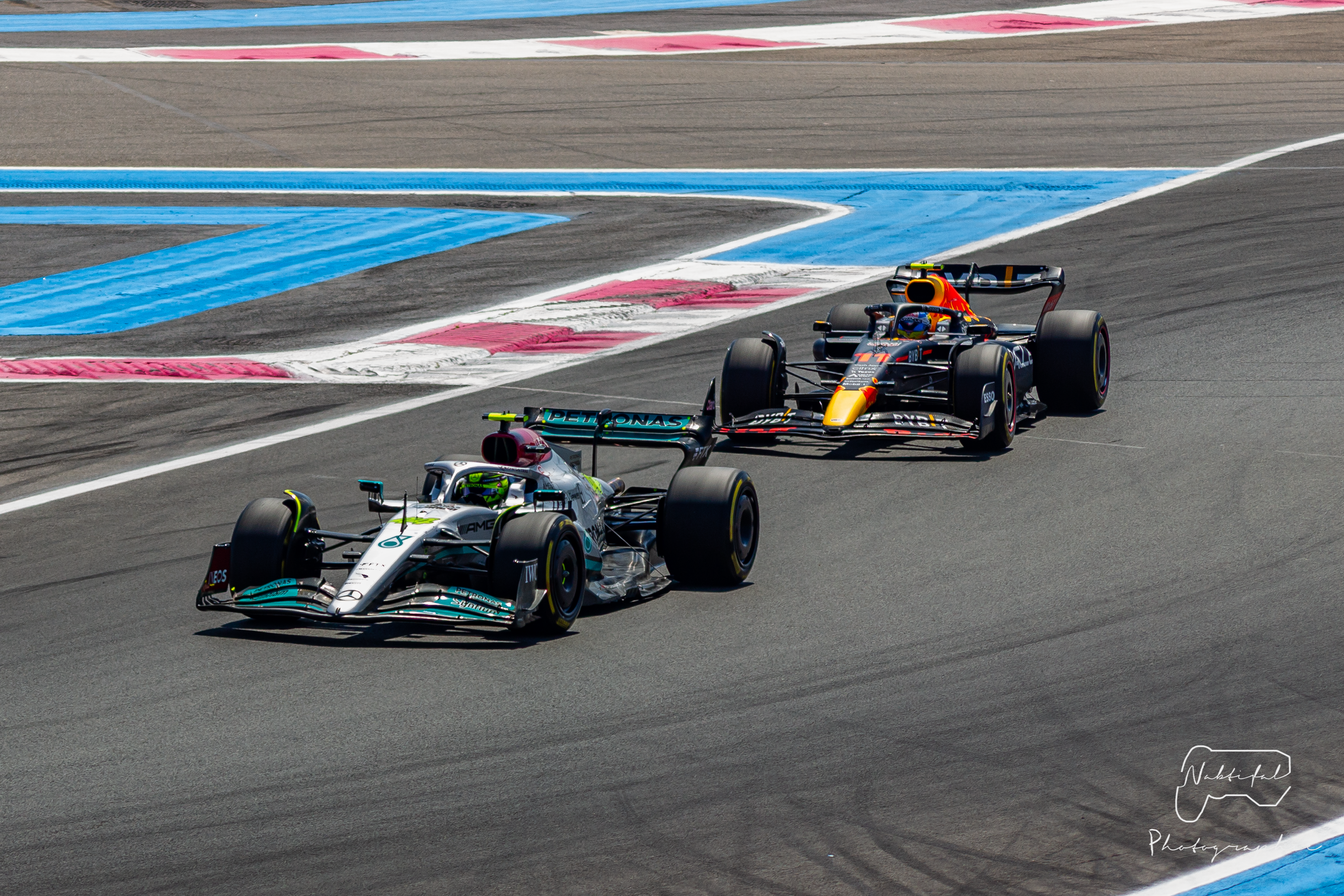
Lewis Hamilton, qui dispute en France son Grand Prix, devant Sergio Pérez.

Sebastian Vettel et Valtteri Bottas lors des essais libres.

Charles Leclerc obtient sa septième pole position de la saison et la seizième de sa carrière grâce à l'aide de Carlos Sainz Jr. qui, relégué en fond de grille pour changement complet du groupe propulseur de sa F1-75 et n'ayant rien à jouer, fait le nécessaire pour accéder en Q3 puis se positionne sur la piste pour donner l'aspiration à son coéquipier, dans la ligne droite de Mistral jusqu'à l'entrée de la courbe de Signes. Cela offre à Leclerc un gain aérodynamique qui lui permet de battre Max Verstappen de trois dixièmes de seconde. Sergio Pérez place l'autre Red Bull RB18 en deuxième ligne devant Lewis Hamilton. Auteur du cinquième temps, Lando Norris s'intercale entre les deux Mercedes W13 et part devant George Russell sur la troisième ligne. Fernando Alonso et Yuki Tsunoda font mieux que leur coéquipiers français en se partageant la quatrième ligne alors que Daniel Ricciardo et Esteban Ocon, qui n'ont pas atteint la Q3, accèdent à la cinquième ligne compte tenu des pénalités infligées à Sainz et à Kevin Magnussen.
Max Verstappen, en remportant son septième succès de l'année, creuse un écart de 63 points sur Charles Leclerc ; cette vingt-septième victoire en Formule 1 le voit devenir l'égal de Jackie Stewart. Le champion en titre bénéficie de l'abandon de son rival monégasque qui écrase sa Ferrari dans le mur de pneus du virage du Beausset après dix-huit tours alors qu'il roule en tête. Pour la première fois de la saison, les deux Mercedes sont sur le podium ; Lewis Hamilton, qui l'atteint pour la quatrième fois consécutive, passe la ligne d'arrivée devant George Russell après que ce dernier est parvenu à prendre le meilleur sur Sergio Pérez en fin de course.
Leclerc sort du premier virage en tête devant Verstappen alors qu'Hamilton, qui a pris un excellent départ, s'installe en troisième position devant Pérez. Russell subtilise la cinquième place à Alonso après trois boucles. Verstappen reste dans la zone d'activation du DRS de Leclerc durant les  premiers tours puis ses pneus surchauffent et l'écart se creuse légèrement. Il décide dès lors de changer de pneus, au seizième tour, et ressort cinquième. Leclerc, en tête dans sa dix-huitième boucle, perd l'arrière de sa F1-75 à la réaccélération dans le virage du Beausset, part en tête-à-queue puis tape le mur. Le Monégasque hurle de rage, d'autant qu'il ne parvient pas à enclencher la marche arrière pour se dégager. L'accident provoque la sortie de la voiture de sécurité et tous les pilotes, hormis Verstappen qui vient de s'arrêter, se chaussent de neuf. Le Néerlandais voit s'ouvrir devant lui un boulevard vers la victoire car Hamilton, deuxième, n'a aucun moyen de l'inquiéter.
Parti du fond de la grille, Sainz remonte jusqu'à la troisième place en dépassant Pérez dans le quarantième tour ; rappelé au stand pour un deuxième arrêt, il ressort huitième et doit dépasser Ricciardo, Norris et Alonso puis réaliser le meilleur tour en course pour terminer cinquième. Au cinquantième passage, Zhou Guanyu abandonne en bord de la piste, ce qui provoque une procédure de voiture de sécurité virtuelle. À la relance, George Russell dépasse Sergio Pérez dans le virage no 8 et lui ravit la troisième place. Derrière Sainz, Alonso profite de sa bonne position sur la grille de départ et d'un course solide pour finir sixième, devant Norris. Les deux Alpine sont dans les points, Esteban Ocon se classant huitième. Daniel Ricciardo prend les deux points de la neuvième place et Lance Stroll résiste aux assauts de son coéquipier Sebastian Vettel pour le dernier point en jeu.
Au championnat du monde, Verstappen (233 points) a désormais 63 unités d'avance sur Leclerc (170 points) soit plus de deux victoires d'écart. Pérez (163 points) ne compte que sept points de retard sur le Monégasque. Les positions restent stables derrière, avec Sainz (144 points), Russell (143 points), Hamilton (127 points) et, plus loin, Norris septième (70 points) suivi par Ocon (56 points), Bottas (46 points) et Alonso, dixième avec 37 points. Red Bull Racing (396 points) caracole en tête du championnat des constructeurs, devant Ferrari (314 points) et Mercedes (270 points). Alpine (93 points) subtilise la quatrième place à McLaren (89 points) ; suivent Alfa Romeo (51 points), Haas (34 points), AlphaTauri (27 points), Aston Martin (19 points) et Williams (3 points).

### Grand Prix de Hongrie
Alors qu'en fin de Q3 le combat pour la pole position semble opposer les deux pilotes Ferrari, Max Verstappen étant hors du coup en raison d'une perte de puissance de son moteur, et que Carlos Sainz Jr. prend le meilleur sur Charles Leclerc, George Russell le coiffe au poteau. Le Britannique obtient son premier départ en tête à son 73e Grand Prix et offre à Mercedes sa première pole position de la saison. Surpris d'avoir réussi cet exploit, il devient le cent-cinquième poleman de la Formule 1. Russell devance Sainz de 44 millièmes de seconde et Lando Norris, auteur du quatrième temps, accompagne Leclerc en deuxième ligne. Sur piste sèche, alors que les troisièmes essais libres se sont déroulés sous l'averse, les Alpine se hissent en troisième ligne, Esteban Ocon devant Fernando Alonso. Lewis Hamilton, septième mais qui aurait fait beaucoup mieux si son DRS n'avait pas refusé de s'ouvrir, partage la quatrième ligne avec son ancien coéquipier Valtteri Bottas. Victime d'un problème moteur, Verstappen, dixième et dernier de la Q3, s'élance en cinquième ligne derrière Daniel Ricciardo.
Malgré un 360° effectué en piste, Max Verstappen, en profitant des errements stratégiques de Ferrari et des excellents choix de son équipe qui privilégie un départ en pneus tendres et deux arrêt pour chausser des gommes medium, remporte sa huitième victoire de la saison et la vingt-huitième de sa carrière en remontant dix places. Il se ménage une telle avance au championnat avant les neuf dernières manches, qu'il fait déjà un pas vers un deuxième titre mondial. Lewis Hamilton, le plus rapide en piste en fin d'épreuve, termine deuxième et monte sur son cinquième podium consécutif. Comme en France une semaine plus tôt, son coéquipier George Russell l'accompagne sur le podium.
Parti de la pole position, Russell conserve la tête au premier virage, devant Sainz et Leclerc, alors qu'Hamilton dépasse d'emblée les Alpine puis Norris pour s'installer en quatrième position. Verstappen et Pérez remontent également vers l'avant de la course. Russell procède à son premier arrêt au seizième tour, suivi par Sainz. Leclerc chausse un train de pneus medium au vingt-et-unième tour, ressort devant son coéquipier, se cale dans les échappements de la W13 de Russell et prend la tête de la course au trente-et-unième tour grâce à un freinage tardif pour dépasser la Mercedes par l'extérieur du premier virage.
La course bascule quand Verstappen procède à son deuxième arrêt au trente-huitième tour ; Ferrari, qui veut couvrir sa stratégie, arrête Leclerc au tour suivant et le chausse de pneus durs qui s'avèrent totalement inadaptés et provoquent, selon les termes du pilote, « un carnage » pour la tenue de route en particulier et pour sa course en général. En effet, au quarante-et-unième tour, Verstappen le double sans aucune difficulté. Une boucle plus tard, le Néerlandais, parti en toupie sur la piste, repart aussitôt à l'attaque de la Ferrari qu'il double, à nouveau, au quarante-sixième tour. Pendant ce temps, Sainz puis Hamilton ont pris la tête de la course avant de chausser, tous deux, des pneus tendres ; ils laissent dès lors Verstappen filer vers la victoire. Leclerc doit rentrer au stand pour la troisième fois au cinquante-quatrième tour pour s'équiper de gommes tendres plus efficaces et se retrouve sixième jusqu'à la ligne d'arrivée. Russell et Hamilton dépassent Sainz, puis le septuple champion du monde réalise le meilleur tour dans son cinquante-septième passage et prend la deuxième place, à cinq tours de l'arrivée, en dépassant son coéquipier. Sainz tente, sans succès, de revenir sur Russell, tout comme Pérez essaye de se rapprocher de Sainz et Leclerc du Mexicain. Ils finissent cet ordre, les pilotes Ferrari à nouveau hors du podium et Sergio Pérez intercalé au cinquième rang. Septième, mais très loin des pilotes des trois écuries qui le précèdent, Lando Norris est le dernier dans le tour du vainqueur. Les Alpine sont une nouvelle fois dans les points, Ocon huitième et Alonso neuvième ; Sebastian Vettel, qui vient d'annoncer sa retraite à l'issue de la saison, prend le dernier point restant devant son coéquipier Lance Stroll.
Verstappen (258 points) possède désormais 80 unités d'avance (plus de trois Grands prix d'avance) sur Leclerc (178 points) à la trève estivale. Troisième, Pérez (173 points) se rapproche de Leclerc ; suivent Russell (158 points), Sainz (156 points) et Hamilton (146 points). Bien plus loin, Norris (76 points) est septième devant Ocon (58 points), Bottas (46 points) et Alonso (41 points). Chez les constructeurs, Red Bull Racing (431 points) possède presque 100 points d'avance sur Ferrari (334 points) qui est désormais talonné par Mercedes (304 points). Alpine (99 points) est quatrième devant McLaren (95 points). Suivent Alfa Romeo (51 points), Haas (34 points), AlphaTauri (27 points), Aston Martin (20 points) et Williams (3 points).

### Grand Prix de Belgique
Ce Grand Prix marque l'entrée dans la deuxième partie du championnat après la trêve estivale qui suit le Grand Prix de Hongrie. La grille de départ est totalement différente des qualifications puisque neuf pilotes accumulant les pénalités moteur, dont quatre ayant atteint la Q3, sont rejetés au fond ou obligés de partir depuis la voie des stands. Ainsi, Max Verstappen, auteur du meilleur temps, s'élance quatorzième ; il devançait de plus d'une demi-seconde Carlos Sainz Jr. qui, bien que frustré par cet écart, obtient la seconde pole position de sa carrière, accompagné en première ligne par Sergio Pérez. Quatrième et cinquième temps, Charles Leclerc et Esteban Ocon partent quinzième et seizième, permettant à Fernando Alonso de devancer Lewis Hamilton sur la deuxième ligne. Huitième et neuvième de la Q3, George Russell et Alexander Albon se partagent la troisième ligne. Daniel Ricciardo qui n'a pas atteint la Q3, part de la quatrième ligne tandis que Pierre Gasly, à cause d'un problème moteur s'élance de la voie des stands, de même que son coéquipier Yuki Tsunoda. Les coéquipiers Lance Stroll et Sebastian Vettel se partagent la cinquième ligne, Nicholas Latifi et Kevin Magnussen complètent la sixième ligne.
Évoluant, selon les propos de son coéquipier comme dans ceux de ses rivaux de Ferrari, « sur une autre planète », Max Verstappen taille son chemin dans le peloton, se retrouve en tête après seulement douze tours puis définitivement après le ballet des arrêts au stand en débordant Carlos Sainz dans la dix-huitième boucle ; il s'attribue ensuite le point du meilleur tour et remporte sa neuvième victoire de la saison avec plus de dix-sept secondes d'avance sur Sergio Pérez qui permet à Red Bull Racing d'obtenir son vingt-et-unième doublé. Après avoir gagné en Hongrie en partant du dixième rang, le Néerlandais s'impose, pour la vingt-neuvième fois de sa carrière, en s'élançant quatorzième et en étalant sa supériorité combinée à celle de sa RB18 pour foncer vers un potentiel deuxième titre mondial consécutif. N'étant pas en mesure de rivaliser avec les Red Bull, Carlos Sainz sauve sa place sur le podium en maintenant un faible écart sur la Mercedes de George Russell.
Troisième sur la grille, Fernando Alonso est accroché par Lewis Hamilton après quelques virages, quand le septuple champion du monde le déborde et referme brutalement la porte ; les roues des monoplaces s'engrènent, la Mercedes décolle et retombe abimée au point qu'Hamilton abandonne, alors que l'Espagnol peut continuer. Dans le troisième tour, toute la stratégie de Charles Leclerc, déjà neuvième dans le sillage de Verstappen, est remise en cause par un tear-off (plastiques de protection de visière) retiré par ce dernier, venu se loger dans l'écope de frein avant droit de la F1-75 et provoquant la surchauffe ; Il rentre au stand pour l'enlever et chausser des pneus medium, repartant dix-septième alors que Verstappen double un à un tous ses rivaux sur son chemin, en route vers la tête de la course. À deux boucles du but, Leclerc, cinquième devant Alonso, rentre chausser des pneus tendres pour remporter le point du meilleur tour en course. Ce pari s'avère doublement perdant puisqu'il ressort derrière Alonso, perd du temps à le doubler et n'est pas en mesure de battre le temps de Verstappen ; de plus, il est pénalisé de cinq secondes pour un excès de vitesse dans la voie des stands et laisse le cinquième rang à l'Espagnol pour se contenter des huit points de la sixième place. Auteur d'un premier double dépassement sur Ricciardo et Latifi au quinzième tour puis d'un second sur Vettel et Gasly au bout de la ligne droite de Kemmel au trente-cinquième tour, Esteban Ocon termine septième devant eux, Gasly marquant pour la première fois depuis le Grand Prix d'Azerbaïdjan alors qu'Alexander Albon prend le dernier point en jeu.
Avec 284 points, Verstappen a creusé un gouffre en tête du championnat, avec 93 points d'avance sur son plus proche poursuivant, son coéquipier Pérez (191 points) qui dépasse Leclerc (186 points) ; Helmut Marko affiche désormais comme objectif un doublé de ses pilotes au championnat du monde. Sainz, désormais quatrième (171 points) devance les pilotes Mercedes Russell (170 points) et Hamilton (146 points) ; plus loin, Norris reste septième (76 points), suivi par Ocon (64 points), Alonso (51 points) et Bottas (46 points). Chez les constructeurs, Red Bull Racing (475 points) prend le large devant Ferrari (357 points), Mercedes (316 points) complétant un trio nettement détaché ; Alpine, quatrième (115 points), prend de l'avance sur McLaren (95 points). Suivent Alfa Romeo (51 points), Haas (34 points), AlphaTauri (29 points), Aston Martin (24 points) et Williams (4 points).

### Grand Prix des Pays-Bas
Malgré des soucis de boîte de vitesses lors de la première séance d'essai et une performance moyenne lors de la seconde, Max Verstappen obtient la pole position de son Grand Prix national, avec seulement 21 millièmes de seconde d'écart sur Charles Leclerc. Sergio Pérez, parti à la faute dans le dernier virage lors de la Q3, empêche ses rivaux de progresser dans les ultimes instants de la session. Carlos Sainz Jr. et Lewis Hamilton occupent la deuxième ligne tandis que Pérez et George Russell s'élancent de la troisième ligne. Suivent Lando Norris, flanqué de Mick Schumacher puis Yuki Tsunoda et Lance Stroll.
Au départ, Verstappen se place à l'intérieur du premier virage et conserve la tête. Si un contact entre Sainz et Hamilton au premier virage n'engendre aucun souci, le drapeau jaune est déployé dès le deuxième tour lorsque Kevin Magnussen tire tout droit dans le gravier ; il reprend la course en queue de peloton. Verstappen adopte immédiatement un rythme qui le met à l'abri du déploiement de l'aileron arrière mobile de Leclerc. Les premiers changements de pneumatiques débutent à partir du dixième tour, certains pilotes constatant une dégradation plus importante que prévu. Au quinzième tour, sous la menace des Mercedes chaussées en medium, Pérez et Sainz passent le même type de gomme ; la Scuderia oublie de sortir un des pneumatiques et fait perdre plus de dix secondes à son pilote qui ressort onzième. Au dix-huitième tour, Hamilton et Russell occupent la tête de l'épreuve après les arrêts de Leclerc et de Verstappen qui couvre la stratégie de Ferrari en passant des medium. Hamilton conserve la première place jusqu'au vingt-neuvième tour ; la remontée de Verstappen conduit son équipe à le faire rentrer pour s'orienter vers une stratégie à un seul arrêt en chaussant des gommes dures ; Russell l'imite au trente-deuxième tour. Un drapeau jaune est déployé au quarante-quatrième tour lorsque Tsunoda, qui croit qu'un de ses pneumatique a été mal fixé, s'arrête en bord de piste. Il rentre au stand, change de pneumatiques et abandonne dans la foulée, provoquant un nouveau drapeau jaune puis le régime de voiture de sécurité virtuelle. De nombreux pilotes en profitent pour rentrer au stand, y compris le trio de tête constitué de Verstappen, Hamilton et Russell qui adoptent des stratégies différentes : pneus durs pour Red Bull, medium pour les Mercedes. Verstappen conserve une avance de plus de dix secondes sur Hamilton. Au cinquante-cinquième tour, l'abandon soudain de Valtteri Bottas conduit à la sortie de la voiture de sécurité. Si la plupart des pilotes passent chausser des gommes tendres pour boucler les quinze derniers tours, Mercedes laisse Hamilton, qui vient de repasser en tête après l'arrêt de Verstappen, en piste ; Russell choisit quant à li de repasser par son stand. Sainz écope d'une pénalité de cinq secondes pour avoir été relâché imprudemment devant Alonso dans la voie des stands. Lorsque la voiture de sécurité rentre, au soixantième tour, Hamilton, bien que talonné par Verstappen en gommes neuves, relance l'épreuve à l'entame du banking, et se fait inexorablement dépasser par son rival ; il est ensuite doublé par son coéquipier puis par Leclerc et laisse éclater sa colère auprès de son équipe à qui il incombe l'erreur stratégique de l'avoir laissé en piste. Verstappen conclut la course avec un hat-trick, devant Russell et Leclerc.
Avec 310 points et 109 points d'avance sur Leclerc, Verstappen domine le championnat du monde. Leclerc (201 points) se retrouve à égalité de points de Sergio Pérez qui occupe la troisième place. Russell (188 points) devance Sainz (175 points) et Hamilton (158 points) ; Norris, septième avec 82 point, est suivi par Ocon (66 points), Alonso (59 points) et Bottas (46 points). Chez les constructeurs, Red Bull Racing (511 points) creuse un écart de 135 points sur Ferrari (376 points) ; Mercedes (346 points) pointe à 3 longueurs ; suivent Alpine (155 points), McLaren (101 points), Alfa Romeo (51 points), Haas (34 points), AlphaTauri (29 points), Aston Martin (25 points) et Williams (4 points).

### Grand Prix d'Italie
À sa deuxième tentative dans la troisième phase des qualifications, Charles Leclerc, en combinaison et casque jaunes, réalise sa huitième pole position de la saison et la dix-septième de sa carrière sous les clameurs des tifosi. Max Verstappen et son coéquipier Carlos Sainz Jr., qui ont bataillé contre lui et réalisé les deuxième et troisième temps, font partie des neuf pilotes pénalisés pour le changement hors quota de tout ou partie de leurs unités de puissance ; la grille de départ s'en retrouve totalement redessinée. Ainsi, George Russell, initialement sixième, accompagne le pilote Ferrari en première ligne, Lando Norris et Daniel Ricciardo occupent la deuxième ligne tandis que Pierre Gasly et Fernando Alonso remontent jusqu'à la troisième ligne. Nyck de Vries, pour sa première course en remplacement d'Alexander Albon hospitalisé pour une appendicite, se retrouve en quatrième ligne, huitième derrière Verstappen, alors que Zhou Guanyu et Nicholas Latifi s'invitent sur la cinquième ligne.
Irrésistible au volant d'une RB18 qui l'est tout autant, Max Verstappen remporte sa cinquième victoire consécutive, sa onzième de la saison et la trente-et-unième de sa carrière. Sa monoplace dégradant moins ses pneumatiques que la F1-75 de Charles Leclerc, il le domine nettement bien que parti du septième rang et file vers la victoire lorsque l'abandon en bord de piste de Daniel Ricciardo provoque la sortie de la voiture de sécurité pour les six derniers tours, la course s'achevant dès lors au ralenti. George Russell, troisième, monte sur son septième podium de la saison tandis que Carlos Sainz Jr. et Lewis Hamilton remontent chacun quatorze places pour se classer quatrième et cinquième.
En tête depuis le départ et chaussé de gommes tendres, alors qu'il n'a suffi que de cinq tours à Verstappen pour atteindre la deuxième place, Leclerc profite d'une voiture de sécurité virtuelle après l'abandon de Sebastian Vettel pour chausser des pneus medium dès le douzième tour ; parti pour une stratégie à deux arrêts, il laisse les commandes au champion du monde qui n'effectue qu'un seul arrêt, à la vingt-cinquième boucle. Lorsque le monégasque repasse au stand à vingt tours de l'arrivée, il ressort avec vingt secondes de retard sur Verstappen et ne réussit pas à remonter sur lui ensuite. Le pilote Red Bull fonce tranquillement vers la victoire quand Daniel Ricciardo abandonne en bord de piste, ce qui nécessite la sortie de la voiture de sécurité pour neutraliser l'épreuve, une grue étant requise pour dégager la monoplace. La meute suit la Safety-car jusqu'à l'arrivée alors que deux retardataires roulent entre Verstappen et Leclerc qui ont, inutilement, effectué un « arrêt gratuit » pour passer tous deux des pneus tendres dans l'éventualité d'un affrontement qui n'aura pas eu lieu.
George Russell, qui a roulé pour le podium durant toute la course doit le défendre face à Carlos Sainz, remonté du dix-huitième rang ; leurs positions se figent lors de la neutralisation de fin de course. Lewis Hamilton, parti dix-neuvième, se classe cinquième. Sergio Pérez, rappelé au stand à dix tours de l'arrivée pour s'attribuer le point bonus du meilleur tour qu'il réalise dans la quarante-sixième boucle, se classe sixième et devance Lando Norris et Pierre Gasly qui a roulé durant toute la course dans les échappements de la McLaren de Ricciardo jusqu'à son abandon. À la neuvième place, Nyck de Vries, qui remplaçait au pied levé d'Alexander Albon, marque deux points pour Williams dès sa première course en Formule 1 ; Zhou Guanyu prend le point restant.
Avec 335 points à six courses de la fin, Verstappen peut mathématiquement être sacré champion du monde, pour la deuxième fois consécutive, dès le prochain Grand Prix, à Singapour. Leclerc (219 points) n'est pas assuré de la deuxième place finale, face à Pérez (210 points) et Russell (203 points) ; Sainz (187 points) cinquième, devance Hamilton (168 points). Plus loin, Norris (88 points) tient le septième rang devant Ocon (68 points), Alonso (59 points) et Bottas, dixième (46 points). Chez les constructeurs, Red Bull Racing (545 points) possède une avance de 139 unités sur Ferrari (406 points). Mercedes (371 points) complète un trio nettement détaché par rapport à Alpine (125 points et qui n'a pas marqué à Monza), toujours sous la menace de McLaren (107 points) ; suivent Alfa Romeo (52 points), Haas (34 points), AlphaTauri (33 points), Aston Martin (25 points) et Williams (6 points).

### Grand Prix de Singapour
Après une averse qui a perturbé la troisième séance d'essais libres, les pilotes roulent encore en pneus intermédiaires lors des deux premières phases des qualifications ; la piste s'asséchant, tous chaussent les pneus tendres pour la Q3. Pour trouver de l'adhérence et amener les gommes à bonne température sur un tracé qui s'améliore au fur et à mesure, ils enchaînent les tours durant les douze minutes allouées, sans passer par les stands. Dans cette unique et longue séquence, alors que Lewis Hamilton semble en mesure d'obtenir son premier départ en tête de la saison, Charles Leclerc obtient sa neuvième pole position en 2022, la dix-huitième de sa carrière. Il est accompagné en première ligne par Sergio Pérez. Hamilton, troisième, devance Carlos Sainz Jr. en deuxième ligne ; Fernando Alonso se hisse en troisième ligne aux côtés de Lando Norris. Pierre Gasly, septième, part devant Max Verstappen qui a dû avorter son dernier tour à cause d'un manque d'essence dans son réservoir alors qu'il avait battu les records des deux premiers secteurs ; la cinquième ligne est composée de Kevin Magnussen et Yuki Tsunoda.
Après Monaco, Sergio Pérez remporte sa seconde victoire de la saison, la quatrième de sa carrière. Sur un autre tracé urbain, il s'impose, au bout des deux heures maximales règlementaires, en menant l'intégralité de l'épreuve et en surmontant trois procédures de voiture de sécurité virtuelle, deux sorties de la Safety-Car et une pénalité de cinq secondes pour avoir laissé trop d'écart derrière elle. Le départ du Grand Prix est retardé d'une heure en raison d'une grosse averse et les pilotes roulent en pneus intermédiaires jusqu'à la mi-course puis passent les slicks dans les spécifications medium ou tendres. Le podium se décide dès l'extinction des feux lorsque le Mexicain prend un meilleur départ que Leclerc, en pole position, qui n'aura ni l'occasion de lui contester la victoire ni celle de conserver un écart inférieur à cinq secondes en fin de course dans la perspective de profiter de la pénalité infligée à son rival. Quatrième sur la grille, Carlos Sainz profite du mauvais départ d'Hamilton pour passer le premier virage au troisième rang et le garder jusqu'au bout.
Max Verstappen qui pouvait remporter un deuxième titre mondial à Singapour, va de déconvenue en déconvenue ; il déclenche malencontreusement son système anti-calage au départ et se retrouve douzième à l'issue du premier tour. Remonté au cinquième rang, il perd patience derrière Lando Norris et, au trente-neuvième passage, après une attaque précipitée, tire tout droit dans l'échappatoire en faisant un méplat sur ses pneus, l'obligeant à rentrer au stand dont il ressort dernier. Il parvient finalement à prendre les points de la septième place, en dépassant Hamilton puis Sebastian Vettel dans les derniers tours. Norris et son coéquipier Daniel Ricciardo, en jouant parfaitement avec les différentes neutralisations, tirent leur épingle du jeu en se classant quatrième et cinquième, permettant à McLaren de reprendre à Alpine, dont aucune voiture n'est à l'arrivée, vingt-deux points et la quatrième place du championnat des constructeurs.
La course est également très difficile pour Lewis Hamilton, qui avoue n'avoir jamais trouvé l'adhérence avec sa W13, la plantant dans les barrières TechPro au trente-troisième tour pour péniblement rallier l'arrivée à la neuvième position. Devant lui, outre Verstappen, figurent les deux Aston Martin AMR22 de Lance Stroll (solide sixième, son meilleur résultat de la saison) et Sebastian Vettel (huitième). Pierre Gasly, qui a perdu le bénéfice de sa position sur la grille en anticipant trop son arrêt au stand, se contente du point de la dixième place.
Au championnat du monde, Verstappen (341 points) a 104 unités d'avance sur Leclerc (237 points) et 106 sur Pérez (235 points). Alors que le Néerlandais peut être sacré dès le Grand Prix du Japon, seuls Leclerc et son coéquipier Pérez reste en lice pour le titre. Russell (203 points) quatrième voit fondre son avance sur Sainz (202 points). Hamilton (107 points) est sixième devant Norris (100 points) ; plus loin, Ocon (66 points) est suivi par Alonso (59 points) et Bottas (46 points). Chez les constructeurs, Red Bull Racing (576 points) fonce vers son cinquième titre constructeurs (après ceux obtenus de 2010 à 2013) alors qu'au deuxième rang Ferrari (439 points) augmente sa marge sur Mercedes (373 points). McLaren (129 points) subtilise la quatrième place à Alpine (125 points). Le sixième rang reste en jeu entre Alfa Romeo (52 points), Aston Martin (37 points) ainsi qu'AlphaTauri et Haas (34 points chacun). Williams ferme la marche avec 6 points.

### Grand Prix du Japon

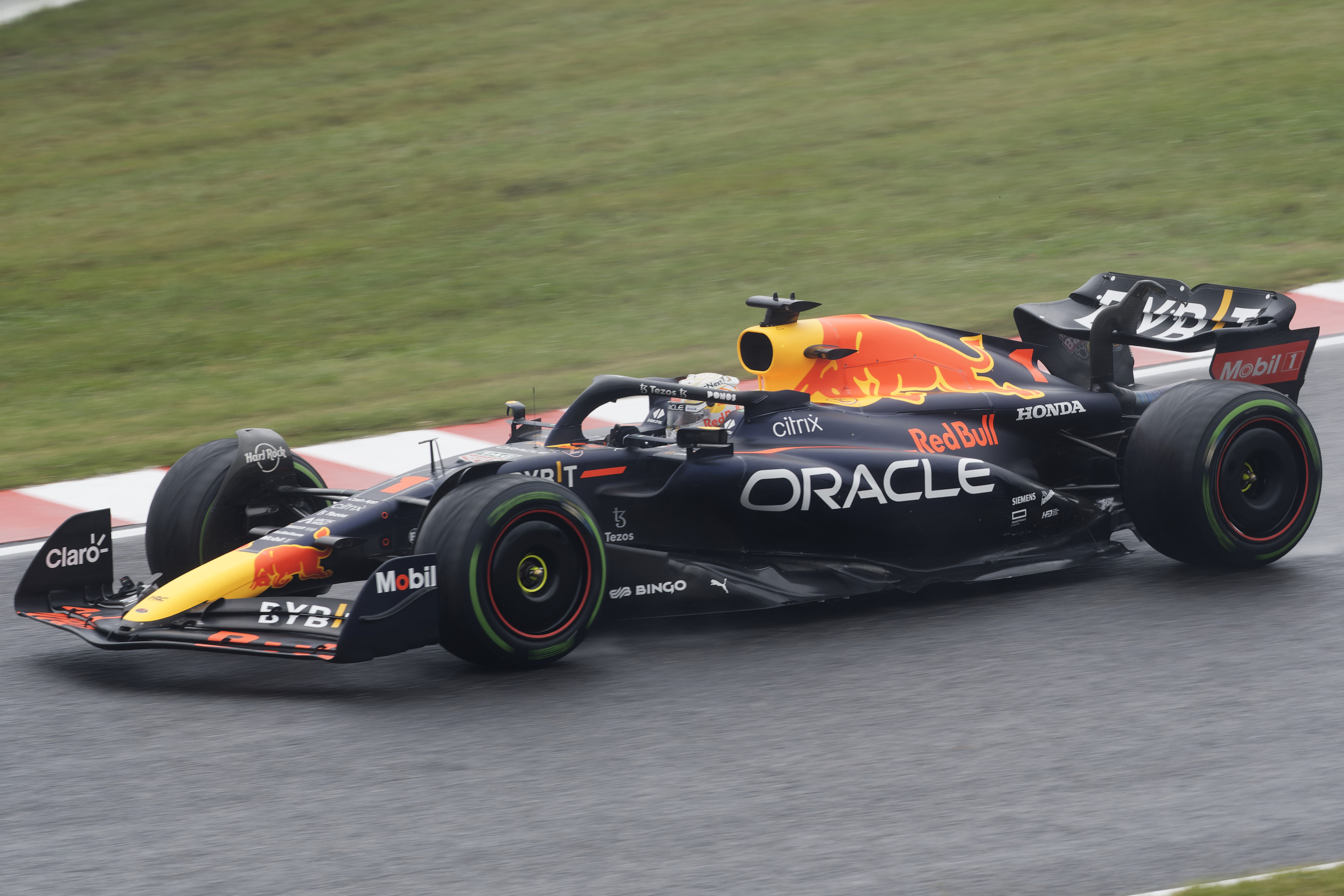
Max Verstappen lors la deuxième séance des essais libres.

Max Verstappen obtient sa cinquième pole position de la saison, la dix-huitième de sa carrière, dès sa première tentative lors de l'ultime phase des qualifications. Lors de sa seconde sortie, Charles Leclerc s'incline pour 10 millièmes de seconde ; le leader du championnat et son dauphin se retrouvent côte à côte en première ligne. Ils sont suivis par leurs coéquipiers, Carlos Sainz devançant Sergio Pérez sur la deuxième ligne. Les pilotes Alpine précèdent chacun une Mercedes, Esteban Ocon, cinquième et suivi par Lewis Hamilton tandis que Fernando Alonso, sur la quatrième ligne, domine George Russell. La cinquième ligne est composée de Sebastian Vettel et Lando Norris.
Max Verstappen, vainqueur pour la douzième fois de la saison, remporte son deuxième titre mondial dans une certaine confusion, à l'issue d'une épreuve raccourcie après de violentes précipitations qui ont provoqué plus de deux heures et quart d'interruption au drapeau rouge ; la course, disputée au chronomètre avec 40 minutes restantes, voit le Néerlandais s'imposer, après un peu plus de la moitié de la distance prévue, avec une avance de vingt-six secondes sur Leclerc, qui a résisté jusqu'au bout aux assauts de Pérez. Alors qu'il est interviewé par Johnny Herbert avant la cérémonie du podium, Verstappen apprend que son rival, pénalisé de cinq secondes pour avoir coupé la dernière chicane dans sa lutte pour la deuxième place, est reclassé troisième, ce qui offre le doublé à Red Bull Racing. Il apprend ensuite, dans la cool room, qu'il conserve son titre mondial. En effet, bien que la course n'ait été disputé que sur 28 tours, la totalité des points est attribuée puisque l'épreuve n'a pas été définitivement interrompue au drapeau rouge
Au départ de la course, sous l'averse et alors que Verstappen compense un moins bon départ que Leclerc en le reprenant par l'extérieur du « double gauche » qui forme les premier et deuxième virages, c'est le chaos : plusieurs têtes-à-queues et un violent accident pour Sainz, dans la longue courbe débouchant sur le virage Spoon, qui arrache notamment un panneau publicitaire qui se loge sur le museau de l'AlphaTauri de Pierre Gasly. Alors que la voiture de sécurité prend la piste, Gasly, rentré au stand pour changer son aileron avant, repart à toute vitesse pour rejoindre le peloton ; dans des conditions de visibilité précaires, il aperçoit un camion-grue dépêché en piste pour dégager la Ferrari de Sainz. Cet incident, qui rappelle les circonstances de l'accident mortel de Jules Bianchi sur le même circuit en 2014, le fait entrer dans une rage folle, révolte l'ensemble du paddock et coûtera son poste de directeur de course à Eduardo Freitas. L'épreuve est interrompue au drapeau rouge au bout de trois tours.
La pluie redoublant, une longue attente commence, le chronomètre des trois heures enclenché au départ, déroulant son compte à rebours. un second départ, lancé, est donné à 16 h 21 après deux tours derrière la voiture de sécurité. La météo s'améliorant, les pilotes commencent la course en pneus pluie et l'achèvent en gommes intermédiaires. Verstappen s'échappe en creusant un écart d'une seconde au tour, Leclerc et Pérez se bagarrent derrière, Ocon profite de sa bonne qualification pour obtenir son meilleur résultat de la saison : quatrième en tenant Hamilton en respect jusqu'au bout. Vettel et Alonso passent la ligne d'arrivée côte à côte, avec un museau d'avance pour le quadruple champion du monde allemand qui conserve sa sixième place ; suivent Russell, Nicholas Latifi qui marque ses premiers points de la saison, et Norris dixième. Zhou Guanyu, après avoir chaussé des pneus intermédiaires, obtient son premier record du tour dans la vingtième boucle mais, hors des points, ne marque pas le bonus.
Avec 366 points, Verstappen, qui ne peut plus être rejoint en tête du championnat, est sacré champion du monde à quatre courses de la fin, ce qui témoigne de sa domination. Son coéquipier Pérez (253 points) passe Leclerc (252 points) pour le gain de la deuxième place. Russell, quatrième avec 207 points, reste sous la menace de Sainz (202 points) et de son coéquipier Hamilton (180 points). Au septième rang, figure Norris (108 points), suivi d'Ocon (78 points), d'Alonso (65 points) et de Bottas dixième (46 points). L'écurie Red Bull Racing, avec 619 points et une avance de 165 points sur Ferrari (454 points), se rapproche d'un cinquième titre chez les constructeurs. Mercedes figure définitivement dans le trio de tête (387 points) alors qu'Alpine (143 points) est quatrième avec 13 points d'avance sur McLaren. Plus loin, suivent Alfa Romeo (52 points), Aston Martin (45 points), AlphaTauri (34 points), Haas (34 points également) et Williams (8 points).

### Grand Prix des États-Unis
Carlos Sainz obtient la troisième pole position de sa carrière (toutes réalisées cette saison) en devançant son coéquipier Charles Leclerc de 65 millièmes de seconde au terme de la troisième phase des qualifications. Pour autant, les Ferrari F1-75 ne verrouillent pas la première ligne puisque le Monégasque, pénalisé d'un recul de dix places pour l'utilisation d'une cinquième unité de puissance, doit laisser sa place à Max Verstappen, tout frais double champion du monde. La pénalité infligée à Sergio Pérez, auteur du quatrième temps, permet aux Mercedes W13 de Lewis Hamilton et George Russell d'occuper la deuxième ligne et à Lance Stroll et Lando Norris de prendre le départ depuis la troisième ligne. De même, la pénalisation de Fernando Alonso, auteur du neuvième temps, envoie Valtteri Bottas et Alexander Albon en quatrième ligne. Pérez, reclassé neuvième, est en cinquième ligne, devant Sebastian Vettel.
À nouveau irrésistible au volant de sa Red Bull RB18, Max Verstappen triomphe pour la treizième fois cette année, ce qui lui permet d'égaler les records de Michael Schumacher (2004) et de Sebastian Vettel (2013), record qu'il est en mesure d'améliorer puisque trois courses restent au programme. Avec son coéquipier Sergio Pérez, quatrième, il offre à Red Bull Racing son cinquième titre de champion des constructeurs, après huit sacres consécutifs de Mercedes, dédiant ce succès au fondateur de son écurie Dietrich Mateschitz mort durant le weekend. Pour l'emporter, Verstappen doit surmonter un problème de pistolet pneumatique sur la roue avant-gauche lors de son arrêt au stand au trente-cinquième tour qui lui coûte onze secondes ; il ressort en troisième position à vingt tours de l'arrivée mais fond sur Charles Leclerc et le dépasse en trois boucles, puis rattrape Lewis Hamilton, qui a pris les commandes, et le déborde facilement à six tours du but. Hamilton termine deuxième et Leclerc, parti douzième, monte sur son cinquième podium consécutif.
Mieux parti que Carlos Sainz, en pole position, Verstappen vire en tête en haut de la montée. Dans ce premier virage l'Espagnol, harponné par George Russell, est expédié en tête-à-queue et contraint à l'abandon compte-tenu des dégâts sur sa monoplace ; Russell écope de cinq secondes de pénalité. Leclerc remonte rapidement vers les avant-postes et se retrouve en tête après dix-huit tours, par le jeu des arrêts au stand, au moment même où Valtteri Bottas, coincé dans le bac à graviers, provoque la sortie de la voiture de sécurité. Le Monégasque en profite pour regagner les stands afin de se chausser en gommes medium et Verstappen reprend les commandes, devant Hamilton et Pérez. À peine les pilotes relancés à pleine vitesse, Lance Stroll se décale devant Fernando Alonso qui entamait un dépassement dans la ligne droite : les roues s'engrènent, l'A522 escalade l'Aston Martin AMR22, décolle de l'avant et glisse le long du muret de protection ; alors qu'Alonso peut continuer, la voiture de sécurité doit ressortir pour permettre l'évacuation de la monoplace de Stroll qui git, détruite, au milieu de la piste.
Après la relance, au trentième tour, Leclerc effectue un beau dépassement sur Pérez pour s'emparer de la troisième place. L'incident au stand de Verstappen laisse brièvement Hamilton entrevoir une première victoire en 2022. Russell assuré de finir cinquième, chausse des pneus tendres dans l'avant-dernier tour pour s'attribuer le point bonus du record sur la ligne d'arrivée, qu'il franchit loin devant Norris, alors qu'Alonso, revenu en septième position, écope d'une pénalité de trente secondes pour « conduite dangereuse » (pour avoir perdu son rétroviseur droit, conséquence de son accrochage avec Stroll) et rétrograde à la quinzième place ; Alpine fait ensuite appliquer, avec succès, son droit de révision auprès du pouvoir sportif. Par conséquent, il retrouve sa septième place. Sebastian Vettel, après son dépassement sur Kevin Magnussen dans le dernier tour, se classe huitième et Yuki Tsunoda prend le point de la dixième place.
Au classement du championnat du monde, Verstappen, déjà champion, possède 391 points et devance de 124 unités Leclerc (267 points), qui reprend la place de dauphin à Pérez (265 points). Russell (218 points) devra défendre sa quatrième place face à Sainz (202 points) et son coéquipier Hamilton (198 points). Norris (109 points) tient fermement le septième rang devant les pilotes Alpine, Ocon (78 points) et Alonso (71 points) ; Bottas est dixième avec 46 points. À trois courses de la fin d'une saison qu'elle a largement dominée, Red Bull Racing (656 points) renoue avec le titre mondial des constructeurs, neuf ans après le précédent. Ferrari, deuxième avec 469 points, reste sous la menace de Mercedes (416 points), tout comme Alpine (149 points) qui doit défendre sa quatrième place face à McLaren (138 points). Alfa Romeo (52 points) et Aston Martin (49 points) se tiennent dans un mouchoir de poche pour la sixième place, alors que Haas F1 Team (36 points) reprend le huitième rang à AlphaTauri (35 points). Williams est dixième et dernier avec 8 points.

### Grand Prix de Mexico
Alors que Lewis Hamilton termine en tête la Q1 et de la Q2, Max Verstappen, le nouveau double champion du monde, domine largement la troisième phase des qualifications au volant de sa RB18, en réalisant les meilleurs temps lors de ses deux tentatives ; seul pilote en deçà de 1 min 18 s au tour, il réalise sa sixième pole positon de la saison, la dix-neuvième de sa carrière. À trois dixièmes de seconde, George Russell s'installe à ses côtés en première ligne et devance son coéquipier Hamilton, qui part de la deuxième ligne devant Sergio Pérez. Les Ferrari, qui glissent beaucoup sur ce circuit, sont cinquième (Carlos Sainz, en troisième ligne avec Valtteri Bottas) et septième (la plus mauvaise qualification de Charles Leclerc cette saison, aux côtés de Lando Norris sur la quatrième ligne). Les pilotes Alpine, Fernando Alonso devant Esteban Ocon, forment la cinquième ligne.
Largement au-dessus du lot, de surcroît sur un plan stratégique, Max Verstappen, avec quatorze victoires dans une saison, bat le record de Michael Schumacher en 2004 et de Sebastian Vettel en 2013. Il inscrit également 416 points, le plus haut total depuis que le barème à 25 points la victoire a été mis en place (2010). Au volant de la meilleure monoplace du plateau, il bénéfice des bonnes options stratégiques de son écurie (départ en pneus tendres, changement pour des medium après vingt-cinq tours pour aller au bout de la course) alors que les pilotes Mercedes, ses principaux rivaux à Mexico, se fourvoient en commençant en medium et en poursuivant en pneus durs ; ils ne sont jamais en mesure de lui contester la victoire. Une explication musclée entre coéquipiers au premier virage profite à Sergio Pérez qui termine troisième devant son public derrière Hamilton, lequel porte son record à 190 podiums. Comme à Austin, une semaine plus tôt, Russell, assuré de sa quatrième place, rentre dans l'avant dernier tour pour chausser des gommes tendres et obtenir le point bonus du record en franchissant la ligne d'arrivée.
Alors que Verstappen réussit son départ, les pilotes Mercedes se gênent dans l'enchaînement des trois premiers virages au bout de la longue ligne droite des stands si bien qu'Hamilton prend le meilleur sur Russell et que Pérez s'intercale entre les Flèches d'Argent ; le classement des quatre premiers ainsi établi ne bougera plus, hormis lors des arrêts au stand. Il en est de même pour les places de cinquième et sixième qui échouent aux deux pilotes Ferrari, hors du coup à l'altitude de la capitale mexicaine ; Sainz passe la ligne d'arrivée devant Leclerc, concédant une minute au vainqueur. À un tour, au septième rang, se trouve le « pilote du jour », Daniel Ricciardo ; parti onzième, il chausse les pneus tendres au quarante-quatrième tour et multiplie les dépassements, boutant au passage Yuki Tsunoda hors de la piste, ce qui lui vaut dix secondes de pénalité, mais cela ne l'empêche pas de conserver sa position face à Ocon, contraint au lift and coast. Norris apporte deux points supplémentaires à McLaren et Bottas se classe dixième. Fernando Alonso, longtemps septième, est trahi par son moteur à dix boucles du but.
Au classement du championnat du monde, derrière Verstappen (416 points), Pérez (280 points) reprend la place de dauphin à Leclerc (275 points). Russel (231 points) reste quatrième et Hamilton (216 points) dépasse Sainz (212 points). Norris, septième (111 points) précède les pilotes Alpine, Ocon (82 points) et Alonso (71 points) ; Bottas est dixième avec 46 points. Chez les constructeurs, Red Bull Racing, champion 2022 sur une série de neuf victoires consécutives, compte 696 points alors que la deuxième place reste en jeu entre Ferrari (487 points) et Mercedes (447 points). Alpine, quatrième avec 153 points n'a que sept unités d'avance sur McLaren (146 points). La sixième place de Alfa Romeo (53 points) est convoitée par Aston Martin (49 points), Haas (36 points) et AlphaTauri (35 points). Williams (8 points) est dixième et dernier.

### Grand Prix de São Paulo

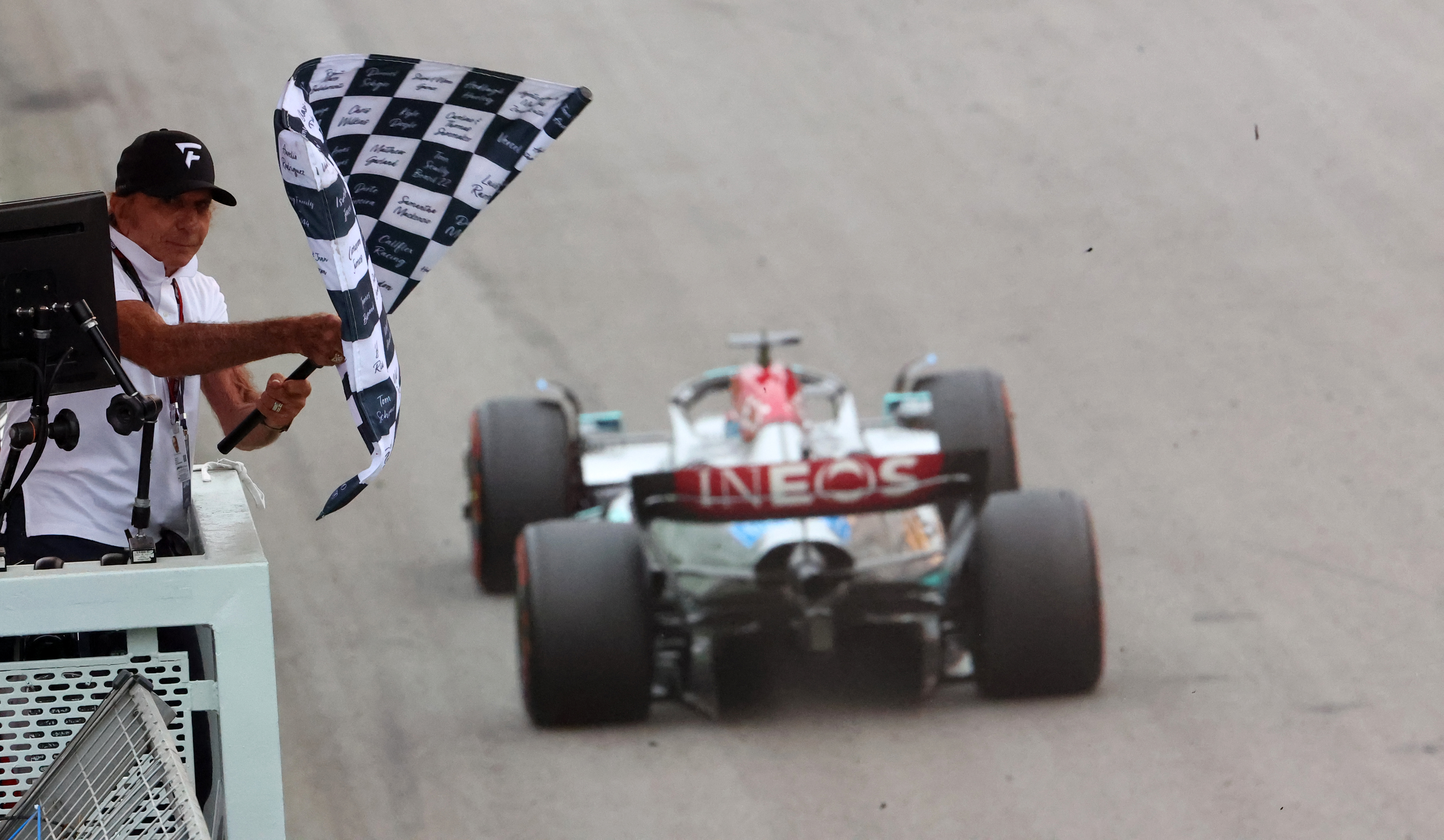
Emerson Fittipaldi agitant le drapeau à damier à George Russell, vainqueur en Formule 1.

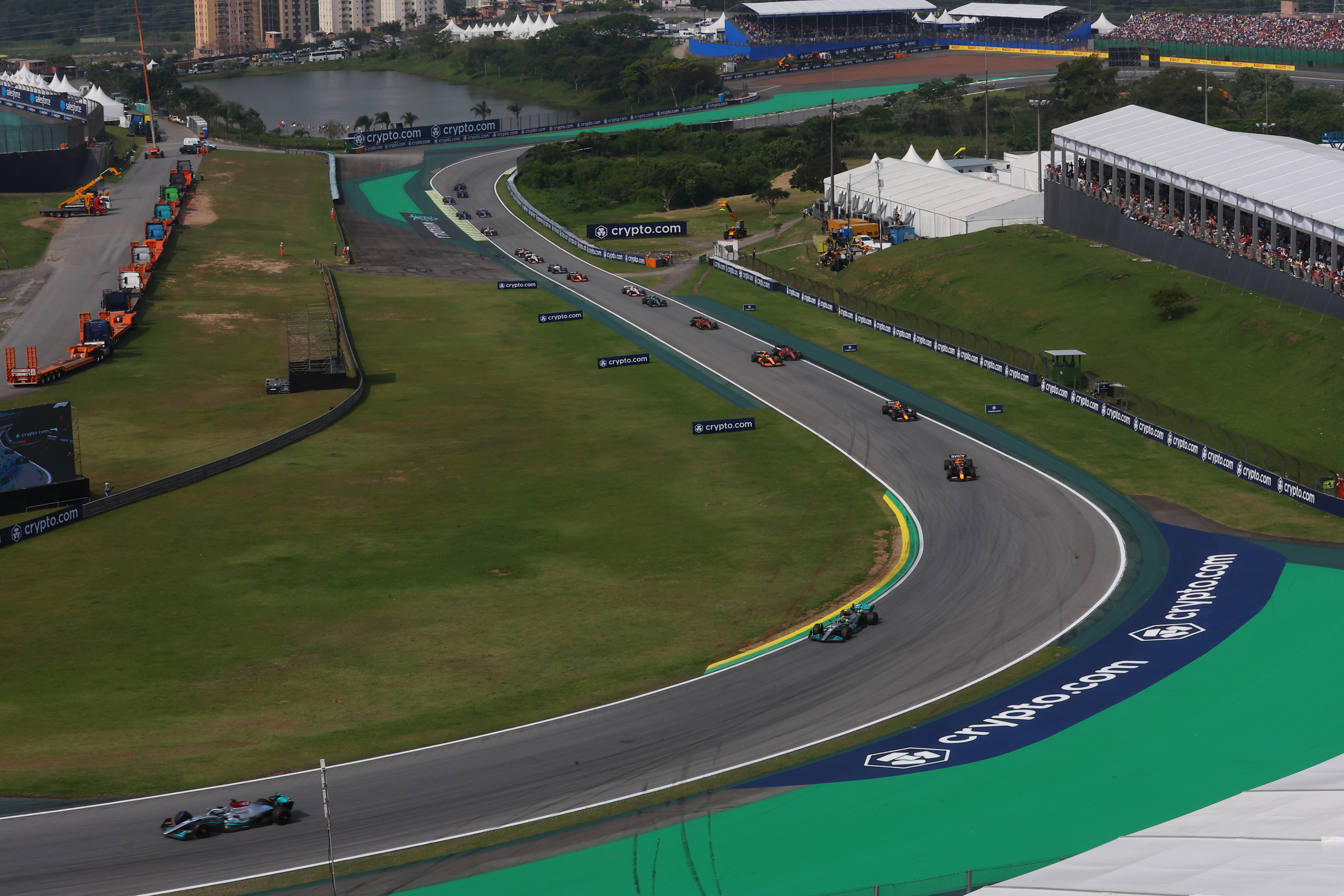
Les pilotes lors du premier tour.

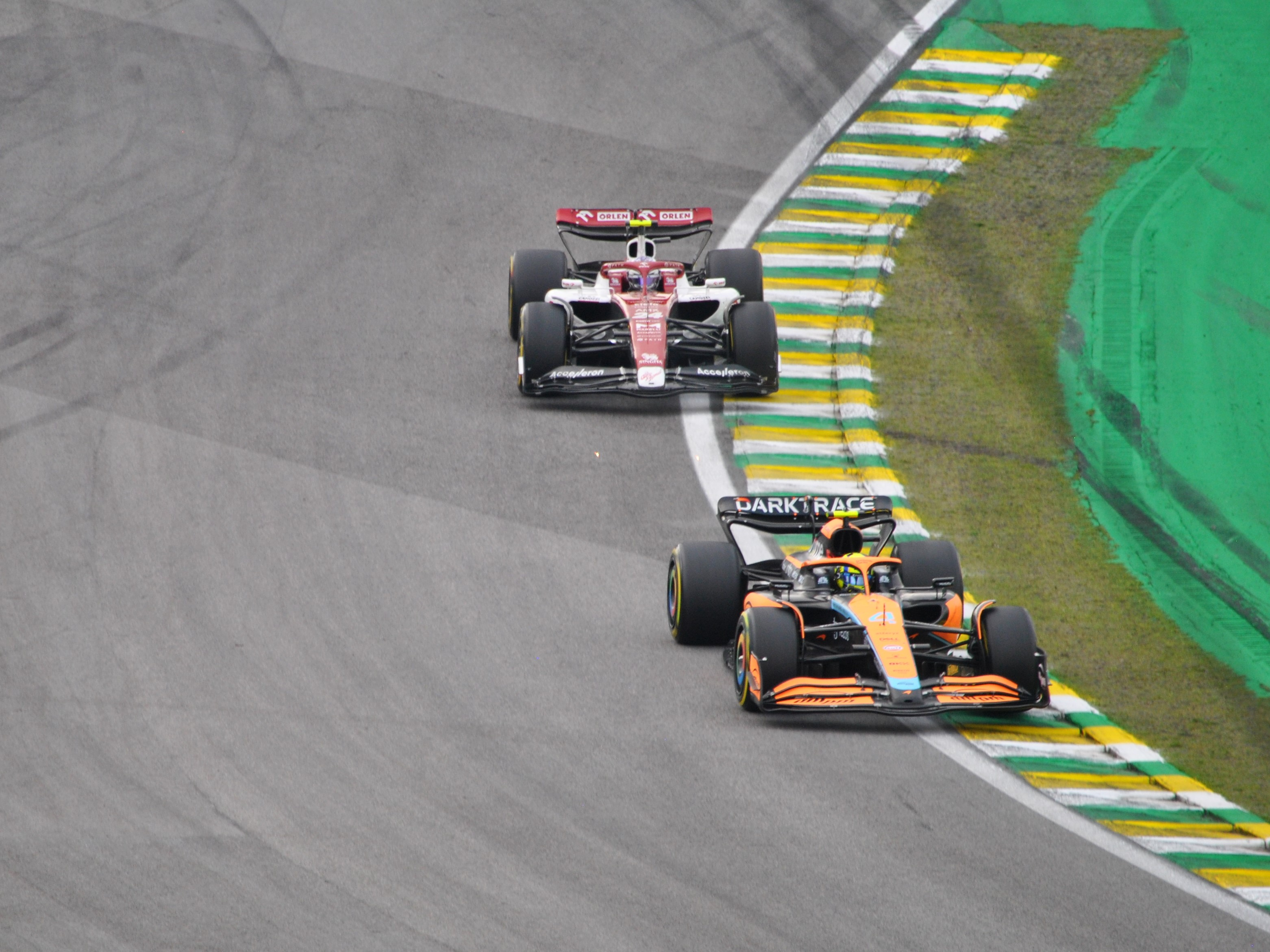
Valtteri Bottas et Lando Norris en bataille durant le Grand Prix.

Profitant de circonstances exceptionnelles, Kevin Magnussen obtient sa première pole position, à son 140e Grand Prix, et offre un premier départ en tête à Haas F1 Team pour sa 143e course depuis 2016. Le Danois entre en piste le premier dès le lancement de l'ultime phase des qualifications tandis que le ciel se noircit. Alors que tous les pilotes sortent en pneus tendres, Charles Leclerc, dont la F1-75 est chaussée en pneus intermédiaires, ne peut que constater son erreur et rentrer au stand après son tour de lancement. Magnussen boucle son tour rapide au moment où la pluie gagne en intensité ; concomitamment George Russell, auteur du troisième temps, plante sa W13 dans le bac à graviers du virage no 4 ce qui provoque le déploiement du drapeau rouge durant quelques minutes. À la reprise, les précipitations redoublent, mettant fin aux tentatives de tour rapide jusqu'à la fin de la séance. Pour le départ de la course sprint, Max Verstappen accompagne le premier poleman danois de l'histoire en première ligne, Russell et Lando Norris sont sur la deuxième ligne, suivis par Carlos Sainz Jr. et Esteban Ocon ; Leclerc, sans temps enregistré en Q3, part dixième.
À l'issue d'un sprint particulièrement animé, riche en dépassements et en remontées spectaculaires, George Russell gagne le droit de partir en tête de la course dominicale. Pour cela, il a pris le meilleur sur Max Verstappen après treize tours, profitant des dégâts sur le fond plat de la RB18 occasionnés par un passage sur les débris d'un accrochage entre les deux pilotes Alpine, Fernando Alonso et Esteban Ocon, repoussés en fond du classement. Kevin Magnussen ne peut résister aux monoplaces plus rapides que sa Haas mais réussit à sauver le point de la huitième place. Si Carlos Sainz et Lewis Hamilton dépassent eux aussi Verstappen, l'Espagnol, deuxième à l'arrivée mais pénalisé pour l'utilisation d'un sixième bloc propulseur, doit reculer de cinq places sur la grille de départ. Ainsi pour la première fois de la saison, les W13 verrouillent la première ligne. Verstappen part troisième aux côtés de son coéquipier Sergio Pérez sur la deuxième ligne. La remontée de Charles Leclerc l'emmène en cinquième position, sur la troisième ligne, devant Lando Norris. Sainz part septième aux côtés de Magnussen et la cinquième ligne est composée de Sebastian Vettel et Pierre Gasly.
Pour son 81e départ, George Russell devient le 113e vainqueur d'un Grand Prix, à l'arrivée d'une course qu'il mène pratiquement de bout en bout, fêtant par ailleurs la 125e victoire de Mercedes Grand Prix, la première de la saison et, avec Lewis Hamilton, le 59e doublé de l'écurie. La remontée de Carlos Sainz lui permet d'accompagner les pilotes des Flèches d'Argent sur le podium alors que Verstappen, sixième, crée une polémique en refusant, dans le dernier tour, de laisser passer son coéquipier Sergio Pérez en lutte pour la deuxième place du championnat face à Charles Leclerc, et ce malgré la demande insistante de son stand. Le Mexicain se contente de répondre : « Il montre qui il est vraiment. »
Dans le premier tour de la course, Daniel Ricciardo et Kevin Magnussen s'accrochent en deux temps, abandonnent et provoquent la sortie de la voiture de sécurité. À la relance, au sixième passage, Verstappen attaque Hamilton pour le gain de la deuxième place mais les deux voitures se touchent, partent en toupie et se repartent au milieu du peloton ; Hamilton peut continuer sans dégât apparent et profiter de la vigueur retrouvée de sa Mercedes pour voguer vers la deuxième place. Un autre accrochage se produit plus loin, entre Charles Leclerc et Lando Norris, le pilote Ferrari partant droit dans le mur de pneus ; il est obligé d'enclencher la marche arrière pour reprendre la piste et, tout comme Verstappen, doit regagner les stands pour changer de museau : les deux pilotes repartent dix-septième et dix-huitième.
Au gré des différentes stratégies, des choix de pneus et d'une nouvelle sortie de la voiture de sécurité, au cinquante-troisième tour après l'abandon en piste de Norris, Charles Leclerc effectue une remontée qu'il décrira comme suit sur les réseaux sociaux : « From into the wall to 4th » (du mur à la quatrième place). En délicatesse avec son train de pneus medium usés, Pérez qui roule encore en troisième position derrière les Mercedes à neuf tours de l'arrivée, est dépassé par Sainz, Leclerc, Alonso et par son coéquipier. Alors que Leclerc demande, sans aucun succès, à son stand que Sainz le laisse passer, Red Bull intime à Verstappen de laisser sa sixième place à Pérez ; le nouveau double champion du monde n'obtempère toutefois pas. Ainsi le pilote Ferrari et celui de la Red Bull se retrouvent tous deux avec 290 points et devront se départager à Abou Dabi pour la place de dauphin au championnat du monde. Esteban Ocon complète la bonne opération d'Alpine en prenant la huitième place, Valtteri Bottas prend les deux points du neuvième rang après avoir longtemps roulé cinquième et Lance Stroll inscrit le dernier point en jeu. Pour sa première victoire, George Russell s'adjuge le maximum de points possible : les 8 du sprint, les 25 de la victoire et le point bonus du meilleur tour.
Au classement du championnat du monde, derrière Verstappen déjà sacré (429 points), Leclerc (290 points) tient la deuxième place devant Pérez, à égalité de points. Russell (265 points) consolide sa quatrième place devant son coéquipier Hamilton (240 points) qui reste sous la menace de Sainz (234 points). Norris (113 points) est assuré de finir septième ; suivent les pilotes Alpine, Ocon (86 points) et Alonso (81 points) puis Bottas (49 points) au dixième rang. Red Bull Racing, champion des constructeurs, totalise 719 points et laisse Ferrari (524 points) et Mercedes (505 points) en lutte pour la deuxième place. Alpine (167 points) prend une belle option sur la quatrième place finale devant McLaren (148 points) alors que, plus loin, Alfa Romeo (55 points) devra défendre sa sixième place face à Aston Martin (50 points) ; suivent Haas (38 points), AlphaTauri (35 points) et Williams (8 points).

### Grand Prix d'Abou Dabi
Red Bull a beau avoir largement dominé la saison, c'est la première fois depuis le Grand Prix du Mexique 2018 que ses pilotes verrouillent la première ligne de la grille de départ. Max Verstappen obtient la vingtième pole position de sa carrière, sa septième de la saison, en devançant Sergio Pérez de 228 millièmes de seconde. Charles Leclerc, le meilleur dans cet exercice avec neuf pole positions dans l'année, part troisième, son coéquipier Carlos Sainz Jr. à ses côtés en deuxième ligne. Pour la première fois depuis ses débuts en 2007, Lewis Hamilton achève la saison sans être parti en tête, ce qu'il a fait 103 fois en quinze saisons. Il part cinquième, en troisième ligne devant son coéquipier George Russell. Derrière les Red Bull, Ferrari et Mercedes, Lando Norris devance Esteban Ocon sur la quatrième ligne. La cinquième ligne propose six titres mondiaux, avec le futur retraité Sebastian Vettel et son remplaçant chez Aston Martin Fernando Alonso.
À nouveau dominateur au volant de sa RB18, Max Verstappen porte son record à quinze victoires dans la saison, achevant 2022 avec un autre record : 454 points. Dans une course où il n'est jamais inquiété, l'intérêt se reporte sur la lutte qui oppose Charles Leclerc à Sergio Pérez pour la deuxième place de la course et du championnat. Alors que ce dernier effectue deux arrêts, aux 16e et 34e tours, le Monégasque ne stoppe qu'une fois au 22e tour ; cette stratégie se révèle gagnante puisque, poursuivi par le Mexicain, Leclerc conserve la deuxième place jusqu'à l'arrivée. 
Parties des deux premières places, les Red Bull sont en mesure de placer leurs deux pilotes aux premiers rangs du championnat, ce qui n'est jamais arrivé dans l'histoire de l'écurie ; mais celle-ci est, comme rarement, battue sur un plan stratégique. Verstappen commence par interdire à son coéquipier de le passer au premier virage puis s'envole pour un cavalier seul à un unique arrêt aux stand, expliquant après coup qu'il n'a eu qu'à gérer ses pneumatiques. Derrière, la course bascule dès le seizième tour quand Pérez qui roule tranquillement en deuxième position, troque ses pneus medium contre des gommes dures, alors que Leclerc poursuit son relais jusqu'au vingt-deuxième tour pour passer les pneumatiques durs : le Monégasque va continuer jusqu'au bout avec ce train de pneus, alors que Pérez laisse sa deuxième place pour effectuer son deuxième arrêt au trente-quatrième passage, ses ingénieurs l'assurant qu'il rattrapera son rival dans les derniers tours mais Pérez est retardé dans le trafic et Leclerc conserve plus d'une seconde d'avance sur la ligne d'arrivée.
Lewis Hamilton qui vit sa première saison sans victoire est troisième au quarante-cinquième tour quand Pérez le dépasse pour continuer à se rapprocher de Leclerc ; victime d'une panne hydraulique, il abandonne à deux tours du but. Carlos Sainz prend ainsi la quatrième place, devant George Russell. À près d'une minute du vainqueur, Lando Norris sauve les points de la sixième place face à Esteban Ocon qui passe sous le drapeau à damier dans ses échappements. Lance Stroll termine huitième et isolé alors que Daniel Ricciardo et Sebastian Vettel, qui disputent tous deux leur dernière course, se battent pour les points restants, l'Australien gardant l'avantage. À la fin de leur tour d'honneur, Verstappen, Leclerc et Pérez se lancent dans une série de donuts puis laissent la place à Vettel qui arrive à son tour dans la ligne droite des stands pour faire fumer ses pneumatiques.
Avec 454 points au championnat du monde, Max Verstappen creuse un écart de 146 unités sur son dauphin Charles Leclerc (308 points) qui atteint son plus haut classement depuis ses débuts avec, cette saison, trois victoires et onze podiums. Sergio Pérez, auteur de deux succès et, lui aussi, onze podiums, est troisième (305 points). George Russell (275 points) et Carlos Sainz (246 points) qui ont tous deux obtenu leur première victoire cette saison, suivent aux quatrième et cinquième places. Lewis Hamilton (240 points) est hors du « top cinq » pour la première fois depuis ses débuts en 2007. Lando Norris, qui a porté l'écurie McLaren, est septième (122 points) devant les pilotes Alpine, Esteban Ocon (92 points, sa meilleure saison) et Fernando Alonso (81 points) ; Valtteri Bottas est dixième (49 points). Chez les constructeurs, Red Bull Racing (759 points, 17 victoires et 5 doublés) effectue la meilleure saison de son histoire. La Scuderia Ferrari (554 points, 4 victoires dont un doublé et 20 podiums) termine à la deuxième place  devant Mercedes (515 points et 1 victoire en fin de saison). Loin de ce trio qui a accaparé tous les podiums sauf un, Alpine (173 points) atteint son objectif avec la quatrième place, devant McLaren (159 points). Alfa Romeo (55 points) conserve le sixième rang face à Aston Martin (55 points) au bénéfice des meilleures places en course. Haas réalise une de ses meilleures saisons (37 points). AlphaTauri (35 points) et Williams (8 points) occupent les derniers rangs.

## Une saison 2022 record pour la Formule 1
En mars 2023, avant le début de saison à Bahreïn, Liberty Media communique des résultats 2022 record pour la Formule 1, tant financiers que populaires. Ainsi, 5,7 millions de spectateurs ont assisté à un des vingt-deux Grand Prix de l'année ce qui constitue un record absolu et une hausse de 36% par rapport à 2019, dernière saison avant la pandémie de Covid-19,. Les revenus de la F1 ont progressé de 20% en un an, passant à 2,573 milliards de dollars, le résultat brut d'exploitation s'est monté à 239 millions de dollars soit une hausse de 160% par rapport à 2021, et les dix écuries en lice ont pu se partager la somme de 1,157 milliards, en hausse de 8%,. Liberty Media révèle également une audience télévisée cumulée de 1,54 milliard de téléspectateurs en 2022 (36% de hausse aux États-Unis) et une augmentation du nombre d'abonnés sur les réseaux sociaux à 61 millions de fans, 23% de plus qu'un an plus tôt,.

## Classements saison 2022

### Attribution des points
| Position             | 1er | 2e | 3e | 4e | 5e | 6e | 7e | 8e | 9e | 10e | MT  |
| Points en Grand Prix | 25  | 18 | 15 | 12 | 10 | 8  | 6  | 4  | 2  | 1   | + 1 |
| Points en Sprint     | 8   | 7  | 6  | 5  | 4  | 3  | 2  | 1  |    |     |     |

### Pilotes
| Pos.  | Pilotes          | BAH   | KSA   | AUS  | EMI    | MIA  | ESP  | MON  | AZE  | CAN  | GB   | AUT    | FRA  | HON | BEL  | PB   | ITA   | SGP  | JPN  | USA  | MEX  | SÃP    | EAU  | Points |
| ----- | ---------------- | ----- | ----- | ---- | ------ | ---- | ---- | ---- | ---- | ---- | ---- | ------ | ---- | --- | ---- | ---- | ----- | ---- | ---- | ---- | ---- | ------ | ---- | ------ |
| Chmp. | Max Verstappen   | 0*    | 25    | Abd. | 26+8   | 26   | 25   | 15   | 25   | 25   | 6    | 19+8   | 25   | 25  | 26   | 26   | 25    | 6    | 25   | 25   | 25   | 8+5    | 25   | 454    |
| 2     | Charles Leclerc  | 26    | 19    | 26   | 8+7    | 18   | Abd. | 12   | Abd. | 10   | 12   | 25+7   | Abd. | 8   | 8    | 15   | 18    | 18   | 15   | 15   | 8    | 12+3   | 18   | 308    |
| 3     | Sergio Pérez     | 0*    | 12    | 18   | 18+6   | 12   | 19   | 25   | 19   | Abd. | 18   | Abd.+4 | 12   | 10  | 18   | 10   | 9     | 25   | 18   | 12   | 15   | 6+4    | 15   | 305    |
| 4     | George Russell   | 12    | 10    | 15   | 12     | 10   | 15   | 10   | 15   | 12   | Abd. | 12+5   | 15   | 15  | 12   | 18   | 15    | 0    | 4    | 11   | 13   | 26+8   | 10   | 275    |
| 5     | Carlos Sainz Jr. | 18    | 15    | Abd. | Abd.+5 | 15   | 12   | 18   | Abd. | 19   | 25   | Abd.+6 | 11   | 12  | 15   | 4    | 12    | 15   | Abd. | Abd. | 10   | 15+7   | 12   | 246    |
| 6     | Lewis Hamilton   | 15    | 1     | 12   | 0      | 8    | 10   | 4    | 12   | 15   | 16   | 15+1   | 18   | 19  | Abd. | 12   | 10    | 2    | 10   | 18   | 18   | 18+6   | 0*   | 240    |
| 7     | Lando Norris     | 0     | 6     | 10   | 15+4   | Abd. | 4    | 9    | 2    | 0    | 8    | 6      | 6    | 6   | 0    | 6    | 6     | 12   | 1    | 8    | 2    | Abd.+2 | 9    | 122    |
| 8     | Esteban Ocon     | 6     | 8     | 6    | 0      | 4    | 6    | 0    | 1    | 8    | Abd. | 10+3   | 4    | 2   | 6    | 2    | 0     | Abd. | 12   | 0    | 4    | 4      | 6    | 92     |
| 9     | Fernando Alonso  | 2     | Abd.  | 0    | Abd.   | 0    | 2    | 6    | 6    | 2    | 10   | 1      | 8    | 4   | 10   | 8    | Abd.  | Abd. | 6    | 6    | 0*   | 10     | Abd. | 81     |
| 10    | Valtteri Bottas  | 8     | Abd.  | 4    | 10+2   | 6    | 8    | 2    | 0    | 6    | Abd. | 0      | 0    | 0*  | Abd. | Abd. | 0     | 0    | 0    | Abd. | 1    | 2      | 0    | 49     |
| 11    | Daniel Ricciardo | 0     | Abd.  | 8    | 0+3    | 0    | 0    | 0    | 4    | 0    | 0    | 2      | 2    | 0   | 0    | 0    | 0*    | 10   | 0    | 0    | 6    | Abd.   | 2    | 37     |
| 12    | Sebastian Vettel | Forf. | Forf. | Abd. | 4      | 0*   | 0    | 1    | 8    | 0    | 2    | 0      | 0    | 1   | 4    | 0    | Abd.  | 4    | 8    | 4    | 0    | 0      | 1    | 37     |
| 13    | Kevin Magnussen  | 10    | 2     | 0    | 2+1    | 0    | 0    | Abd. | Abd. | 0    | 1    | 4+2    | Abd. | 0   | 0    | 0    | 0     | 0    | 0    | 2    | 0    | Abd.+1 | 0    | 25     |
| 14    | Pierre Gasly     | Abd.  | 4     | 2    | 0      | Abd. | 0    | 0    | 10   | 0    | Abd. | 0      | 0    | 0   | 2    | 0    | 4     | 1    | 0    | 0    | 0    | 0      | 0    | 23     |
| 15    | Lance Stroll     | 0     | 0     | 0    | 1      | 1    | 0    | 0    | 0*   | 1    | 0    | 0      | 1    | 0   | 0    | 1    | Abd.  | 8    | 0    | Abd. | 0    | 1      | 4    | 18     |
| 16    | Mick Schumacher  | 0     | Forf. | 0    | 0      | 0    | 0    | Abd. | 0    | Abd. | 4    | 8      | 0    | 0   | 0    | 0    | 0     | 0    | 0    | 0    | 0    | 0      | 0    | 12     |
| 17    | Yuki Tsunoda     | 4     | Np.   | 0    | 6      | 0    | 1    | 0    | 0    | Abd. | 0    | 0      | Abd. | 0   | 0    | Abd. | 0     | Abd. | 0    | 1    | Abd. | 0      | 0    | 12     |
| 18    | Zhou Guanyu      | 1     | 0     | 0    | 0      | Abd. | Abd. | 0    | Abd. | 4    | Abd. | 0      | Abd. | 0   | 0    | 0    | 1     | Abd. | 0    | 0    | 0    | 0      | 0    | 6      |
| 19    | Alexander Albon  | 0     | 0*    | 1    | 0      | 2    | 0    | Abd. | 0    | 0    | Abd. | 0      | 0    | 0   | 1    | 0    | Forf. | Abd. | Abd. | 0    | 0    | 0      | 0    | 4      |
| 20    | Nicholas Latifi  | 0     | Abd.  | 0    | 0      | 0    | 0    | 0    | 0    | 0    | 0    | Abd.   | Abd. | 0   | 0    | 0    | 0     | Abd. | 2    | 0    | 0    | 0      | 0*   | 2      |
| 21    | Nyck de Vries    |       |       |      |        |      |      |      |      |      |      |        |      |     |      |      | 2     |      |      |      |      |        |      | 2      |
| 22    | Nico Hülkenberg  | 0     | 0     |      |        |      |      |      |      |      |      |        |      |     |      |      |       |      |      |      |      |        |      | 0      |

### Constructeurs
| Pos.  | Constructeurs          | Pilotes | BAH   | KSA   | AUS  | EMI     | MIA  | ESP  | MON  | AZE  | CAN  | GB   | AUT    | FRA  | HON | BEL  | PB   | ITA   | SGP  | JPN  | USA  | MEX  | SÃP    | EAU  | Points |
| ----- | ---------------------- | ------- | ----- | ----- | ---- | ------- | ---- | ---- | ---- | ---- | ---- | ---- | ------ | ---- | --- | ---- | ---- | ----- | ---- | ---- | ---- | ---- | ------ | ---- | ------ |
| Chmp. | Red Bull               | VER     | 0*    | 25    | Abd. | 26 +8   | 26   | 25   | 15   | 25   | 25   | 6    | 19+8   | 25   | 25  | 26   | 26   | 25    | 6    | 25   | 25   | 25   | 8+5    | 25   | 759    |
| Chmp. | Red Bull               | PER     | 0*    | 12    | 18   | 18 +6   | 12   | 19   | 25   | 19   | Abd. | 18   | Abd.+4 | 12   | 10  | 18   | 10   | 9     | 25   | 18   | 12   | 15   | 6+4    | 15   | 759    |
| 2     | Ferrari                | LEC     | 26    | 19    | 26   | 8 +7    | 18   | Abd. | 12   | Abd. | 10   | 12   | 25+7   | Abd. | 8   | 8    | 15   | 18    | 18   | 15   | 15   | 8    | 12+3   | 18   | 554    |
| 2     | Ferrari                | SAI     | 18    | 15    | Abd. | Abd. +5 | 15   | 12   | 18   | Abd. | 19   | 25   | Abd.+6 | 11   | 12  | 15   | 4    | 12    | 15   | Abd. | Abd. | 10   | 15+7   | 12   | 554    |
| 3     | Mercedes               | HAM     | 15    | 1     | 12   | 0       | 8    | 10   | 4    | 12   | 15   | 16   | 15+1   | 18   | 19  | Abd. | 12   | 10    | 2    | 10   | 18   | 18   | 18+6   | 0*   | 515    |
| 3     | Mercedes               | RUS     | 12    | 10    | 15   | 12      | 10   | 15   | 10   | 15   | 12   | Abd. | 12+5   | 15   | 15  | 12   | 18   | 15    | 0    | 4    | 11   | 13   | 26+8   | 10   | 515    |
| 4     | Alpine- Renault        | ALO     | 2     | Abd.  | 0    | Abd.    | 0    | 2    | 6    | 6    | 2    | 10   | 1      | 8    | 4   | 10   | 8    | Abd.  | Abd. | 6    | 6    | 0*   | 10     | Abd. | 173    |
| 4     | Alpine- Renault        | OCO     | 6     | 8     | 6    | 0       | 4    | 6    | 0    | 1    | 8    | Abd. | 10+3   | 4    | 2   | 6    | 2    | 0     | Abd. | 12   | 0    | 4    | 4      | 6    | 173    |
| 5     | McLaren- Mercedes      | RIC     | 0     | Abd.  | 8    | 0 +3    | 0    | 0    | 0    | 4    | 0    | 0    | 2      | 2    | 0   | 0    | 0    | 0*    | 10   | 0    | 0    | 6    | Abd.   | 2    | 159    |
| 5     | McLaren- Mercedes      | NOR     | 0     | 6     | 10   | 15 +4   | Abd. | 4    | 9    | 2    | 0    | 8    | 6      | 6    | 6   | 0    | 6    | 6     | 12   | 1    | 8    | 2    | Abd.+2 | 9    | 159    |
| 6     | Alfa Romeo- Ferrari    | ZHO     | 1     | 0     | 0    | 0       | Abd. | Abd. | 0    | Abd. | 4    | Abd. | 0      | Abd. | 0   | 0    | 0    | 1     | Abd. | 0    | 0    | 0    | 0      | 0    | 55     |
| 6     | Alfa Romeo- Ferrari    | BOT     | 8     | Abd.  | 4    | 10 +2   | 6    | 8    | 2    | 0    | 6    | Abd. | 0      | 0    | 0*  | Abd. | Abd. | 0     | 0    | 0    | Abd. | 1    | 2      | 0    | 55     |
| 7     | Aston Martin- Mercedes | VET     | Forf. | Forf. | Abd. | 4       | 0    | 0    | 1    | 8    | 0    | 2    | 0      | 0    | 1   | 4    | 0    | Abd.  | 4    | 8    | 4    | 0    | 0      | 1    | 55     |
| 7     | Aston Martin- Mercedes | STR     | 0     | 0     | 0    | 1       | 1    | 0    | 0    | 0*   | 1    | 0    | 0      | 1    | 0   | 0    | 1    | Abd.  | 8    | 0    | Abd. | 0    | 1      | 4    | 55     |
| 7     | Aston Martin- Mercedes | HUL     | 0     | 0     |      |         |      |      |      |      |      |      |        |      |     |      |      |       |      |      |      |      |        |      | 55     |
| 8     | Haas- Ferrari          | MAG     | 10    | 2     | 0    | 2 +1    | 0    | 0    | Abd. | Abd. | 0    | 1    | 4+2    | Abd. | 0   | 0    | 0    | 0     | 0    | 0    | 2    | 0    | Abd.+1 | 0    | 37     |
| 8     | Haas- Ferrari          | MSC     | 0     | Forf. | 0    | 0       | 0    | 0    | Abd. | 0    | Abd. | 4    | 8      | 0    | 0   | 0    | 0    | 0     | 0    | 0    | 0    | 0    | 0      | 0    | 37     |
| 9     | AlphaTauri- Red Bull   | GAS     | Abd.  | 4     | 2    | 0       | Abd. | 0    | 0    | 10   | 0    | Abd. | 0      | 0    | 0   | 2    | 0    | 4     | 1    | 0    | 0    | 0    | 0      | 0    | 35     |
| 9     | AlphaTauri- Red Bull   | TSU     | 4     | Np.   | 0    | 6       | 0    | 1    | 0    | 0    | Abd. | 0    | 0      | Abd. | 0   | 0    | Abd. | 0     | Abd. | 0    | 1    | Abd. | 0      | 0    | 35     |
| 10    | Williams- Mercedes     | LAT     | 0     | Abd.  | 0    | 0       | 0    | 0    | 0    | 0    | 0    | 0    | Abd.   | Abd. | 0   | 0    | 0    | 0     | Abd. | 2    | 0    | 0    | 0      | 0*   | 8      |
| 10    | Williams- Mercedes     | ALB     | 0     | 0*    | 1    | 0       | 2    | 0    | Abd. | 0    | 0    | Abd. | 0      | 0    | 0   | 1    | 0    | Forf. | Abd. | Abd. | 0    | 0    | 0      | 0    | 8      |
| 10    | Williams- Mercedes     | DEV     |       |       |      |         |      |      |      |      |      |      |        |      |     |      |      | 2     |      |      |      |      |        |      | 8      |